# 安倍晋三
安倍 晋三（あべ しんぞう、1954年〈昭和29年〉9月21日 - 2022年〈令和4年〉7月8日）は、日本の政治家。位階は従一位。勲等は大勲位。雅号は天山。
内閣総理大臣（第90・96・97・98代）、内閣官房長官（第72代）、内閣官房副長官（政務担当）、衆議院議員（10期）、自由民主党総裁（第21・25代）、自由民主党幹事長（第41代）、自由民主党幹事長代理、清和政策研究会会長（第10代）を歴任した。

## 生涯

### 生い立ち

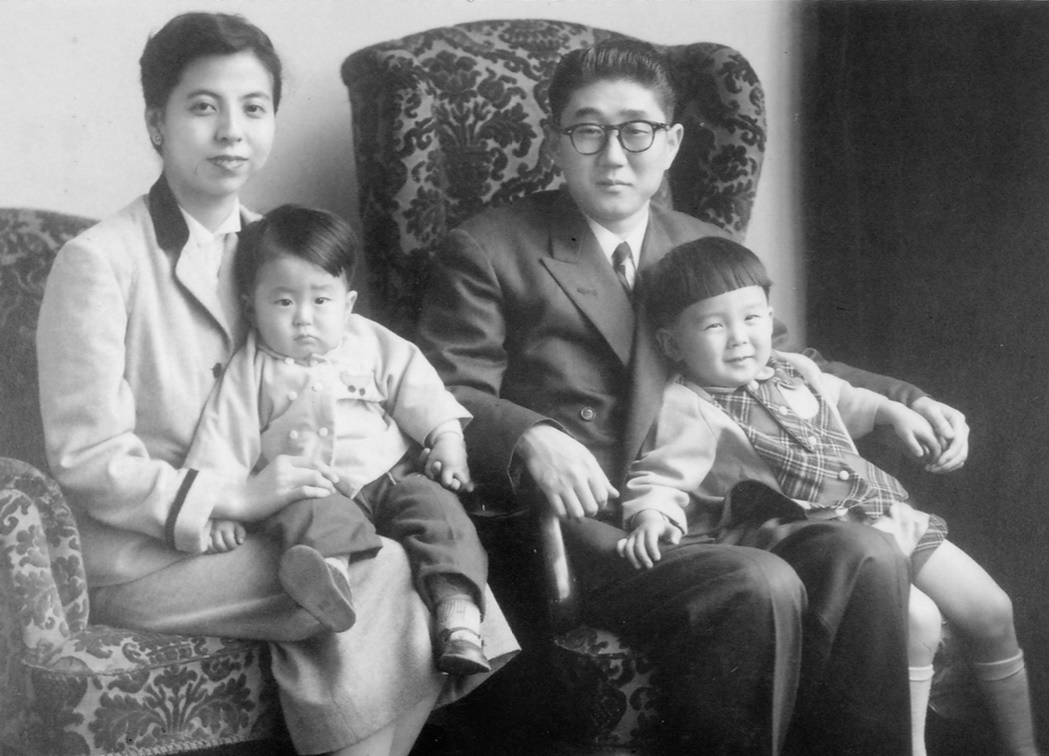
安倍一家。左から、母・洋子、当時2歳の晋三、父・安倍晋太郎、兄・寛信（1956年）。

1954年9月21日、山口県出身。毎日新聞の記者であった安倍晋太郎と妻洋子の次男として生まれる。兄は寛信。弟の信夫は岸家に養子に出された。本籍地は山口県大津郡油谷町（現：長門市）。祖父は衆議院議員の安倍寛、外祖父は後に首相となる岸信介で、大伯父は海軍中将佐藤市郎（海軍兵学校第36期首席）、大叔父は元首相の佐藤栄作、叔父には日本興業銀行の頭取を務めた西村正雄がいる。一家は渋谷区南平台町の岸の自宅で、岸と同居していた。
1958年5月、父の安倍晋太郎が第28回衆議院議員総選挙に立候補し初当選した。幼いころは野球選手やテレビを見て刑事になることに憧れていた。

#### 小学校から学生時代
祖父・岸信介の勧めで兄が在籍する吉祥寺の成蹊小学校に入学。母方の親戚の1人も成蹊学園で教鞭をとっていた。小学校3年生の1963年11月、父の晋太郎が落選。このため両親は東京を離れ、選挙区の山口県にいることが多くなった。安倍家は寛信と晋三に家庭教師をつけることとした。翌1964年に東京大学駒場キャンパスで「子ども2人を週3回教えて9千円、食事つき」とのアルバイトの募集を見つけたのが、当時東大駒場寮に住んでいた平沢勝栄だった。平沢は「駒場東大前駅からひと駅で、しかも食事つき。駒場寮の食事はマズかったから、これはいいぞ」と思い、面接を受け、採用された。小学5年生まで2年間、晋三を教えた。
成蹊中学校・高等学校卒業。高校では地理研究部に所属した。成蹊大学法学部政治学科に進み、佐藤竺教授のゼミに所属して行政学を学ぶ。アーチェリー部に所属し、準レギュラーだった。大学へは中古のアルファロメオで通った。
1977年3月、成蹊大学卒業。同年春に渡米し、カリフォルニア州ヘイワードの英語学校に通うが、日本人ばかりで勉強に障害があると判断して通学を止め、イタリア系米国人の家に下宿しながらロングビーチの語学学校に通った。1978年1月から春季・夏季・秋季と1年間、南カリフォルニア大学に留学しており、政治学の専攻ではなく講座に通学していた。ただし在籍はしたものの学士の資格は得ていない。首相として訪米中に同大学を訪問している。

#### 会社員時代
1979年4月に帰国し、神戸製鋼所に入社。本社輸出部に配属される。1980年5月から1981年1月まで加古川製鉄所の工程部工程課に配属された。営業担当が受けた注文の工程管理を担った。そのほか、ニューヨーク事務所、東京本社などで勤務した。

### 政界入り

#### 秘書時代
1982年11月27日、第1次中曽根内閣が成立し、父晋太郎が外務大臣に就任。晋太郎は安倍に自身の秘書官になることを命じた。しかし安倍が拒否したため、晋太郎は神戸製鋼所首脳部に連日電話を入れ、退職させるよう迫った。安倍はほどなくして同社を退職し、大臣秘書官に就任した。
1986年7月22日、晋太郎が外務大臣を退任。それとともに秘書官を退職。同年10月、森永製菓社長の松崎昭雄の長女で電通社員の昭恵と婚約。
1987年5月25日、参議院議員の江島淳が死去。江島の死去に伴う山口県選挙区の補欠選挙に立候補する意思を示したが、宇部市長二木秀夫が出馬を表明したことから父に断念するよう説得され、立候補を見送った。同年6月9日、新高輪プリンスホテルで松崎昭恵と結婚式を挙げた。媒酌人は福田赳夫夫妻が務めた。

#### 衆議院議員
1991年5月15日、父晋太郎が急死。同年7月8日、安倍は地元後援会拡大会長会議で、晋太郎の跡を継ぎ次期衆院選に立候補することを表明した。
1993年6月の第40回衆議院議員総選挙に旧山口1区（定数4）から立候補し初当選。当選後はかつて父が会長を務めた清和政策研究会に所属する（当時の会長は三塚博）。
1994年、羽田内閣施政下、社会党の連立離脱を期に野党自民党が社会党との連立政権樹立を目指して作った超党派グループ「リベラル政権を創る会」に参加。同年6月29日に行われた首班指名選挙では村山富市に投票し自社さ連立政権・村山内閣樹立に貢献。
同年8月11日、衆議院議員選挙区画定審議会は、政治改革四法における「小選挙区300・比例代表200」の具体的な区割り案を村山富市首相に勧告。旧山口1区は山口3区と山口4区に分けられ、3区は河村建夫、4区は安倍が公認候補となり、林義郎は比例中国ブロックへの転出を余儀なくされた。これを受けて1995年7月の参院選・山口県選挙区には林の長男の林芳正が自民党公認で立候補することとなり、初当選した。
1995年9月22日に行われた自民党総裁選では小泉純一郎の推薦人の一人になった。
1996年10月の衆院選・山口4区で新進党現職の古賀敬章らを破り再選。
1999年、衆議院厚生委員会理事に就任。

#### 内閣官房副長官
2000年4月5日、派閥領袖の森喜朗が首相に就任。同年7月4日に組閣された第2次森内閣で小泉純一郎の推薦を受け、内閣官房副長官に就任した。2001年、第1次小泉内閣でも再任した。
2002年、水野賢一が外務大臣政務官在任中に台湾訪問を拒否され辞任した際も理解を示し擁護、小泉首相の北朝鮮訪問に随行し、小泉首相と金正日総書記との首脳会談では「安易な妥協をするべきではない」と主張したとされる。拉致被害者5人の帰国は実現したものの、この日本人拉致問題は日本側の納得する形では決着せずに難航した。内閣官房参与の中山恭子と共に北朝鮮に対する経済制裁を主張し、一時帰国とされていた拉致被害者をいったんは北朝鮮に戻す方針にも中山と共に頑強に反対したという。西岡力は、対話路線などの慎重論を唱える議員が多かった中で、安倍の姿勢は多くの支持を得たと述べている。ただし、拉致被害者の家族でもある「北朝鮮による拉致被害者家族連絡会」（家族会）の当時副代表の蓮池透は、北朝鮮にいったん返送することに安倍らが反対していたことを否定、安倍と中山が拉致被害者らの北朝鮮帰国に反対したことはないとする。

#### 自由民主党幹事長
2003年9月、衆議院解散を控える中で自民党の選挙の顔となる幹事長である山崎拓の性的なスキャンダルが持ち上がったため、小泉は後任幹事長として安倍を抜擢した。閣僚も党の要職も未経験であった安倍の幹事長就任は異例であり、事前には筆頭副幹事長もしくは外務大臣への就任が有力視されていたため、小泉の「サプライズ人事」として注目を集めた。また、自民党は総幹分離の原則が長く続いており、総裁派閥幹事長は1979年の大平正芳総裁時代の斎藤邦吉幹事長以来24年ぶりであった。11月投票の第43回総選挙で与党は安定多数の確保に成功したが、自民党単独では選挙前の過半数から半数割れとなった。ただし前回選挙からは当選者増でもあり、幹事長に留まる。幹事長時代には自民党内で恒常化していた「餅代」「氷代」（派閥の長が配下の者に配る活動資金）の廃止、自民党候補者の公募制の一部導入など党内の各種制度の改正を行った。
2004年4月の埼玉8区補欠選挙では、自民党史上初の全国的な候補者公募を実施した（公募に合格した柴山昌彦が当選）。
同年7月の参議院選挙では、目標の51議席を下回れば「一番重い責任の取り方をする」と引責辞任を示唆。結果は49議席で、しばらく現職に留まった後で辞任した。同年9月から後任の幹事長の武部勤の強い要請を受ける形で党幹事長代理に就任した。幹事長経験者の幹事長代理就任も異例の事であった。
同年、党改革推進本部長に就任。
2005年4月、自民党は「過激な性教育・ジェンダーフリー教育実態調査プロジェクトチーム」を設立。座長に安倍、事務局長に山谷えり子が就いた。同年6月28日、安倍らが発起人となり、議員連盟「平和を願い真の国益を考え靖国神社参拝を支持する若手国会議員の会」が発足。会長に松下忠洋、幹事長に山谷が就いた。

#### 内閣官房長官

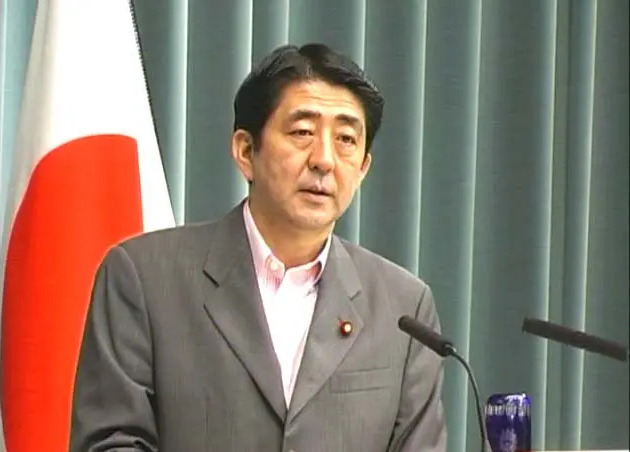
内閣官房長官として会見を行う安倍

2005年10月31日、第3次小泉改造内閣が発足。内閣官房長官として初入閣した。
2006年3月末、小泉内閣は「多様な機会のある社会推進会議（通称：再チャレンジ推進会議）」を設置。安倍は同会議の議長に就任。同年7月21日、国土交通省が作成した「美しい国づくり政策大綱」の構想を受け継いだ『美しい国へ』を文藝春秋から上梓した。
同年9月1日、自民党総裁選挙への出馬を正式に表明した。また同時に、「美しい国、日本。」と題した政権構想のパンフレットを発表し、同党所属の国会議員に配布した。憲法改正や教育改革、庶民増税を極力控えた財政健全化、小泉政権の聖域なき構造改革に引き続き取り組む方針を示す。

### 1度目の内閣総理大臣就任

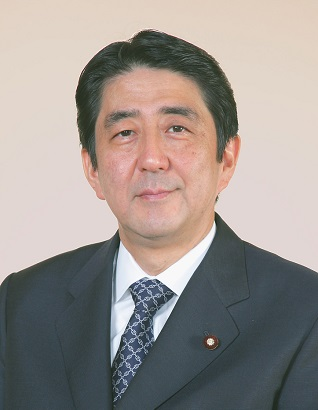
第1次政権時の肖像（内閣広報室より）

#### 第1次安倍内閣
2006年9月20日、小泉の任期満了に伴う総裁選で麻生太郎と谷垣禎一を大差で破って自由民主党総裁に選出された。9月26日の臨時国会において内閣総理大臣に指名される。戦後最年少(当時52歳)で、戦後生まれとしては初めての内閣総理大臣であった。同日に開いた記者会見で、自身の内閣を「美しい国創り内閣」と呼んだ。
同年9月29日、所信表明演説で、冒頭に小泉構造改革を引継ぎ加速させる方針を示した。また、「日本を、世界の人々が憧れと尊敬を抱き、子どもたちの世代が自信と誇りを持てる『美しい国、日本』とする」と述べた。
安倍は小泉前首相の靖国参拝問題のために途絶えていた中国、韓国への訪問を表明。2006年10月に就任後の初外遊先となった北京で胡錦濤国家主席と会談し、翌日には、盧武鉉大統領と会談すべくソウルに入り、小泉政権下で冷却化していた日中・日韓関係の改善を目指した。
北朝鮮が核実験を実施したことに対しては「日本の安全保障に対する重大な挑戦である」として非難声明を発するとともに、対北強硬派のジョン・ボルトンらと連携して国連の対北制裁決議である国際連合安全保障理事会決議1718を可決させ、個別でより厳しい経済制裁措置も実施した。
同年9月から11月にかけ、郵政造反組復党問題が政治問題化する。12月には、懸案だった教育基本法改正と防衛庁の省昇格を実現した。一方で、同月、安倍が任命した本間正明税制会長が公務員宿舎への入居と愛人問題で、佐田玄一郎内閣府特命担当大臣（規制改革担当）兼行政改革担当大臣が架空事務所費計上問題でそれぞれ辞任。この後、閣内でスキャンダルが続いた。
2007年3月、安倍の北朝鮮による日本人拉致問題に対する非難と従軍慰安婦問題への謝罪に消極的であることが「二枚舌」とワシントンポストに批判された。4月下旬には米国を初訪問し、小泉政権に引き続き日米関係が強固なものであることをアピールした。参議院沖縄県選挙区補欠選挙に絡み、日米関係や基地移設問題が複雑に絡む沖縄県特有の問題があったため、多くの側近の反対を退け2回にわたり沖縄県を訪れて自民系無所属候補の島尻安伊子の応援演説を行うなどのバックアップを行った。
同年4月3日、第1回「『美しい国づくり』企画会議」が開催され、安倍の理想を実現化するための「『美しい国づくり』プロジェクト」がスタートした。
5月28日、以前から様々な疑惑のあった松岡利勝農水大臣が議員宿舎内で、首を吊って自殺。6月1日、後任の農水大臣に赤城徳彦が就任。
6月当初の内閣支持率は小泉政権以来最低になったことがメディアで大きく報じられた。同月6日 - 8日には首相就任後初の主要国首脳会議であるハイリゲンダム・サミットに参加、地球温暖化への対策を諸外国に示した。また、議長総括に北朝鮮による日本人拉致問題の解決を盛り込ませた。
7月3日、久間章生防衛大臣の原爆投下を巡る「しょうがない」発言が問題化。安倍は久間に対して厳重注意し、久間は直後に辞任、後任には小池百合子が就任した。

#### 参議院議員選挙（2007年）での敗北
2007年7月12日、第21回参議院議員通常選挙が公示。与野党の舌戦開始早々、自殺した松岡の後任である赤城徳彦農林水産大臣にもいくつかの事務所費問題が発覚。7月16日に発生した新潟県中越沖地震では発生当日に遊説を打ち切り現地入りした。選挙期間中、「年金問題」の早期解決を約束し、「野党に改革はできない、責任政党である自民党にこそ改革の実行力がある」とこれまでの実績を訴えた。選挙前、安倍は「そんなに負けるはずがない」と楽観視していたと言われる。7月29日、投開票。結果は37議席と連立を組む公明党の9議席を合わせても過半数を下回る大敗であった。小沢一郎の地盤の東北地方や保守王国の四国地方で自民党が全滅、勝敗を左右する参議院一人区も、軒並み民主党候補や野党系無所属に議席を奪われた。

#### 体調の悪化と総辞職
参院選直後の7月31日の自民党総務会において「決断されたほうがいい」などと党内からも退陣を促す声が出た（安倍おろし）。
同日、米国下院では慰安婦非難決議が議決されていた。翌8月1日には赤城農相を更迭したが「遅すぎる」と自民党内からも批判された。
広島平和記念式典に行く前日の8月5日から、胃と腸に痛みを感じ、食欲の衰えを感じるようになる。そして、8月19日から8月25日のインドネシア・インド・マレーシア3か国訪問後は下痢が止まらなくなり、症状は次第に悪化し始めた。しかし、当時の慶應義塾大学病院の主治医によると、（17歳のときに発症したという）潰瘍性大腸炎の血液反応はなく、機能性胃腸障害という検査結果であったという。
同年8月27日、内閣改造、党役員人事に着手した（第1次安倍改造内閣）。ところが組閣直後から再び閣僚の不祥事が続き、求心力を失う。
同年9月9日、オーストラリア・シドニーで開催された APEC（アジア太平洋経済協力会議）首脳会議の終了にあたって開かれた記者会見において、テロ特措法の延長問題に関し9月10日からの臨時国会で自衛隊へ給油が継続ができなくなった場合は、内閣総辞職することを公約した。この間も安倍の健康状態は好転せず、体調不良により APEC の諸行事に出席できない状況となり、晩餐会前の演奏会を欠席した。
同年9月10日、第168回国会が開会。安倍は所信表明演説の中で「職責を全うする」という趣旨の決意を表明した。この表明で自身の内閣を「政策実行内閣」と名づけ、スローガン「美しい国」は結びに一度使ったのみであった。
同年9月12日午後2時、「内閣総理大臣及び自由民主党総裁を辞する」と退陣を表明する記者会見を急遽行った。また、理由についてはテロとの戦いを継続する上では自ら辞任するべきと判断したとした。これにより同日予定されていた衆議院本会議の代表質問は中止となった。
翌9月13日、慶應義塾大学病院に緊急入院。しかし、病院側の記者会見でも、内視鏡を入れて検査したが、目に見える異常は発見できなかったので「機能性胃腸障害」としたというのが医者の説明だった。この頃、『週刊現代』が安倍の相続税3億円脱税疑惑を報じるところであったことから、立花隆は、これが首相も辞めざるをえないほどの問題であったとし、この追及を避けるために入院した可能性を指摘している。その後そのまま安倍は、9月20日付の安倍内閣メールマガジンで「国家・国民のためには、今身を引くことが最善と判断した」とのメッセージを配信し、メールマガジンを終了させた。
9月21日は安倍の53歳となる誕生日だが、病院で誕生日を迎えることになった。このように安倍首相は退陣まで公務復帰できなかった状況だが、与謝野官房長官は「首相の判断力に支障はない」と内閣総理大臣臨時代理は置く予定はないという方針をとっていた。20日の官房長官会見では「首相は辞任と病気の関係を説明するべき」としていた。
9月24日17時、慶應義塾大学病院にて本人の記者会見を行い、自身の健康状態及び退陣に至る経緯について「意志を貫くための基礎体力に限界を感じた」と釈明し、政府・与党、国会関係者並びに日本国民に対して「所信表明演説後の辞意表明という最悪のタイミングで国会を停滞させ、多大な迷惑を掛けたことを深くお詫び申し上げたい」と現在の心境を開陳、謝罪した。さらに、首相としての公務に支障があったにもかかわらず臨時代理を置かなかったことについては「法律にのっとって判断した」としたが、これについては、毎日新聞により、政府内でも批判の声があると報じられた。

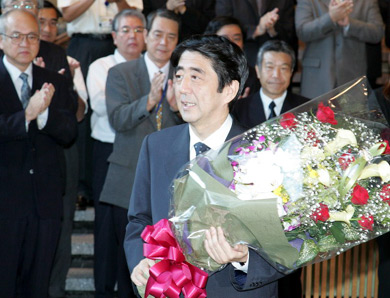
内閣総辞職に際して贈呈された花束を持つ安倍

9月25日、第1次安倍改造内閣最後の閣議に出席し、その後国会へ登院して、衆議院本会議での首班指名選挙にも出席した。第1次安倍改造内閣最後の閣議で、閣僚全員の辞表を取りまとめて内閣総辞職した。安倍は最後の閣議の席上、全閣僚に対して一連の事態に対する謝罪及び閣僚在任に対する謝意を述べた。26日には皇居で行われた福田康夫の首相親任式に出席し、正式に内閣総理大臣を退任し再び病院へと戻った。

#### 突然の辞任への反応
安倍は辞任の理由として「テロ特措法の再延長について議論するため民主党の小沢代表との党首会談を打診したが、事実上断られ、このまま自身が首相を続けるより新たな首相のもとで進めた方が良い局面になると判断した」「私が総理であることが障害になっている」などとした（小沢は記者会見で「打診を受けたことは1回もない」と否定し、以降も「意見を変える気はない」と明言）。一方、自身の健康への不安のためとする理由も、与謝野馨（当時、内閣官房長官）が同日中会見で述べている。24日の記者会見では本人も健康問題が辞任の理由の一つであることを認めた。
もともと胃腸に持病を抱えており、辞意表明当日の読売新聞・特別号外でも持病に触れられていた。また、辞意表明前日には記者団から体調不良について聞かれ、風邪をひいた旨を返答している。この「胃腸の持病」について、安倍は辞任後の2011年に掲載された『週刊現代』へのインタビューで、特定疾患である「潰瘍性大腸炎」であったことを明かしている。
臨時国会が開幕し内政・外交共に重要課題が山積している中で、かつ所信表明演説を行って僅か2日後での退陣表明について、野党側は「無責任の極み」であるなどと批判した。与党側でも驚き や批判 の声が上がったほか、地方の自民党幹部からも批判が出た。
9月13日に朝日新聞社が行った緊急世論調査では、70%の国民が「所信表明すぐ後の辞任は無責任」と回答している。
安倍の突然の辞任表明は、日本国外のメディアもトップニュースで「日本の安倍首相がサプライズ辞職」、「プレッシャーに耐えきれなかった」（CNN）などと報じた。欧米諸国の報道でも批判的な意見が多かった。

#### 辞任の原因
2007年当時の医師の診断ではカルテ上は「腸炎、または急性腸炎」で、一般に言う「腹痛」であったが、実際には「潰瘍性大腸炎」を患っていた。潰瘍性大腸炎は1973年に特定疾患（2015年からは指定難病）に指定されている。
麻生・与謝野クーデター説
安倍の辞任において、幹事長の麻生太郎と官房長官の与謝野が安倍を辞任表明に追い込んだとする「麻生・与謝野クーデター説」が自民党の新人議員の一部によってメディアを通じて広められた。このクーデター説について与謝野は、9月18日の閣議後の会見において明確に否定した。さらに麻生は9月19日に「事前に安倍首相の辞意を知っていたのは自分だけではない」とし、与謝野も同日「（前幹事長の）中川（秀直）さんは11日（辞任表明の前日）に安倍さんに会っていて、知っていてもおかしくない」と、中川も事前に安倍の辞意を知っていたことを示唆した。

### 内閣総理大臣退任後

#### 体調回復と活動の再開
2007年9月27日、慶應義塾大学病院から仮退院し、東京・富ヶ谷の私邸で自宅療養に入った。
11月13日、新テロ特措法案の採決を行う衆議院本会議に出席し、賛成票を投じた後、福田康夫首相や公明党の太田昭宏代表へ体調が回復したことを伝えた。
2007年末、『産経新聞』のインタビューにて「『美しい国』づくりはまだ始まったばかり」 と述べ、2008年からは活動を本格的に再開し「ジワジワと固まりつつある良質な保守基盤をさらに広げていく」 と答えている。
2008年1月、『文藝春秋』に手記を寄稿。2007年9月の退陣に関し、体調悪化のため所信表明演説で原稿3行分を読み飛ばすミスを犯したことが「このままでは首相の職責を果たすことは不可能と認めざるを得なかった。決定的な要因のひとつだった」と告白するなど、辞任の主な理由は健康問題だったとしている。
2008年3月5日、安倍は勉強会「クールアース50懇話会」を立ち上げ、塩崎恭久や世耕弘成らが入会した。設立総会において、安倍は「北海道洞爺湖サミットを成功させるのは私の責任」 と語り、同懇話会の座長に就任した。3月6日、清和政策研究会（町村派）の総会に出席し、「首相として1年間、美しい国づくりに全力を傾注してきたが、残念ながら力が及ばなかった。私の辞任に伴い、みなさんに風当たりも強かったのではないか。心からおわびを申し上げたい」 と述べて所属議員に謝罪した。
第45回衆議院議員総選挙直後に行われた2009年自由民主党総裁選挙では、麻生太郎とともに、平沼赳夫の自民党への復党と総裁選挙への立候補を画策したが、平沼が難色を示したため実現せず、西村康稔を支援した。

#### 2012年自由民主党総裁選挙
2011年11月27日に行われた大阪府知事選挙・大阪市長選挙のダブル選挙で、大阪維新の会幹事長の松井一郎が大阪府知事に、党代表の橋下徹が大阪市長に、それぞれ初当選した。以後、安倍は維新幹部と頻繁に接触。2012年2月26日に大阪市で開かれた日本教育再生機構主催の集会に松井とともに登壇し、同年4月24日には都内のホテルで橋下、松井と会談した。9月の自民党総裁選に意欲を示す安倍はこのときすでに、次期衆院選における維新の躍進を見越していた。維新とのパイプを強調し、党内の求心力を高める狙いがあった。「保守勢力の結集」を掲げる松井ら幹部も、安倍の接近は維新の党勢拡大にプラスにつながると考えていた。
2012年8月15日、橋下が安倍に新党参加を要請したことがメディアで報じられた。同日、安倍は靖国神社で記者団の取材に応じ、「維新の会の力を生かして行く道を考えたい」と述べた。
同年8月28日、安倍は清和会の前会長の森喜朗の国会内の事務所を訪ね、谷垣禎一総裁の任期満了に伴って行われる自民党総裁選への出馬の意向を伝えた。自らが所属する清和会の会長である町村信孝の出馬が既に取り沙汰されていたこともあり、森からは出馬について慎重な対応を求められていたものの、これを押し切る形での出馬となった。8月31日、石破茂と町村が出馬の意向を固めたことがメディアで報じられた。9月5日、三宅久之、長谷川三千子、金美齢、すぎやまこういちなど保守系の著名人28人が発起人に名を連ねる「安倍晋三総理大臣を求める民間人有志の会」が発足。同日、同団体は安倍の事務所に赴き、出馬要請をした。9月12日、安倍は党本部で記者会見し、正式に出馬を表明した。
当初は、清和会が分裂選挙を余儀なくされたことや5年前の首相辞任の経緯に対するマイナスイメージから党員人気が高かった石破茂、党内重鎮からの支援を受けての出馬となった石原伸晃の後塵を拝していると見られていた。しかし、麻生派・高村派が早々と安倍支持を表明した事などが追い風となった。9月19日、「安倍晋三総理大臣を求める民間人有志の会」主催による総裁選決起集会が永田町の星陵会館で開かれた。決起集会には12人の国会議員が登壇し、激励の挨拶をした。
9月26日に行われた総裁選挙の1回目の投票で2位に食い込むと、決選投票では、1回目の投票で1位となっていた石破を逆転。石破の89票に対し108票を得て、総裁に選出された。一度辞任した総裁が間を挟んで再選されるのは自民党史上初、決選投票での逆転は1956年12月自由民主党総裁選挙以来となった。

### 2度目の内閣総理大臣就任

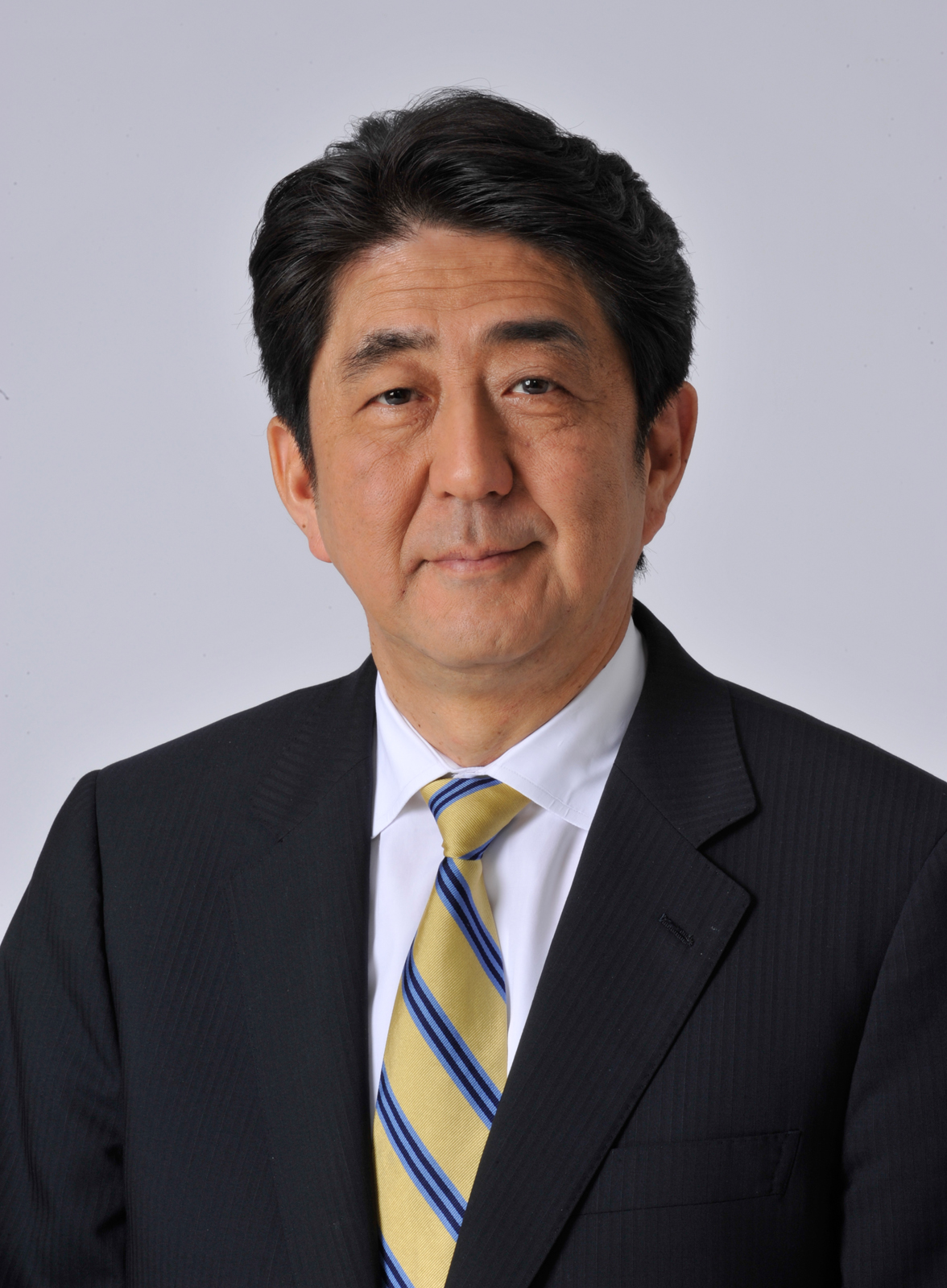
第2次政権時の肖像
（内閣広報室より）

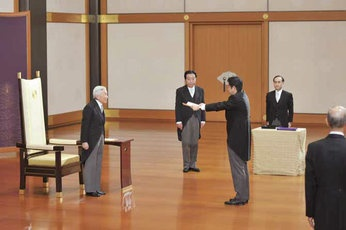
2012年12月26日、皇居での親任式にて天皇明仁より第96代内閣総理大臣に任命される安倍
（奥は、前任者の野田佳彦）

2012年12月16日の第46回衆議院議員総選挙で自民党が圧勝し、公明党と共に政権与党に復帰。同年12月26日、自民党総裁の安倍が国会での首班指名選挙にて第96代内閣総理大臣に選出され、皇居での親任式にて天皇明仁による任命を受けて、第2次安倍内閣が発足した。1度辞任した内閣総理大臣の再就任は、戦後では吉田茂以来2人目である。ただし、吉田は初任時は大日本帝国憲法下での任命であるため、日本国憲法下では安倍が初となる。
首相再登板後は、デフレ経済を克服するためにインフレターゲットを設定した上で、日本銀行法改正も視野に入れた大胆な金融緩和措置を講じ、多年に渡って続くデフレからの脱却に強い意欲を示した。大胆な金融緩和、機動的な財政出動、民間投資を喚起する成長戦略を三本の矢と称した一連の経済対策は、アベノミクスと称される。「アベノミクス」は2013年新語・流行語大賞のトップテンに入賞し、安倍が受賞した。
また自身の第98代首相在任中（第4次安倍第1次改造内閣）の2019年(平成31年)4月30日から同年(令和元年)5月1日にかけて、天皇明仁の退位（譲位）による皇位継承（天皇の退位等に関する皇室典範特例法施行による明仁から徳仁への皇位継承）が行われ、徳仁（今上天皇）の新天皇即位に合わせて「平成」から新元号「令和」への改元が行われた（退位後の明仁は、上皇となる）。そして、平成の天皇の退位の礼および今上天皇の即位の礼といった皇位継承による一連の皇室の儀式に携わった。
これにより安倍は、明治から大正への改元時の西園寺公望（第2次西園寺内閣）、大正から昭和への改元時の若槻禮次郎（第1次若槻内閣）、昭和から平成への改元時の竹下登（竹下改造内閣）に続く憲政史上4人目の皇位継承に伴う改元時の首相となった。

#### 参議院議員通常選挙（2013年）での勝利
第1次安倍政権時に大敗を喫した2007年の第21回参議院議員通常選挙以降、参議院では政権与党が過半数を下回るねじれ国会が続いていた（民主党への政権交代となった2009年の第45回衆議院議員総選挙から2010年の第22回参議院議員通常選挙までの期間を除く）。2013年7月21日の第23回参議院議員通常選挙で、政権与党の自民・公明両党が合わせて過半数の議席を獲得し、「ねじれ」は解消した。

#### 2020年東京オリンピック招致

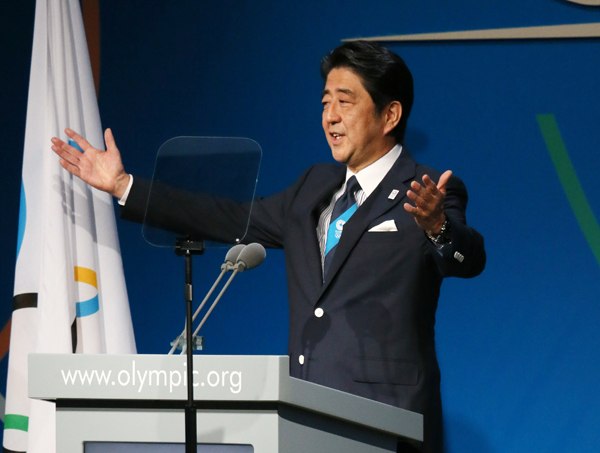
2013年9月7日、IOC総会にて

安倍は2012年12月の2度目の首相就任後、2020年夏季オリンピックの東京招致委員会の最高顧問に就任した。
2013年9月7日、総会で安倍は東京のプレゼンターの1人として演説を行い、「フクシマ（福島第一原子力発電所事故）について、お案じの向きには、私から保証をいたします。状況は、統御されています。東京には、いかなる悪影響にしろ、これまで及ぼしたことはなく、今後とも、及ぼすことはありません。」と発言。演説後の質疑応答では総会直前に明らかとなった福島第一原子力発電所の汚染水漏れ に関する質問が出た。これに対し安倍は「結論から言うと、まったく問題ない。（ニュースの）ヘッドラインではなく事実をみてほしい。汚染水による影響は福島第一原発の港湾内の0.3平方キロメートル範囲内で完全にブロックされている」、「健康問題については、今までも現在も将来も、まったく問題ない。完全に問題のないものにするために、抜本解決に向けたプログラムを私が責任をもって決定し、すでに着手している」と答え、「子供たちの将来や日本にやってくるアスリートに対する責任を完全に果たしていく」と述べた。しかし、安倍の発言が東電の公表している状況とは異なっていることなど が指摘され、国会でも追及を受けると、安倍はこれに対して「事態は掌握しているし、対応はしている、という意味でコントロールと発言した」と反論している。

#### 衆議院議員総選挙（2014年）での勝利
自身の2度目の首相就任から約2年後に行われた2014年12月14日の第47回衆議院議員総選挙では、自民党は公示前より4議席減らしたものの単独で絶対安定多数の266を超える291議席を獲得した。連立与党の公明党（35議席）と合わせて326議席（公示前と増減なし）を獲得し、自公与党で議席数の3分の2以上を維持するという結果となった。
これを受けて2014年12月24日、安倍は第97代首相に再任して第3次安倍内閣（自公連立政権）が成立した。

#### 参議院議員通常選挙（2016年）での勝利
任期満了に伴う2016年7月10日の第24回参議院議員通常選挙では、北海道・東北地方・信越地方・沖縄県で苦戦したものの、前回を上回る議席を獲得した。安倍はこの結果を受けて、「アベノミクスが信任を得たもの」と主張した。

#### 東京都議会議員選挙（2017年）での敗北
2017年7月2日の東京都議会選挙では、自民党の衆議院議員を退職して前年の東京都知事選挙で当選・就任した小池百合子東京都知事が設立した地域政党「都民ファーストの会」の勢いに押される形で57議席から23議席に減らし、2009年の都議選時の38議席にも満たない過去最低の議席数に留まった。
これについて、安倍は「大変厳しい都民の審判が下された。自民党に対する厳しい叱咤と深刻に受け止め、深く反省しなければいけない」と述べた。敗因について、「政権発足して5年近く経過し、安倍政権に緩みがあるのではないかという厳しい批判があったのだろう。真摯に受け止めなければいけない。政権を奪還したときの初心に立ち返って全力を傾ける決意だ」と説明した。

#### 衆議院議員総選挙（2017年）での勝利
平成時代最後の国政選挙かつ自身の首相在任下で最後の衆院選となった2017年（平成29年）10月22日の第48回衆議院議員総選挙では、選挙前と同じ284議席を獲得して安倍総裁率いる自民党が大勝した。小選挙区で218議席、比例代表で66議席を獲得した。小選挙区の候補者は、北関東ブロック、東京ブロック、南関東ブロック、近畿ブロック、中国ブロックで比例復活も含めて全員当選した。小選挙区の候補者3名が無所属で当選後、公示日に遡って自民党公認となった。
これを受けて2017年11月1日、安倍は第98代首相に再任して第4次安倍内閣（自公連立政権）が成立した。

#### 板垣退助百回忌奉納位牌のために揮毫
| 板垣退助の位牌 |  | （裏面）安倍晋三書 |
| 板垣退助の位牌 |  | （裏面）安倍晋三書 |

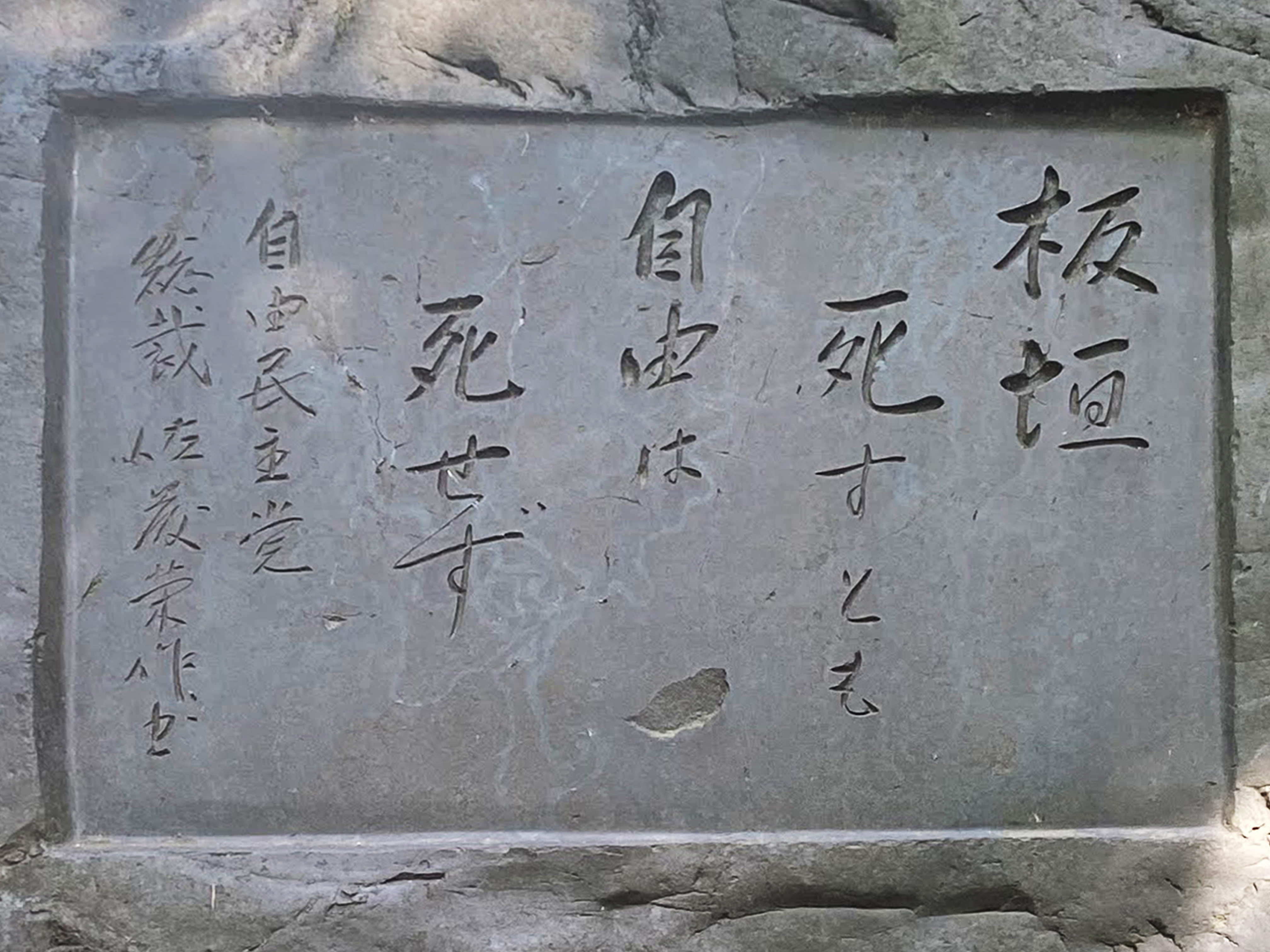
板垣退助先生顕彰碑（佐藤栄作書）

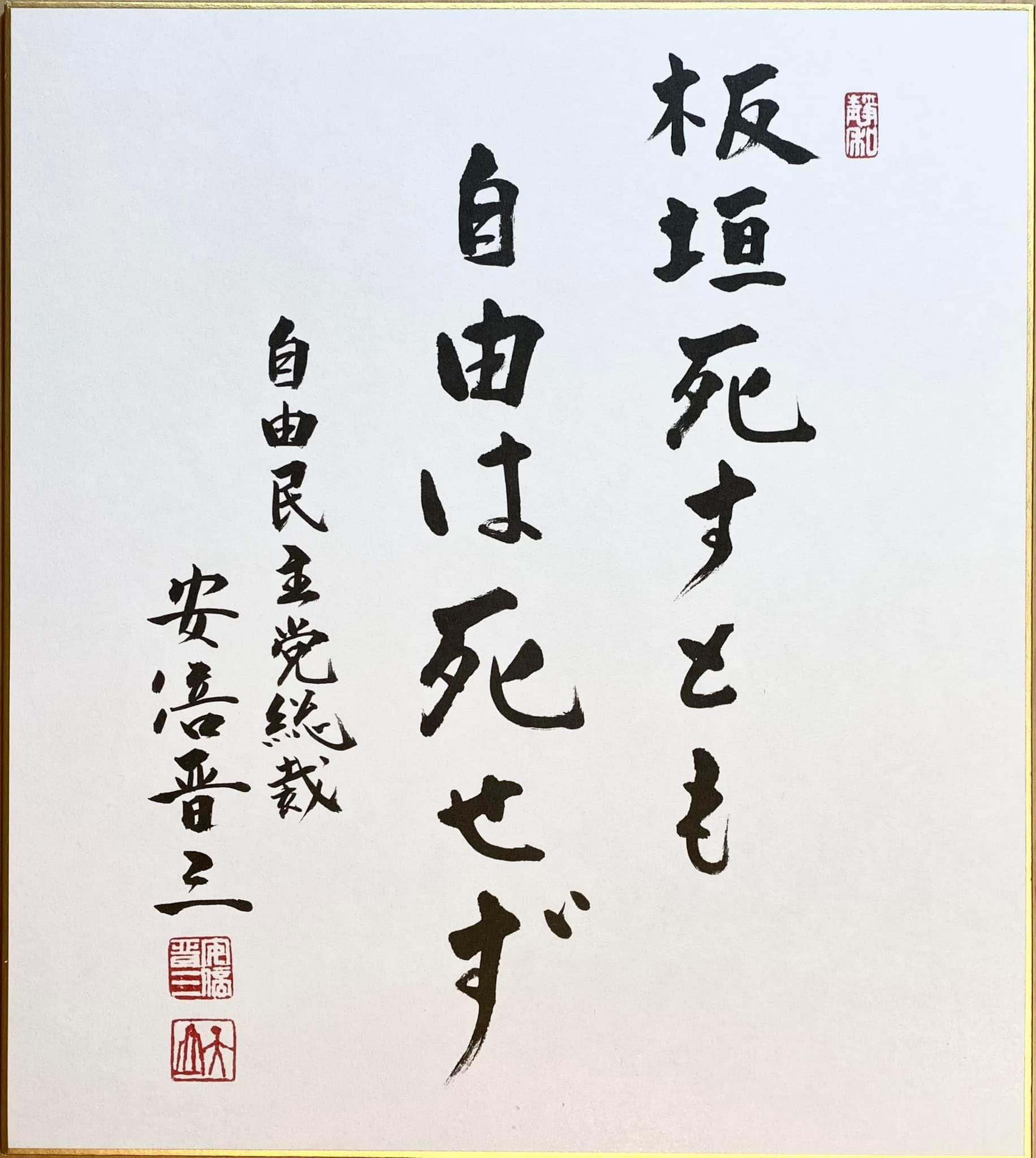
板垣死すとも自由は死せず（安倍晋三書）

1968年、明治維新100年・板垣退助50回忌（満49年目の仏式の法要）に際し、現在の自由民主党の前身にあたる自由党の創始者・板垣退助を顕彰するため、当時の自民党総裁・佐藤栄作が名誉総裁となり、板垣退助先生顕彰会が組織され、佐藤栄作が板垣の言葉「板垣死すとも自由は死せず」を揮毫し板垣退助の曾孫・板垣退太郎に贈った。板垣家は、この揮毫を板垣退助先生顕彰会を通して高知県産の石に刻み、東京都品川区の板垣墓前に石碑として建立した。それから50年を経た2018年は、明治維新150年・板垣退助百回忌（満99年目の仏式の法要）を迎える年となるため、板垣退助先生顕彰会は、板垣の位牌を新調して東京・高知の両菩提寺に奉納することを決議した。そのため、2018年時点で、自民党の総裁であった安倍晋三は、50年前の佐藤栄作の前例に倣い「板垣死すとも自由は死せず」を揮毫して板垣退助の玄孫・髙岡功太郎に贈った。髙岡功太郎は一般社団法人板垣退助先生顕彰会を通じて、この揮毫を位牌の裏に彫り、東京都と高知県の菩提寺に奉納した。（東京都の菩提寺は高源院、高知県の菩提寺は高野寺である。東京都世田谷区の菩提寺は、板垣退助の埋葬地であり、高知県高知市の菩提寺は、板垣退助の誕生地に建立された寺院である）このことがきっかけとなり、安倍晋三元首相の国葬の日には、高知県の板垣退助菩提寺（板垣退助生誕地）高野寺は、「安倍元総理ゆかりの寺」として「安倍晋三元首相国葬遙拝所」と献花台を設置、250名の弔問客が訪れた。

#### 自由民主党総裁選挙（2018年）での再選
2015年自民党総裁選で無投票当選を果たした安倍は、自民党総裁の任期満了となった3年後の2018年9月20日に行われた自民党総裁選において、次期首相を目指して2008年と2012年に続く3回目の出馬となった石破茂と再選をかけて争った。結果は石破（254票）に大差をつけて、安倍（553票）が当選して首相続投となった。

#### 2025年大阪万国博覧会招致
2018年11月23日、フランスの首都パリで行われたBIE総会において大阪府が2025年日本国際博覧会の開催地に選ばれた。安倍はビデオで、「大阪、関西、日本中の人たちが皆さんをお迎えし、一緒に活動することを楽しみにしている。成功は約束されている」と大阪招致をアピールした。
開催決定後、世耕弘成を「国際博覧会担当大臣」に任命した。

#### 参議院議員通常選挙（2019年）の結果
令和時代最初の国政選挙かつ自身の首相在任下で最後の国政選挙となった2019年（令和元年）7月21日の第25回参議院議員通常選挙では、自民党は57議席を獲得した。改選前から9議席減となり、非改選の議席を含めた単独過半数は維持できなかった。

#### 通算組閣回数・首相在職日数の最多・最長記録更新

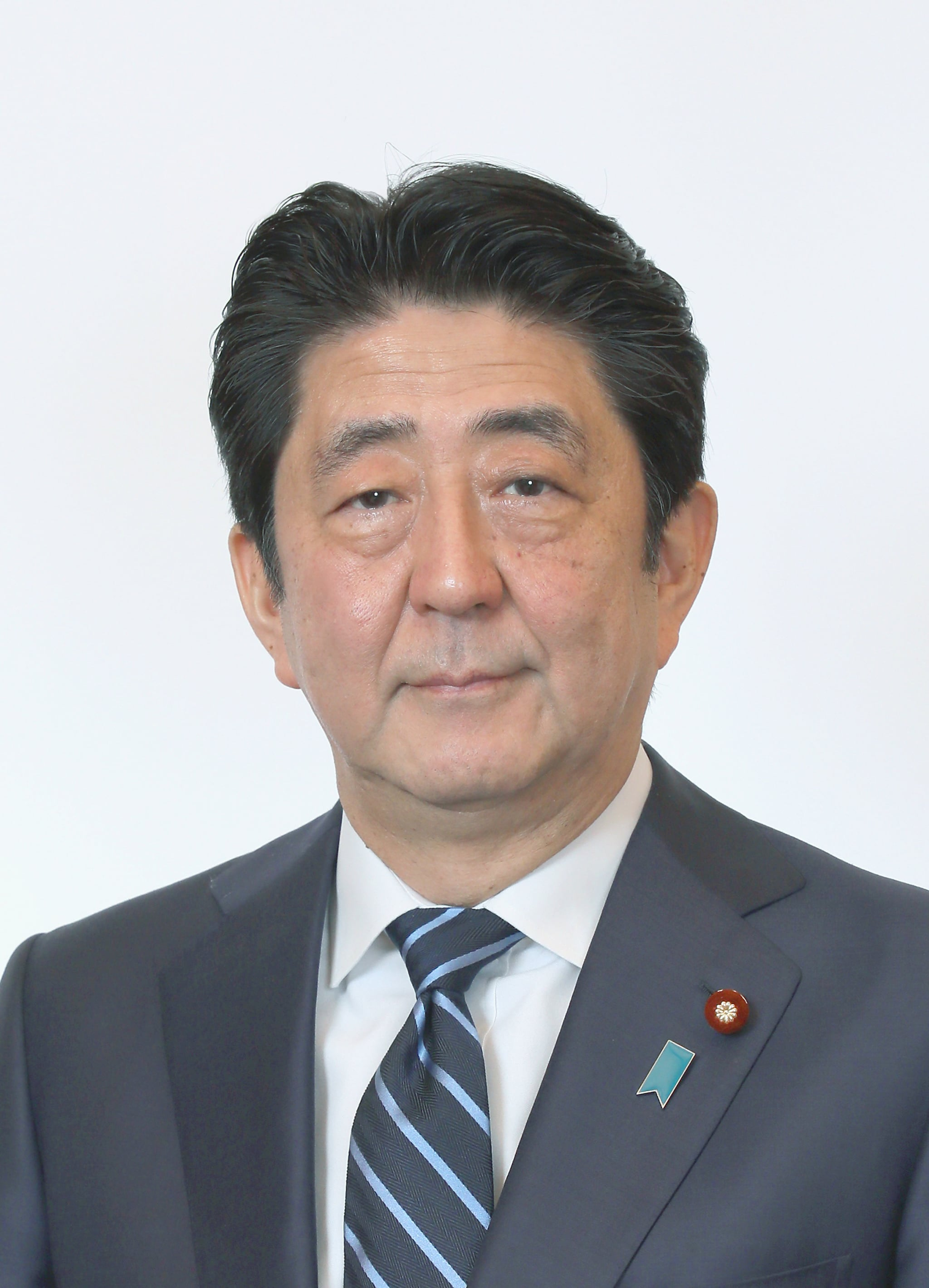
第4次安倍第2次改造内閣発足時に公表された肖像
（内閣広報室より）

2018年（平成30年）10月2日に内閣改造を行い、第4次安倍第1次改造内閣が発足（平成最後の内閣改造）。これにより通算組閣回数は10回となり、それまで最多だった大叔父の佐藤栄作（9回）を抜き歴代最多となった。さらに2019年（令和元年）9月11日にも内閣改造を行い、第4次安倍第2次改造内閣が発足（令和最初の内閣改造）。これにより、通算組閣回数は11回（歴代最多）となった。
2019年11月20日、首相通算在職日数が2887日となり、それまで最長だった桂太郎（2886日）を抜き歴代最長となり、さらに2020年8月24日、連続在職日数が2799日となり、それまで最長だった大叔父の佐藤栄作（2798日）を抜き歴代最長となった。

#### 二度目の内閣総理大臣辞任

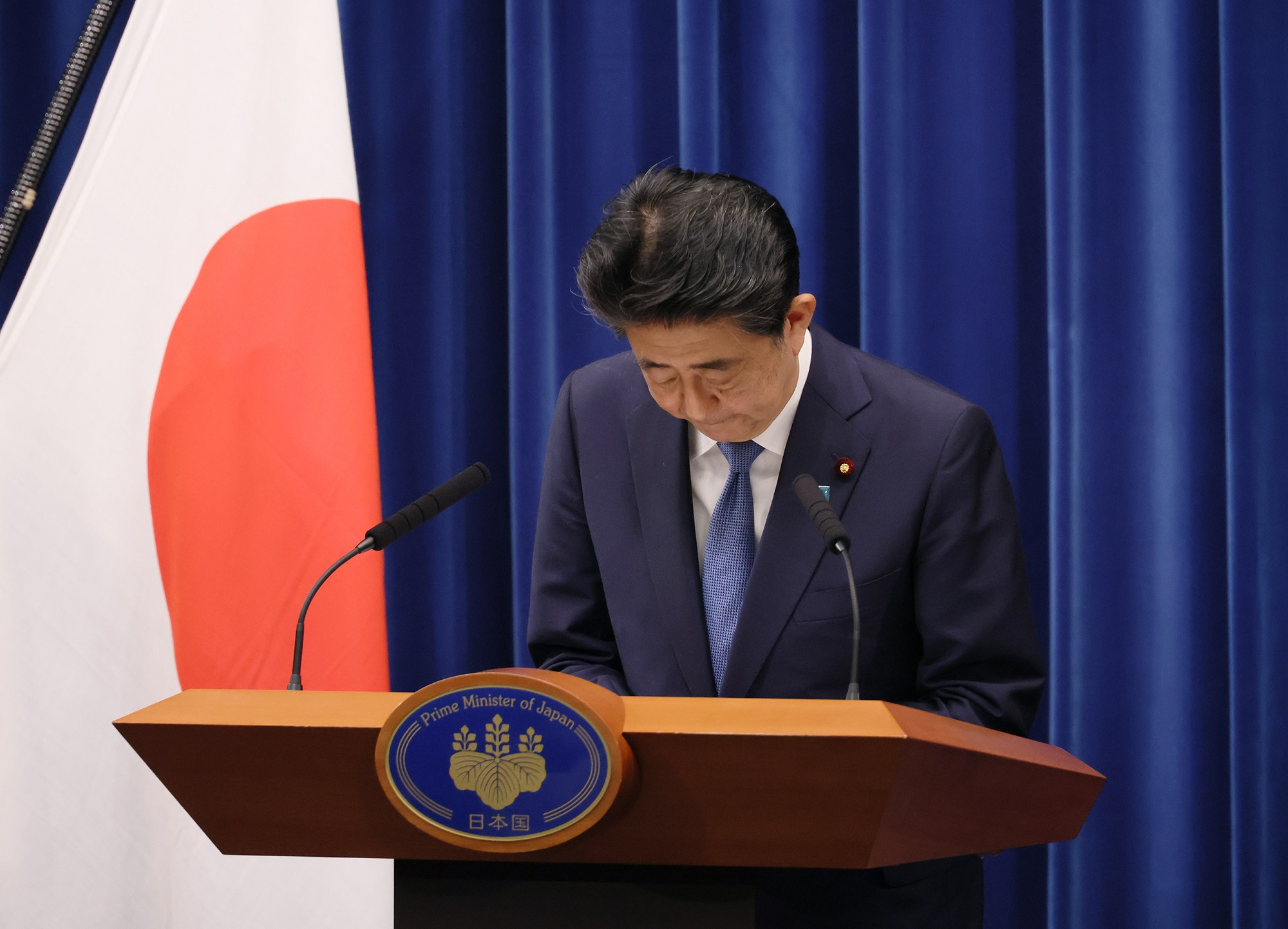
2020年8月28日、首相官邸での記者会見において辞意を表明する安倍

2020年8月28日、「安倍首相が辞任する意向を固めた」と複数のメディアが報じ、その後に首相官邸で行われた臨時閣議において、辞任する意向であることを表明した。
その後、首相官邸で行われた会見で「持病の潰瘍性大腸炎が再発し、病気と治療を抱え、体力が万全でない苦痛の中で大切な政治判断を誤ることがあってはならない。国民の皆様の負託に自信を持って応えられる状態でなくなった以上、総理大臣の地位にあり続けるべきではない」として正式に辞意を表明し、「様々な政策が実現途上にあり、コロナ禍の中、職を辞することについて、国民の皆様に、心より、心より、お詫び申し上げる」と謝罪した。一方で、次の首相が任命されるまでの間、引き続き職務にあたる考えを示した。
この辞意表明を受けて、自民党は急遽総裁選を行うこととなったが、総裁選の時期や形式に関する対応は二階俊博幹事長に一任された。二階は、両院議員総会で総裁選を行い党員投票は省略する方向で調整する考えを示した。安倍の後継首相を決める2020年自民党総裁選には、石破茂（2008年・2012年・2018年に続く4回目）、菅義偉内閣官房長官（初）、岸田文雄政務調査会長（初）の3名が立候補した。2020年9月14日の自民党総裁選挙において、石破（68票）と岸田（89票）に圧倒的大差をつけて菅（377票）が当選を果たし、第26代総裁に選出された。

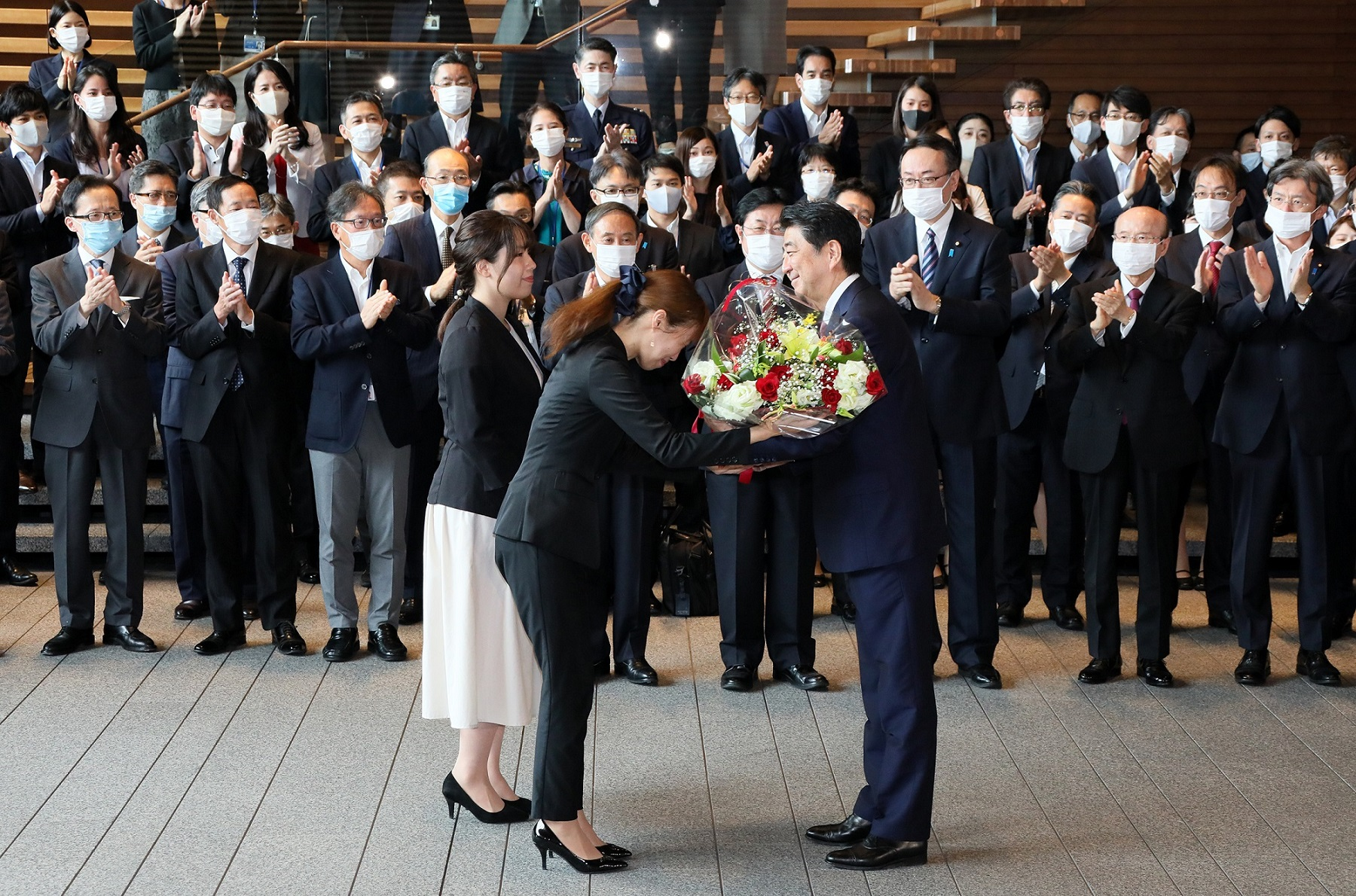
内閣総辞職に際して花束を贈呈される安倍
（2020年9月16日、首相官邸）

2020年9月16日午前の閣議において、第4次安倍第2次改造内閣は総辞職した。その後、第26代自由民主党総裁に就任した菅義偉内閣官房長官が国会の内閣総理大臣指名選挙、皇居での天皇徳仁による親任式を経て第99代内閣総理大臣に就任し菅義偉内閣が成立したことを受けて、安倍は首相を退任し約7年8カ月に及んだ長期政権は幕を閉じた。連続在職日数2822日・通算在職日数3188日と、いずれも日本の憲政史上において歴代最長を記録した。

### 二度目の首相退任以降
二度目の首相辞任から3日後の2020年9月19日、首相在任中は1回限りであった靖国神社への参拝を7年ぶりに行う。翌月19日にも参拝した。
11月16日、来日中のトーマス・バッハIOC会長が安倍に対して、国際オリンピック委員会(IOC)の功労章であるオリンピック・オーダーの金章を贈った。
2021年1月25日、インド政府より「パドマ・ビブシャン」（Padma Vibhushan）を授与された。
3月22日、世界の民族の平和的共存などに貢献した政治家を表彰する米国の財団「Appeal of Conscience Foundation」から「世界の政治家」に選出された。
4月12日、「脱炭素社会実現と国力維持・向上のための最新型原子力リプレース推進議員連盟」の顧問に就任。20日、党憲法改正推進本部の最高顧問に就任する（高村正彦は留任）。
6月25日発売の『月刊Hanada』2021年8月号において桜井よしこと対談。桜井が東京オリンピックのコロナ対策について「野党が五輪を政治利用している」と批判すると、それを受けて「反日的な人が五輪に反対している」と述べ、オリンピック開催の意義を強調した。
7月21日、2日後に開催される東京オリンピックの開会式に大会組織委員会の名誉最高顧問として出席予定だったが、無観客となったことなどを受け、出席を見送った。
9月9日、菅義偉の後任である第100代首相を決める自民党総裁選（9月29日投開票）では河野太郎規制改革担当大臣、岸田文雄前政務調査会長、高市早苗前総務大臣、野田聖子幹事長代行の4名が立候補する中、「安倍は高市早苗支持」と報じられ、自身のTwitterなどでも初の女性首相誕生を目指して高市支持を表明していた。しかし結果は岸田が当選し、高市は政務調査会長に抜擢された。
10月19日、自らの公式YouTubeチャンネル「あべ晋三チャンネル」を開設。
10月31日、自身の二度目の首相辞任後で初となる衆院選となった第49回衆議院議員総選挙で10選。
11月11日、所属する細田派会長の細田博之が第78代衆議院議長に就任したため派閥に復帰し、後任会長に就任した。「安倍派」となった自民党内最大派閥の会長就任後、活発に活動・発信を行い、憲法改正、積極財政、防衛力強化などを訴えた。

### 暗殺

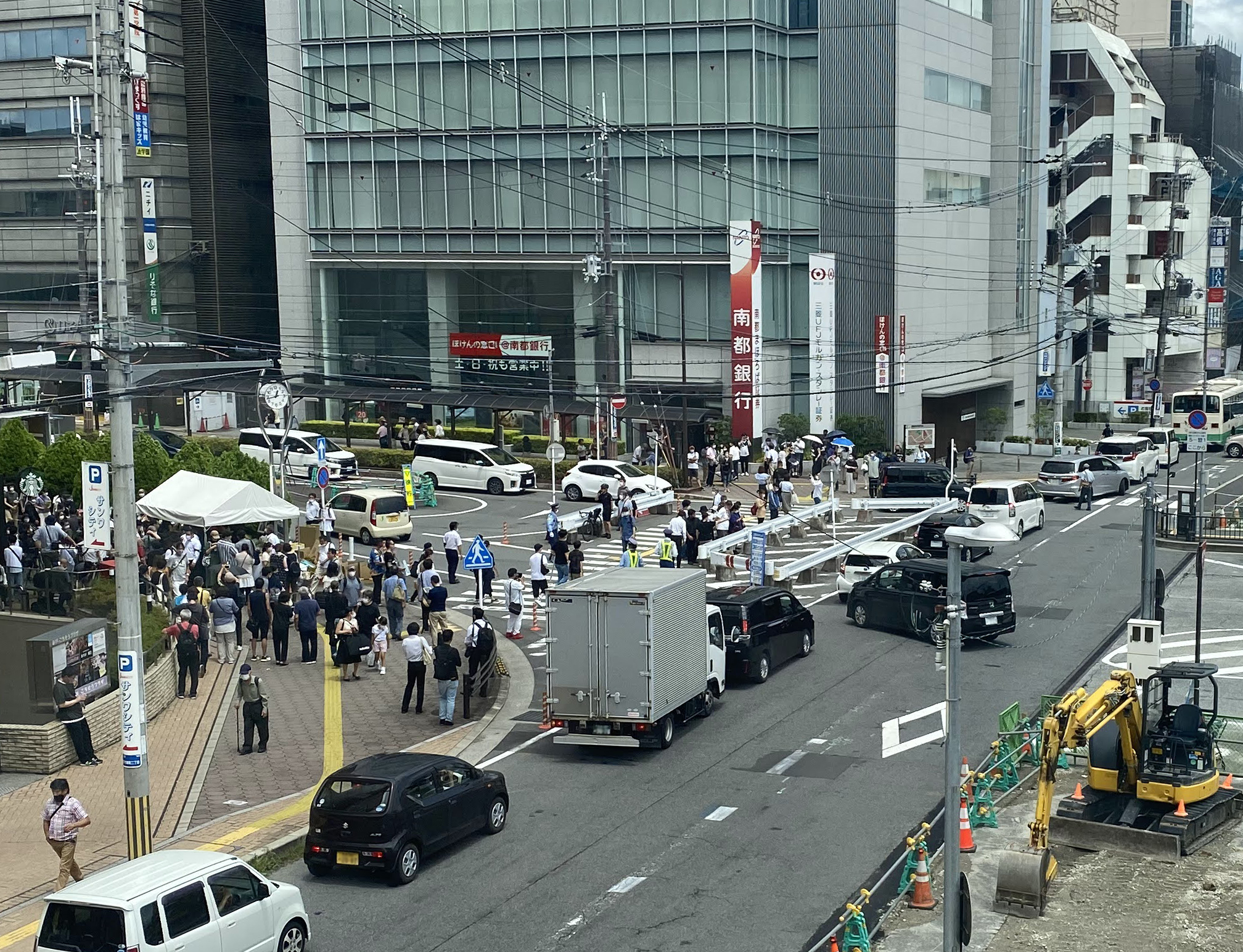
暗殺事件現場で弔意を示す人々と献花台

2022年（令和4年）7月8日午前11時31分ごろ、第26回参議院議員通常選挙のための街頭演説を奈良県奈良市の近畿日本鉄道大和西大寺駅前付近にて行っていた際に、手製銃で背後から2発撃たれ、その内2発目が命中し心肺停止状態になる。銃撃した当時41歳の奈良市在住の男はその場で奈良県奈良西警察署（当時の所管警察署。事件現場の管轄は2024年3月28日より奈良警察署に移管）の署員らによって取り押さえられ、11時32分に殺人未遂の現行犯で逮捕された。その後、安倍は奈良県橿原市の奈良県立医科大学附属病院に搬送され蘇生措置を受けたが、17時3分、銃撃による失血 のため死亡が確認された。67歳没。日本国憲法下で現役国会議員の他殺事件による死亡は浅沼稻次郎（1960年）、丹羽兵助（1990年）、十一代目山村新治郎（1992年）、石井紘基（2002年）に次ぐ5人目であり、戦後初めての内閣総理大臣経験者の暗殺事件である。
参院選投開票から一夜が明けた7月11日、政府（第2次岸田内閣）は安倍を従一位に叙し、大勲位菊花章頸飾と大勲位菊花大綬章を授与することを決定。授与は、死亡日の同月8日付で行われた。
葬儀は妻・昭恵を喪主とし、関係者による通夜が同月11日、告別式は同月12日に東京都港区の増上寺で執り行われ、その後桐ヶ谷斎場で荼毘に付された。戒名は「紫雲院殿政譽清浄晋寿大居士」。
逮捕された男が銃撃の動機について「特定宗教団体に対する恨み」と話し、それが世界平和統一家庭連合（旧・統一教会）であることが報じられると、安倍と教団の関係性に注目が集まった。

## 死後

### 慰霊祭・追悼行事
2022年

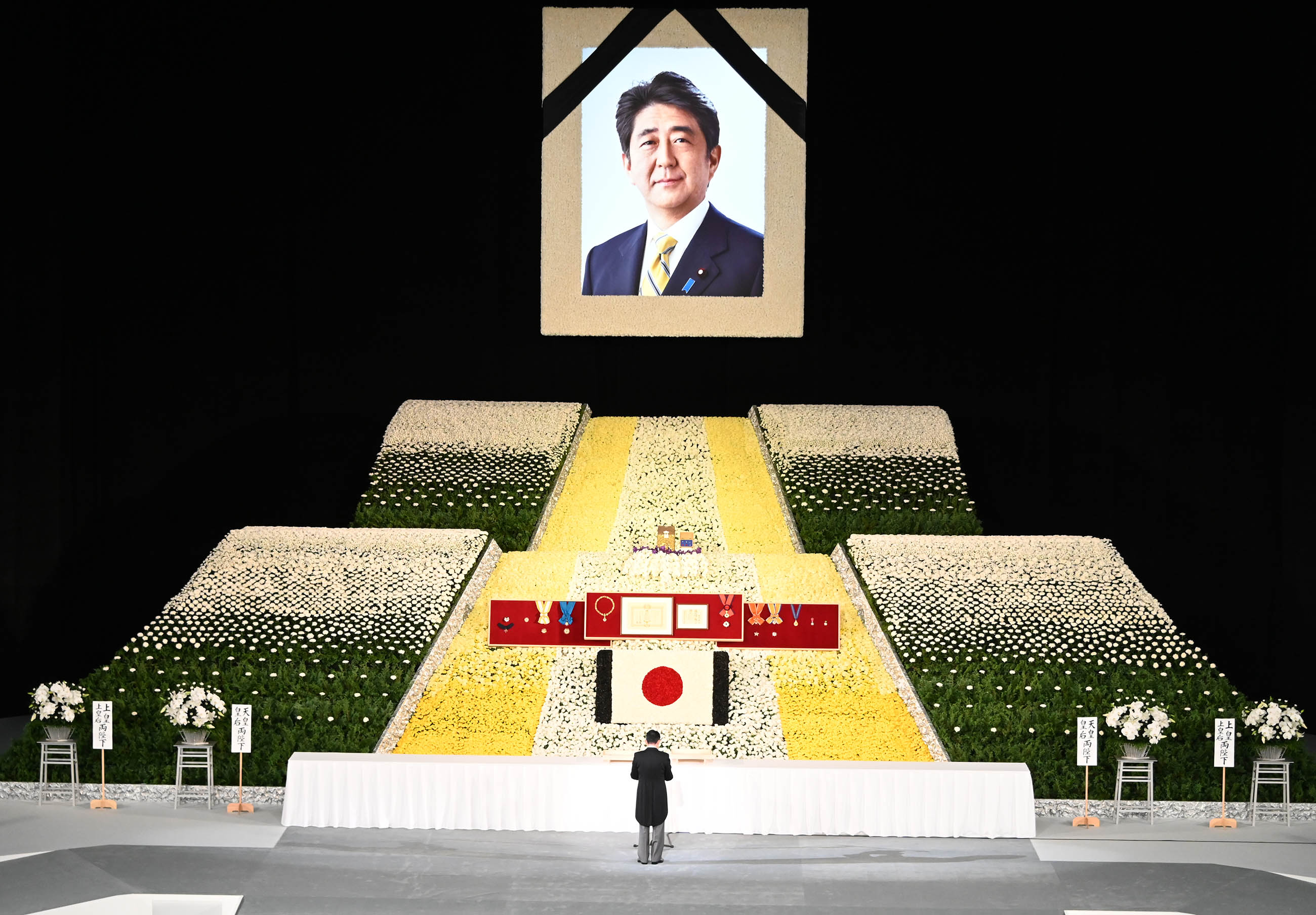
故安倍晋三国葬儀にて追悼の辞を述べる葬儀委員長・岸田文雄

- 7月8日〜7月18日、奈良県大和西大寺駅前の事件現場近くに遺影と献花台を設置[163]。10日間で10万人以上が献花に訪れた[164]。世界各国のメディアの取材に対し、板垣退助の玄孫・髙岡功太郎は、「歴代最長政権とは、客観的な尺度で申し上げると、日本の憲政史上、最も長く国民から支持され、国民から愛された首相と言える」と語り「憲法改正に真剣に取り組まれたお姿は、我々国民の希望の光であった」と評価した。さらに明治維新以降連綿と培われた日本の議会政治の歴史を述べ「安倍先生の国を思う精神がこの様な、言論を封殺する暴力によって失われることがあってはならない」と述べた[165]。
- 7月14日、岸田文雄首相は記者会見で、同年の秋に安倍の国葬を行う考えを明らかにした[166]。

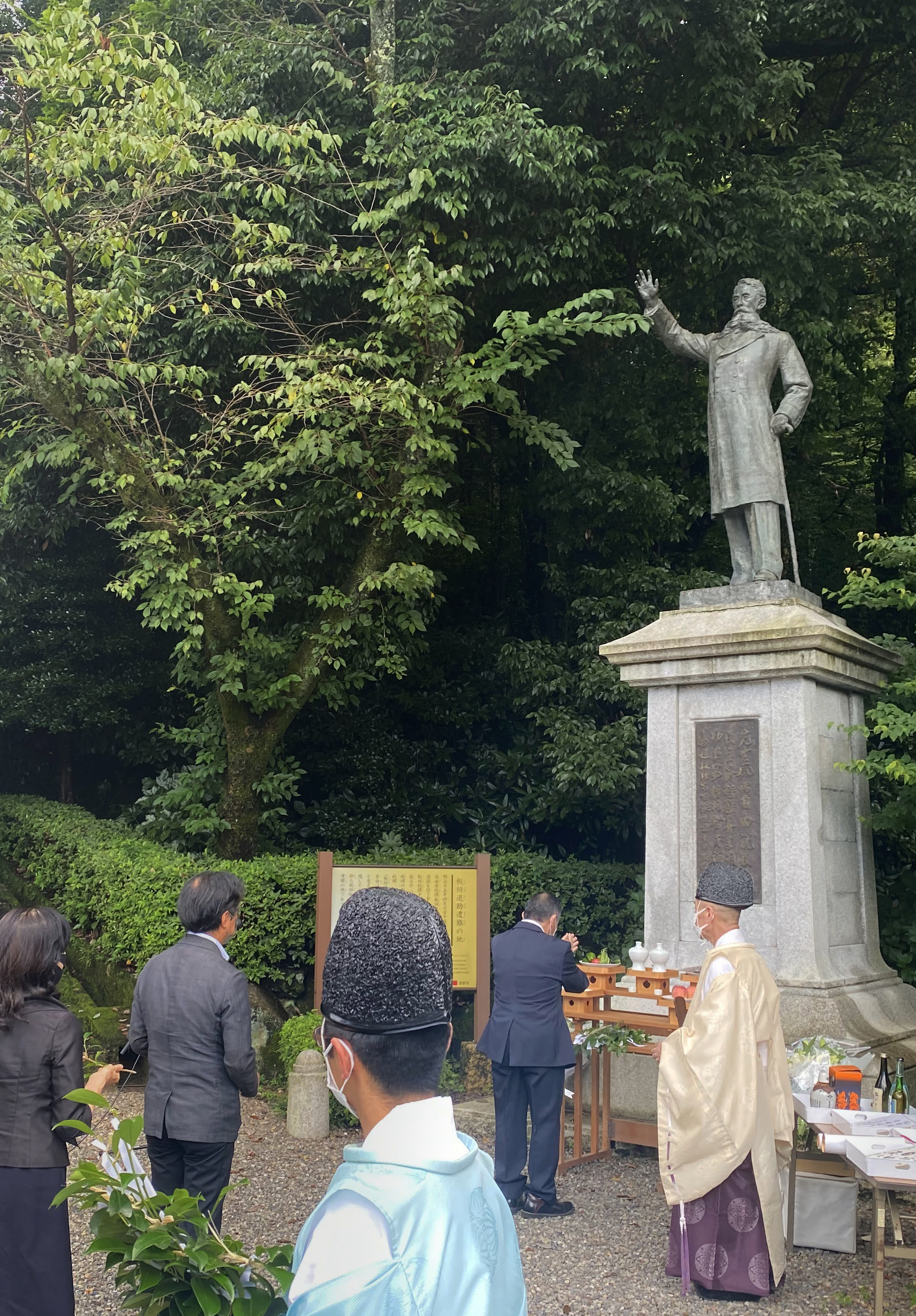
板垣退助岐阜遭難事件140年・安倍元総理追悼献花式典

- 7月17日、岐阜公園の板垣退助銅像前で、板垣退助岐阜遭難140年と安倍晋三元総理銃撃事件を悼み、祝詞奏上、玉串拝礼を斎行[167][168]。板垣退助の玄孫・髙岡功太郎らも参列し献花と黙祷が行われた[169]。髙岡はメディアの取材に対し「国葬云々の議論が出ているが、今、日本は国難の渦中にある。特に国防と安定的皇位継承に関しては、日本の根幹に関わる最重要課題。安倍先生は、歴代のいかなる首相よりも積極的に憲法改正に取り組んでこられた。その功績を広く知って貰えば、答えは言わずとも明らかではないか」と語った[112]。
- 7月22日、政府は、日本武道館で9月27日に国葬を行うことを閣議決定した[170]。岸田の国葬実施の表明を受け、山口県知事の村岡嗣政は7月15日、記者団の取材に応じ、安倍の県民葬を実施する考えを示した[171]。8月3日、妻の昭恵は山口県庁を訪れ、村岡と面会。昭恵の了承が得られたため、村岡は同日、下関市にある県国際総合センター「海峡メッセ下関」で県民葬を10月15日に行う方針を改めて述べた[172]。

- 7月23日、世界平和統一家庭連合（旧統一教会）においては、創始者の文鮮明の没後10周年の特別な供養期間中にあたるこの日、教団は「安倍元首相のご冥福と日本が一つになることを祈る」ことを特別供養に加えるよう信者に指示した[173]。8月12日、教団はソウルで国際会議「サミット2022＆リーダーシップカンファレンス」を開催。同会議の開会式で、教団の実権を握る世界宣教本部長の尹鍈鎬は「故人を追慕する時間をもちたい」と述べ、追悼献花式を行った[174]。ドナルド・トランプ前米国大統領は10分にわたるビデオメッセージを送り、「安倍元首相は良き友人であり、偉大な人物であった。人々は彼を懐かしむだろう。深い哀悼の意を表する」と述べた[175][176]。また、教団は9月7日、韓国の新聞13紙に「声明文」と題した全面広告を掲載。「不意の逝去を迎えた安倍晋三元首相に対して深い哀悼の意を表します」「安倍元首相の崇高なる犠牲を家庭連合は絶対に忘れません」と述べ、改めて安倍の死を悼んだ[177]。
- 8月29日、自民党の2つの議員連盟、「保守団結の会」と「産業や伝統文化等への麻の活用に関する勉強会」は党本部でそれぞれ会合を開き、安倍を「永久顧問」に選任した[178][179]。
- 9月15日、山口県の赤間神宮で、母の洋子が会長を務める同神宮崇敬会の会員などによって追悼祭が斎行される[180]。
- 9月27日、日本武道館にて故安倍晋三国葬儀が実施される。戦後の日本における国葬の実施は、天皇・皇后を除いて吉田茂以来2人目で、戦前を含む内閣総理大臣経験者としては6人目となった[注釈 12]。
- 10月25日、第2次安倍政権発足前の首相であった野田佳彦元首相（立憲民主党・衆議院議員）が第210回国会において追悼演説を行った[181]。当初は同年8月3日の第209回国会で自民党前幹事長の甘利明により行われる予定で調整されていたが、野党側からの「（故人が首相経験者の場合は野党党首クラスの議員が演説を行う）慣例に反する」ことなどを理由に反発の声が出ていた[182] ことから一旦白紙となり、国葬を終えて同年10月7日に自民党の高木毅、立憲民主党の安住淳両国会対策委員長の会談で、野田の演説に合意した経緯がある[183]。
- 11月15日、トランプ前大統領はフロリダ州パームビーチの邸宅で演説し、2024年大統領選に立候補することを表明。その際、安倍に言及し「私の親友で、日本をこよなく愛した偉大な人物だった」と述べた[184][185]。

2023年

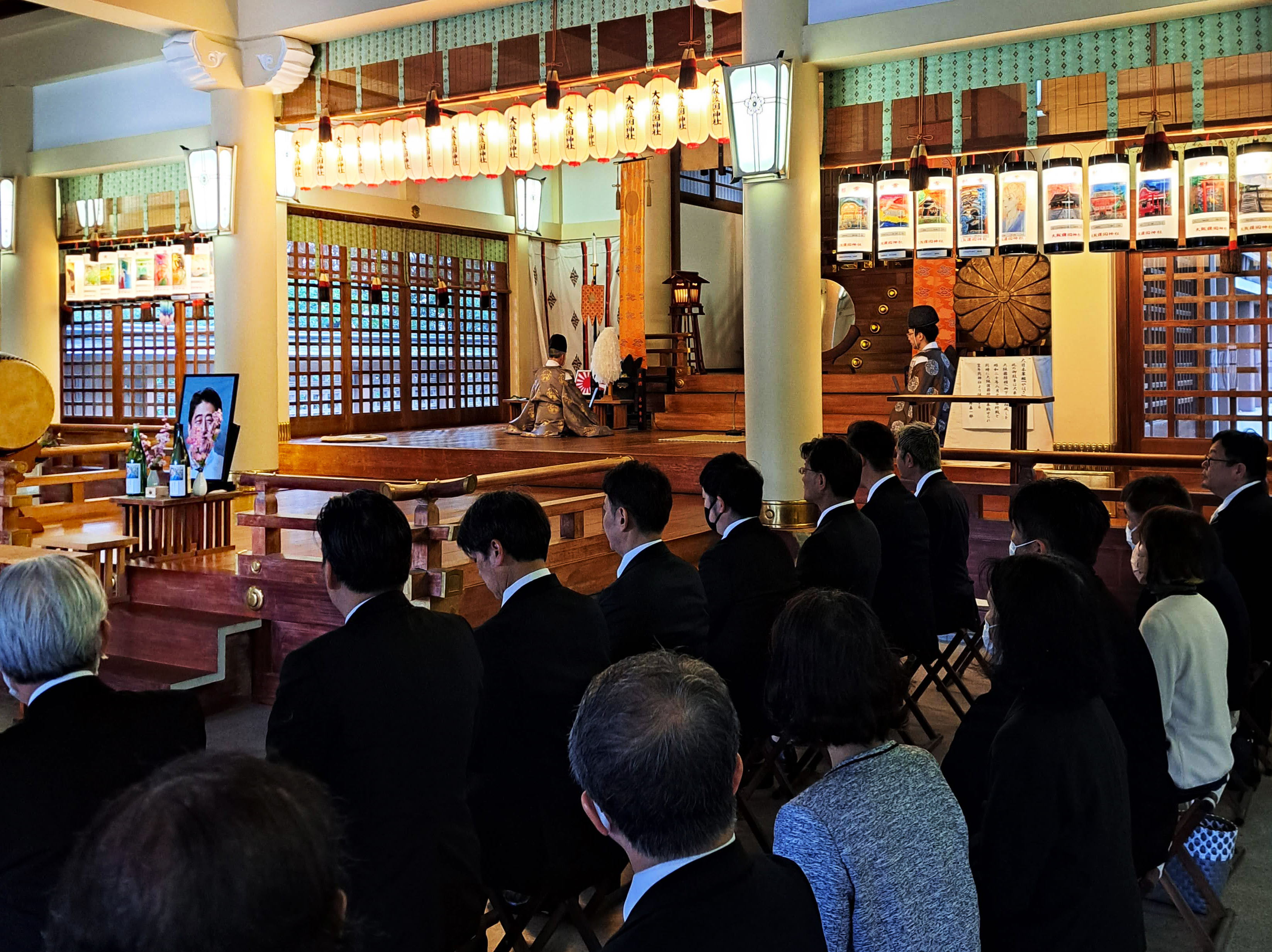
桜の季節に安倍晋三元総理を偲ぶ慰霊祭

- 3月26日、大阪護國神社において、一般社団法人板垣退助先生顕彰会（代表理事・髙岡功太郎[186]）を施主として、『桜の季節に安倍晋三元総理を偲ぶ慰霊祭』ならびに『安倍晋三元総理を偲び桜を観る会』が斎行され、大楠公の末裔・楠正浩をはじめ、全国犯罪被害者家族代表として 草刈健太郎、紺綬褒章受勲者、自民党現職議員、予備自衛官、舞台女優、テレビ局関係者ら各界名士が参列し玉串を捧げた[187]。同法人は昭和43年（1968年）、自民党の起源となる板垣退助を顕彰する目的で、佐藤栄作が名誉総裁となり創立された組織[188]。

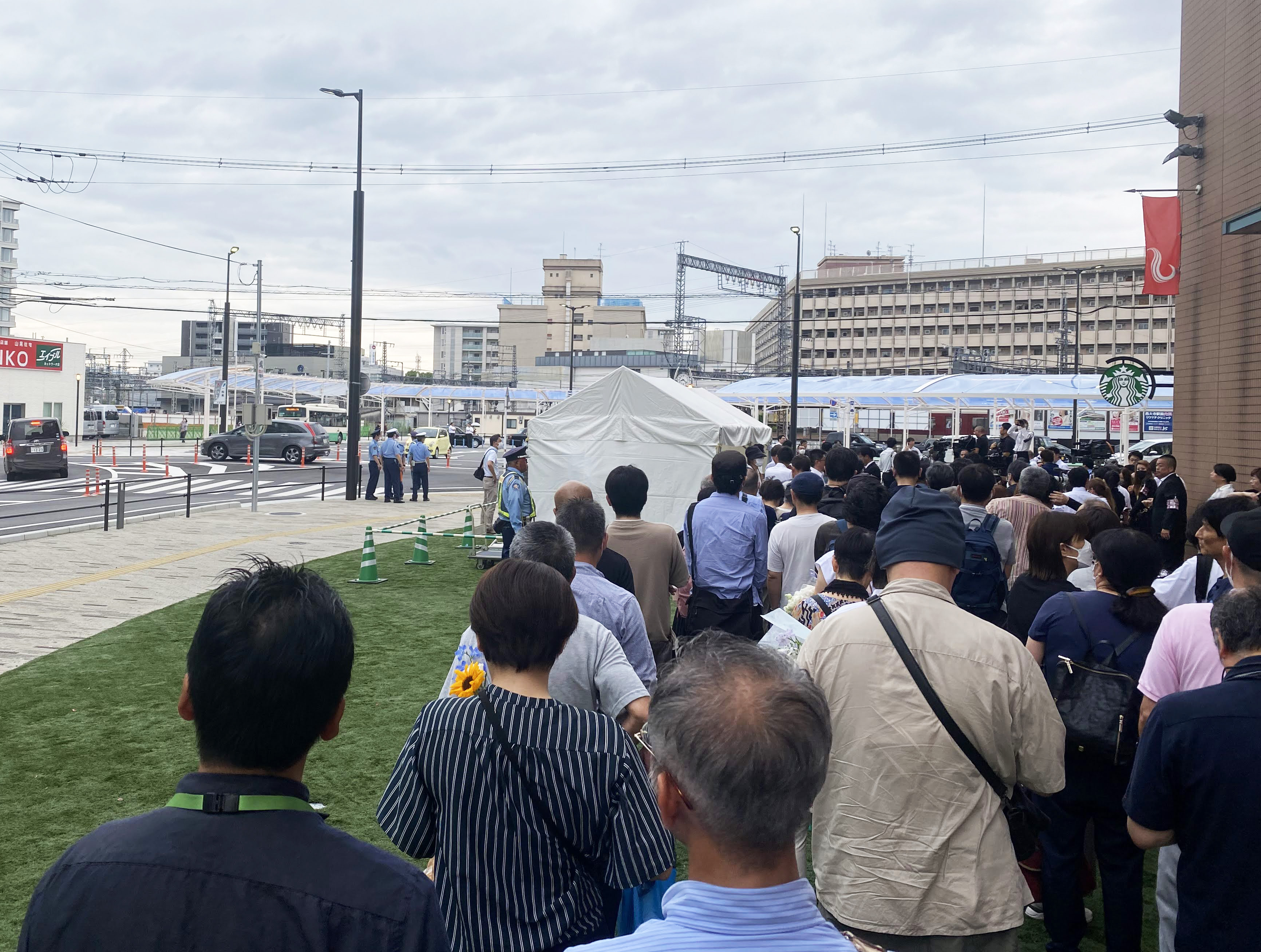
事件現場への献花を待つ人々（2023年）

- 4月23日投開票の衆議院山口4区補欠選挙においては妻・昭恵が擁立を主導した元下関市議会議員の吉田真次が当選した[189][190]。
- 6月12日、「桜の会」の前夜祭の行われた縁のある東京都千代田区のホテルニューオータニにおいて、神道政治連盟主催による慰霊祭が斎行され、中曽根弘文、打田文博らが参列し玉串を捧げた[191]。
- 7月1日、奈良県吉野の世界遺産「吉水神社」の名誉宮司・佐藤素心によって「安倍神像神社」が、長野県下伊那郡阿南町東條に建立された[192]。佐藤は山口県出身で、大阪府警に奉職し、退官後に神職として吉水神社に奉職した人物[193]。同氏の著書『わが祖国日本への戀文』を出版の際、安倍が巻頭言を寄せている[193]。

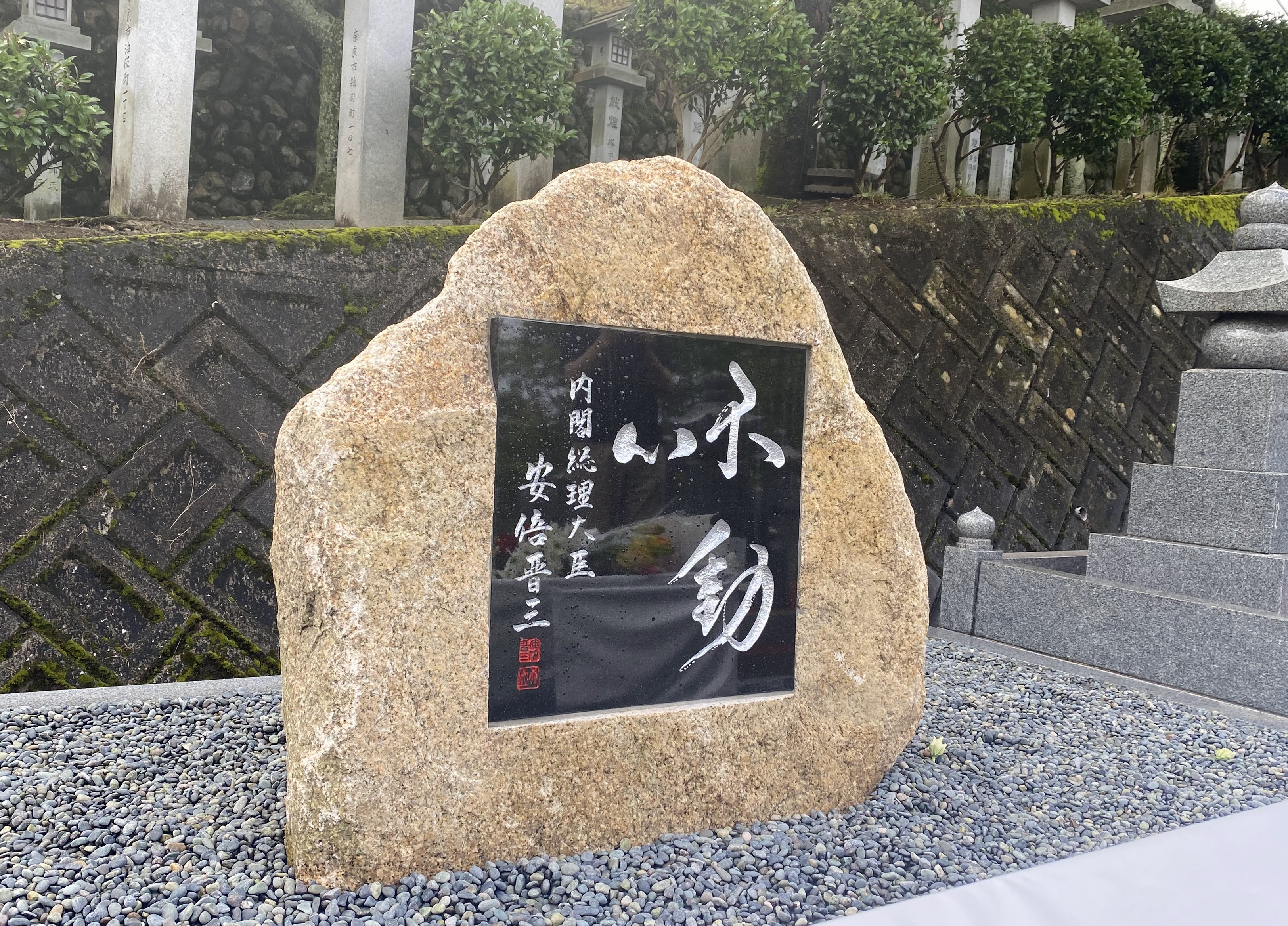
安倍晋三元総理を慰霊する石碑・留魂碑

- 同日、奈良県奈良市の三笠靈苑において、安倍晋三元総理を偲ぶ「不動心」と書かれた慰霊碑が、「安倍晋三元内閣総理大臣感謝と継承の会奈良」会長・佐藤啓参議院議員らによって建立された[194]。除幕式には、同会顧問・高市早苗経済安全保障担当相ら関係者約40人が参列し献花を行った[195]。慰霊碑は、吉田松陰著の『留魂録』にあやかり「留魂碑」と命名された[194][196]。
- 7月8日、東京芝の増上寺において一周忌法要が営まれた。
- 同日、明治記念館において『世界に咲き誇れ日本ー安倍元総理の志を継承する集い』が開催された[197][198][199]。

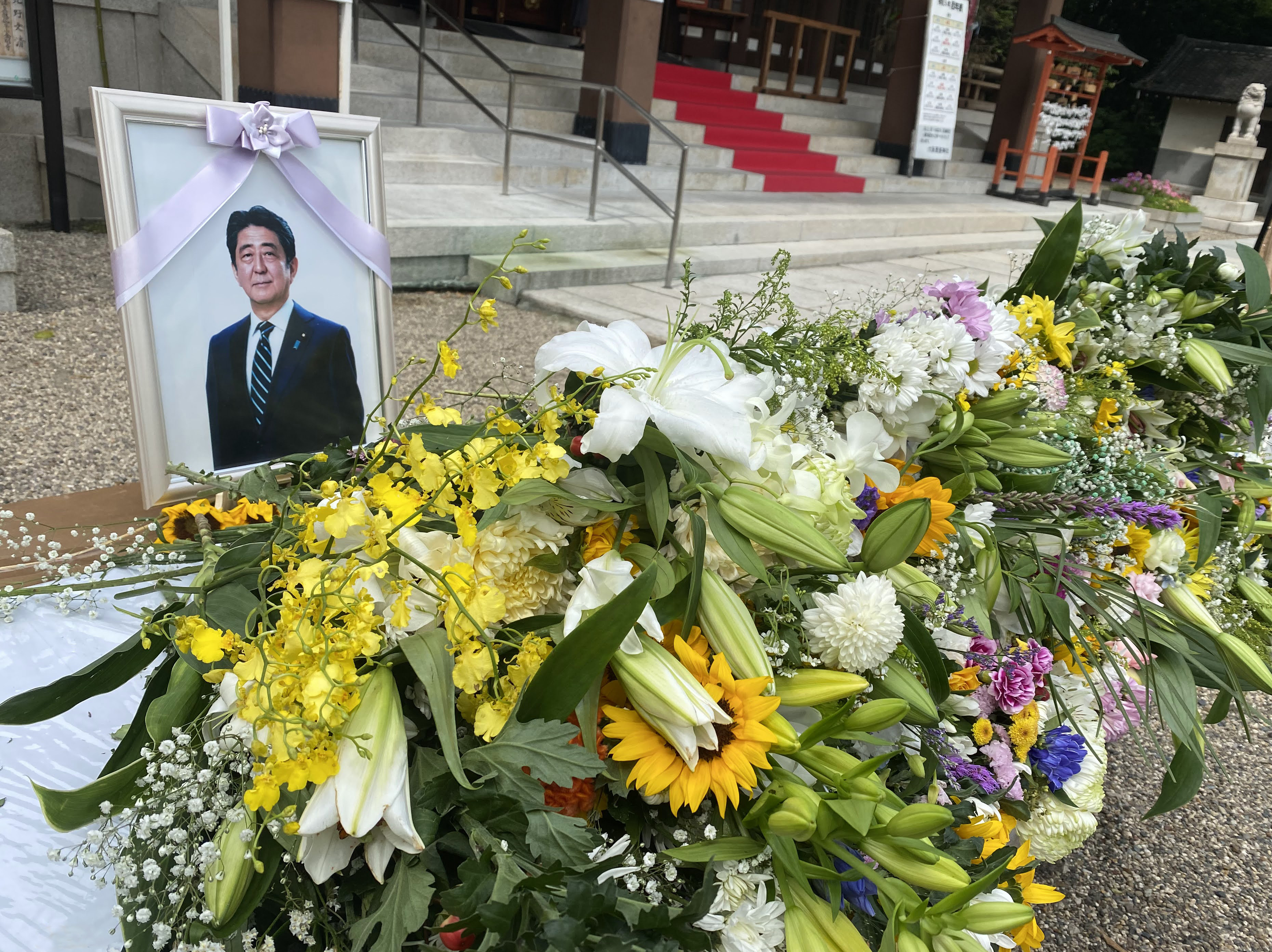
安倍元総理慰霊祭の献花台（2023年）

- 同日、大阪護國神社において『安倍晋三元総理追悼一年祭』が斎行され、前衆議院議員・中山泰秀、大西宏幸らが参列し玉串を奉奠した。主催者の板垣退助玄孫・髙岡功太郎[200] は「政治家として国に殉じられました安倍先生の神霊が、天翔けましても、我々とこの国の行く末をみそなわし、お守り下さいますよう」とする祭文を奏上した[198][201][202]。
- 7月23日午前、山口県長門市で納骨式が行われ妻の昭恵や支援者ら約120人が参列した。午後には油谷文化会館「ラポールゆや」で、市民らにも参加を呼び掛けた偲ぶ会があり、約300人が献花などをして追悼した。偲ぶ会では発起人を代表し、安倍の地盤を継いだ吉田真次が「今日からこの長門の地で、私たちや日本のことを末永く見守ってくださると思う」と挨拶した[203]。

### 献歌
2023年3月26日、大阪護國神社『桜の季節に安倍晋三元総理を偲ぶ慰霊祭』にて神前に奏上。
- 國思ひ　大和に散りし　ますらをの

　　想ひ語らむ　櫻の季に　　髙岡功太郎
- 死して後　君が遺せし日の本の

　　櫻心で吾等　國を護らむ　　坂井克二
- 咲き誇り　櫻花の如く　散り征けど

　　殘せし勲功　なほ麗しき　　大西隆之
2023年7月8日、大阪護國神社『安倍晋三元総理追悼一年祭』にて神前に奏上。
- 散る姿　龜鑑と成さむ　吾もまた

　　皇國の　男子たるなら　　髙岡功太郎
- 動かざる　心刻みし石碑に

　　拝み祈る　明日の御國を　　大坪宏通
- 一年の　時めぐれども　我が胸に

　　散る烈士の　心忘れじ　　片岡 正
また同日、日本青年協議会も歌を詠み、安倍元総理を偲んだ。
- 宰相を　失ふ悲しみ　一年を

　　過ぎても未だ　消ゆることなし　　大葉勢清英
- 今更に　花壇となりぬ　かの地にて

　　悔しさ止まぬ　涙溢れて　　丸山美和子

### 安倍晋三記念公園
- 2023年10月3日、コソボの首都・プリシュティナに安倍元総理の功績を讃えた「安倍晋三記念公園」が作られた[207][208]。水内龍太駐コソボ大使が出席、「公園で育まれる温かな交流により両国の絆がより一層深く結ばれていくことを夫も期待していると思います」とした昭恵夫人からのメッセージを代読した[208]。
- 2025年秋竣工に向け、台湾高雄市の鳳山紅毛港保安堂の正面に、日本庭園などを備えた「安倍晋三記念公園」が造営されることになった[209]。

### その他

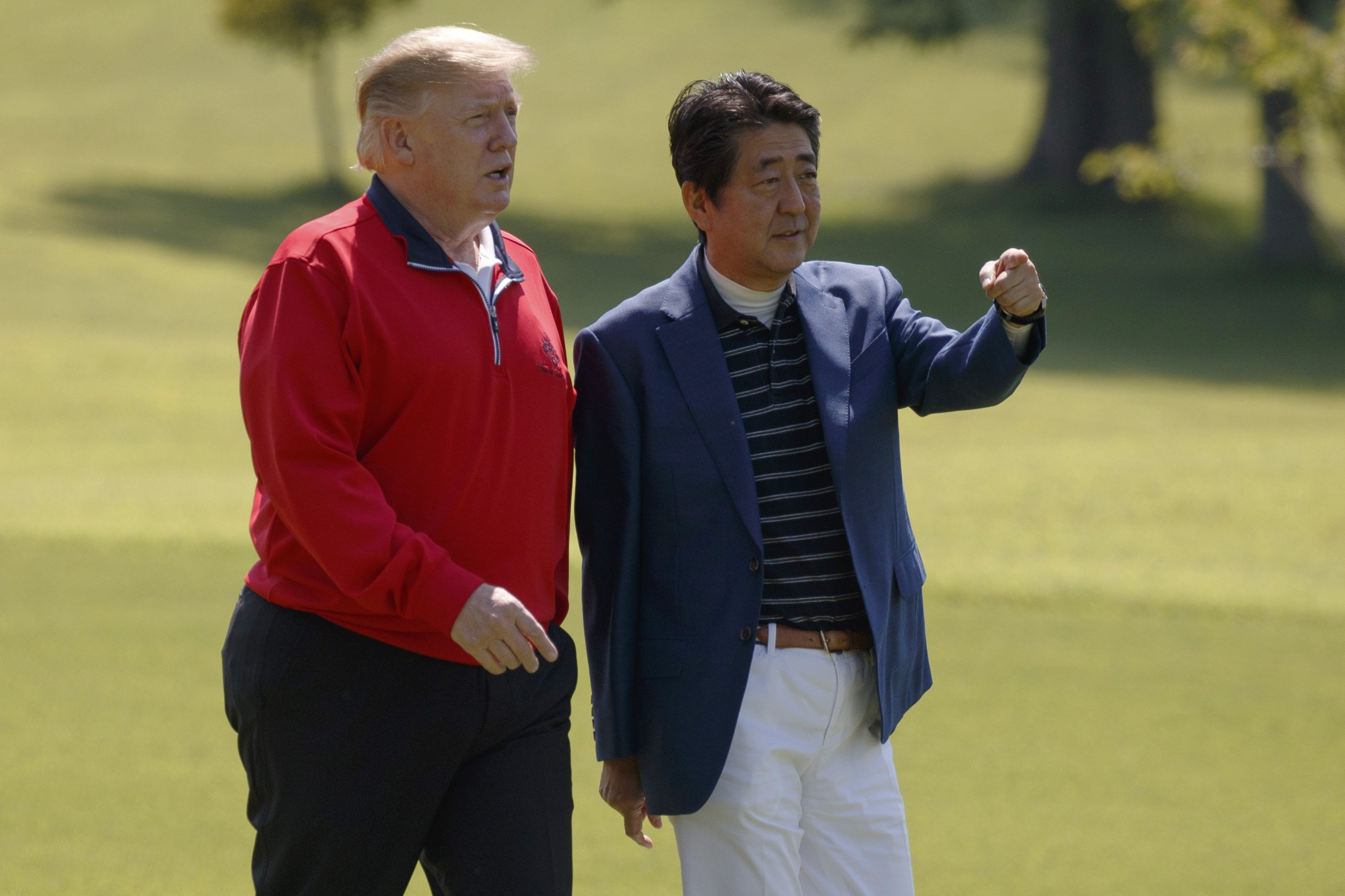
趣味の一つであるゴルフ。トランプ米国大統領とプレー（2019年5月26日）

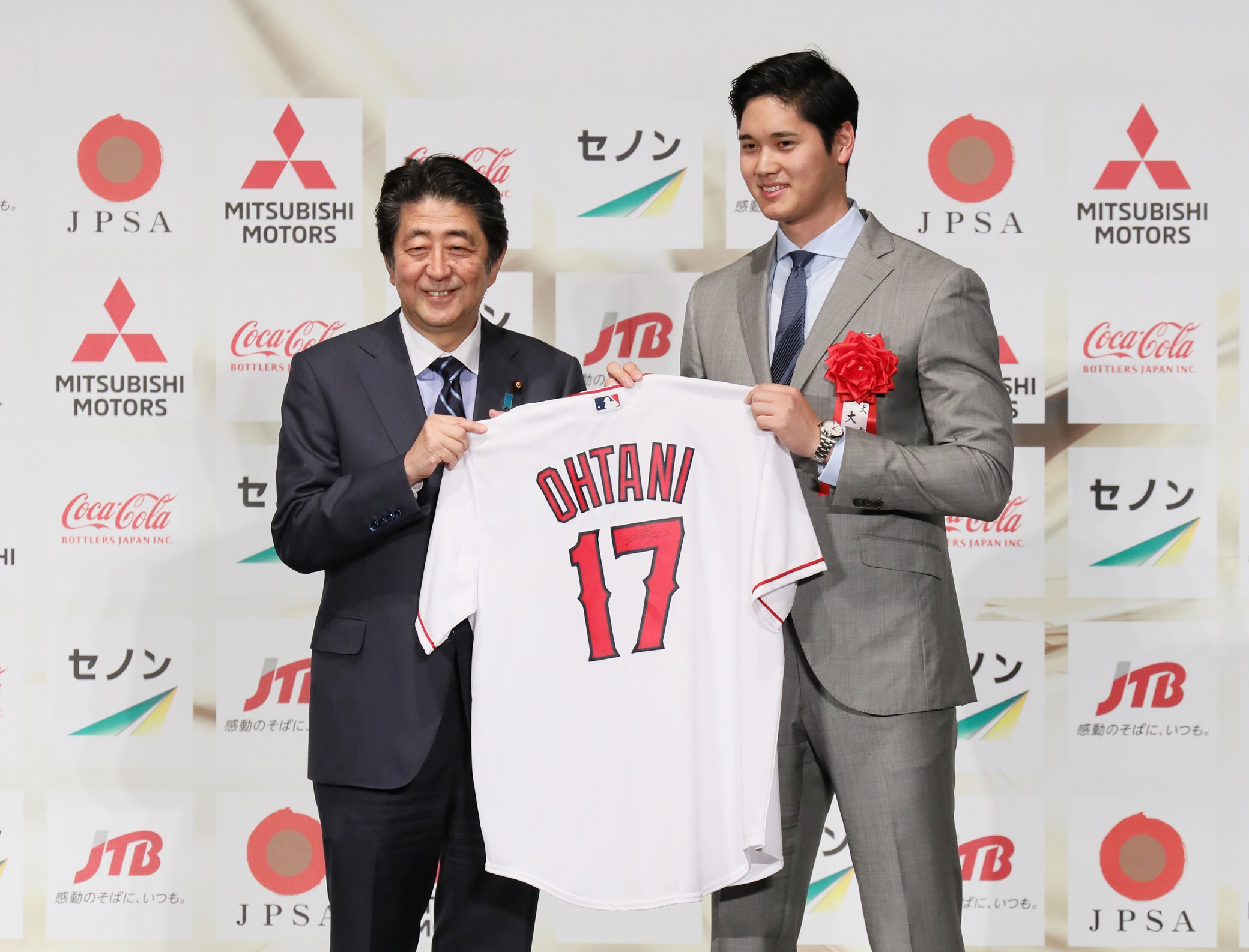
大谷翔平と（2018年12月20日）

日本在住の中国人フリージャーナリスト曾穎が、出演していた番組の生放送中安倍晋三の死を悼んだ事を理由に中国人視聴者から批判を受け、自殺を図っている。
2024年10月1日、安倍昭恵が出願した商標「安倍晋三」が日本国内において登録された（第6849487号、第6849488号）。

## 政見・政策

### 皇室
皇室典範解釈
「皇統の継承は男系でつないでいくと皇室典範に書いてある」とし「女性宮家はそういう役割を担うことができない」と述べている。
譲位
2016年8月の天皇による譲位の示唆を受け、政府は有識者会議を設けた。有識者会議および安倍内閣とも、違憲性検討等に時間を要する皇室典範改正ではなく特例法制定での早期決着の方針を志向した。しかし、2017年1月26日の衆議院予算委員会での細野豪志議員からの質問に対し、安倍は皇位継承や女性宮家創設を含めた皇室典範改正について「当然、必要であれば改正いたします」と答弁した。2017年4月21日、有識者会議は最終報告書を安倍に提出した。退位後の天皇の呼称や退位後の制度設計などが含まれる報告書に基づいた特例法案が国会に提出される見込みである。2017年6月7日、参議院特別委員会で、皇室典範特例法が可決、成立した。本会議では、参議院天皇退位法案特別委員会で「女性宮家の創設等」の検討を政府に求める付帯決議が採択されたことも報告された。安倍は、首相官邸で記者団に「政府としては、国会における議論、そして委員会の付帯決議を尊重しながら、遺漏なくしっかり施行に向けて準備を進めていく」と強調、皇位継承について「安定的な皇位の継承は非常に重要な課題だ。付帯決議を尊重して検討を進めていく」と語った。
皇位継承問題
2019年3月20日の参院財政金融委員会で、安定的な皇位継承を実現する方策について「旧宮家の皇籍復帰も含めたさまざまな議論があることは承知している」と述べ、戦後に皇籍離脱した旧宮家の復帰に言及した。

### 国家観

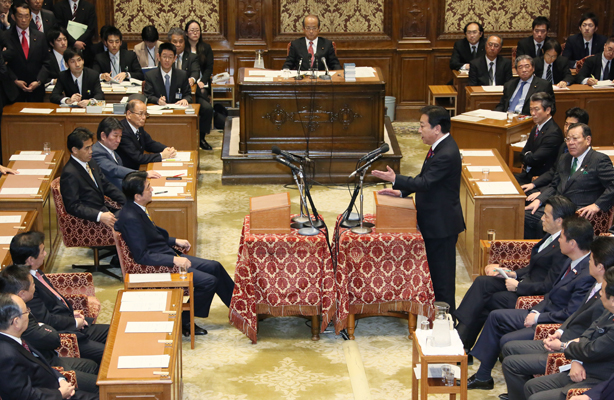
2012年11月14日、党首討論で内閣総理大臣野田佳彦と

美しい国
総裁選直前の2006年7月19日に自らの政治信条を綴った自書『美しい国へ』を出版し、10刷・51万部以上を発行するベストセラーになった。政権スローガンも「美しい国日本を作る」とし、自身の政権を「美しい国づくり内閣」と命名した。自身の政権の立場を“「戦後レジーム（体制）」からの新たな船出”と位置づけている。現行憲法を頂点とした行政システムや教育、経済、安全保障などの枠組みが時代の変化についていけなくなったとし、それらを大胆に見直すとしている。小泉構造改革について好意的に捉え、安倍政権においても引継ぎ加速させる見解を総理就任記者会見で表明している。
グローバリゼーション展開
政治家となって以来、日本の市場を、オープンにして国を開く事を自分の中に流れる一貫した哲学とし、安倍内閣の成長戦略の方針の一つに、「人材や産業を始めとする徹底したグローバル化」を示し、「もはや、国境や国籍にこだわる時代は過ぎ去りました。」と発言するなど、「世界に対してどこまでも、広々と、オープンにつながる日本」を追い求めている。具体例としてCT・MRIの医療画像診断や粒子線治療などの最先端医療技術、鉄道インフラなどの海外展開の成長戦略を述べた 。「世界一、ビジネス・フレンドリーな国にしたいと、私たちは言い続けています。この点、シンガポールに追いつき、できれば追い越したい。真剣に、そう思っています。」、「(日米)両国が、TPPをつくるのは、歴史の必然です。」という見解を示し、グローバル企業活動の国境の撤廃を目指している。2014年4月、安倍が内閣総理大臣時代の首相官邸ホームページには、「企業活動の国境、なくす」「グローバル企業は、関税の障壁など、国内外の市場にまたがる制度面の障害をクリアし、より自由に活動できるようになります。」と書かれている。また、「私は、日本を、米国のようにベンチャー精神のあふれる、「起業大国」にしていきたいと考えています。」とも述べている。
アジア・ゲートウェイ構想
第165回国会の所信表明演説にて「日本がアジアと世界の架け橋となる『アジア・ゲートウェイ構想』を推進します」 と述べ、内閣官房に「アジア・ゲートウェイ戦略会議」を設置した。第166回国会の施政方針演説では、2007年5月までに「アジア・ゲートウェイ構想」を取りまとめると明言している。
議員定数削減
2012年11月14日の党首討論で野田佳彦首相が「来年には定数削減する。それまでは歳費を削減する」と述べたことに対し、安倍は「来年の通常国会において私たちは既に私たちの選挙公約において定数の削減と選挙制度の改正を行っていく、こう約束をしています。今この場でそのことをしっかりとやっていく約束しますよ」と述べた。2016年2月19日、野田の質問に対し「政治は結果。定数削減を言うのは簡単だが実際に実行するのはそう簡単ではない」「我が党も責任があるが、共同責任。誰かだけに責任があるわけではない」などと答えた。
2016年2月19日、議員定数削減について「必ず実現する。平成32年の国勢調査まで先送りすることは決してしない。自民党総裁としての方針だ」と述べ、自民党案より大幅に前倒しする考えを示した。
衆議院の議員定数は第2次政権以降、2014年に5議席減の475人、2017年に10議席減の465人と15人削減している。
2018年7月18日、自民党提出の公職選挙法改正案が可決され、参議院議員の定数が6増加した。

### 地方自治
構造改革の推進者であり、地方分権改革（道州制）を推進している。地方創生は、第2次安倍政権における経済政策の一つであり、ローカル・アベノミクスと呼ばれることがある。具体的には、政府関係機関の地方移転や各種特区の活用などが施策として挙げられている。2020年2月4日の予算委員会で、2014年に策定した「まち・ひと・しごと創生総合戦略」で20年に東京圏から地方への転出を4万人増加、地方から東京への転入を6万人減少させ東京圏の転入超過を解消する目標を掲げたが、19年は東京圏の転入者が転出者を約14万8千人も上回り3年連続で増え「20年度に逆転させるのは難しい」と述べた。
国家戦略特区
「岩盤規制」改革の突破口として、産業の国際競争力を強化するとともに、国際的な経済活動の拠点の形成を促進する観点から、国が定めた国家戦略特別区域において、規制改革などの施策を総合的かつ集中的に推進する特区と位置付けている。
構造改革特区
実情に合わなくなった国の規制が、民間企業の経済活動や地方公共団体の事業を妨げている場合がある。この弊害を地域を限定して改革することで構造改革を進め、地域を活性化させることを目的とした特区として平成14年度に構造改革特区が創設された。地域の自然的、経済的、社会的諸条件などを活かした地域活性化を実現するための妨げとなる規制を取り除くツールとして、構造改革特区制度の活用を推奨している。
道州制特区法の制定・道州制推進
2006年に北海道地方などの特別区域で道州制を導入できる道州制特別区域における広域行政の推進に関する法律を成立、公布・施行した。道州制導入についても2007年の所信表明演説で「道州制は地方分権の総仕上げ」と表明し、道州制が地方分権の最終形態として好ましいとの見解である。

### 外国人政策
公費留学生の大幅拡充
2005年に都内の専修大学講演の中で「中国からの公費留学生の数がまだまだ少ない。思い切って増やして、反日にならずに日本を知ってもらうよう、我々も努力をしていかねばならない」との見解を示し、以後、アジア・ゲートウェイ構想において、公費留学生受け入れの大幅拡充、在留資格制度見直し、留学生の就職を促進している。
第2次安倍内閣時代には、アベノミクスの中に「30万人計画」を盛り込み、留学生の受け入れを促進した。本来、一定の経済力が求められる留学ビザ発給の審査を緩和することで、ベトナムなどアジア新興国から受け入れ、12年末には18万919人だった留学は、7年後の19年末までに34万5791人へと2倍近くにもなった。
出入国管理・難民認定法改正案を閣議決定
2014年3月11日に、安倍内閣は、高度人材と認定された外国人が永住権を取得するために必要な在留期間を3年に短縮、親や家事使用人の帯同も認められるようにする出入国管理及び難民認定法改正案を閣議決定する。安倍は、女性の社会進出推進の観点から、家事や介護の分野での移民受け入れ促進を指示している。

### 少子化問題
第2次政権時代の2016年には、人口1億人を維持するための「ニッポン一億総活躍プラン」を策定し、2025年に出生率を1.8にする目標を発表した。2019年からは「全世代型社会保障」を掲げ、少子高齢化対策に取り組んだ。「保育園落ちた日本死ね!!!」に代表されるように問題となっていた待機児童問題を解消するため保育所を増加させ、2019年10月からは幼児教育無償化が始まり、2020年4月からは低所得世帯の学生を中心に大学や高校の授業料などを実質的に無償化する新制度が始まった。
しかしながら、2005年から緩やかな上昇傾向にあった合計特殊出生率は、2016年に再び低下に転じ、出生数は統計開始以降初の100万人割れを起こした。出生数減は加速し、2019年の出生数が初めて90万人を割った。これを受け、「大変な事態であり、国難とも言える状況だ」と指摘し、少子化対策担当大臣の衛藤晟一に対し、政府が掲げる「希望出生率1.8」の達成に向けて、あらゆる施策を動員して対策を進めるよう指示した。

### 捕鯨問題
2018年12月26日に30年ぶりの本格的な商業捕鯨の解禁や、日本の異例の国際機関脱退である国際捕鯨委員会（IWC）からの脱退も決定した際は「近代捕鯨発祥の地」山口県下関市を地盤に持つ安倍と「古式捕鯨発祥の地」和歌山県太地町を地盤に持つ二階俊博幹事長の意向が働いたとされる。

### 憲法改正
2006年の総裁選では施行60周年を迎えた日本国憲法を改正すると宣言し、総理就任後の国会で、「現行の憲法は、日本が占領されている時代に制定され、60年近くを経て現実にそぐわないものとなっているので、21世紀にふさわしい日本の未来の姿あるいは理想を憲法として書き上げていくことが必要と考えている」と述べた。また「私は、国会議員になった当初から改憲論者だが、3つの点で憲法を改正すべきだと主張してきた。第一の理由だが、現行憲法は占領軍の手によって、憲法の専門家ではない人たちによって2週間そこそこで書き上げられた、と言われており、やはり国の基本法である限り、制定過程にもこだわらざるを得ない」と述べた。現行憲法の前文については「敗戦国のいじましい詫び証文」と言い、2012年12月にインターネット番組に出演した際には「いじましい、みっともない憲法ですよ、はっきり言って」と述べた。2013年3月29日の参院予算委員会、民主・小西洋之参院議員の「芦部信喜さんという憲法学者ご存じですか」という質問に対して「私は存じ上げておりません」と回答した。
2017年5月3日、民間団体のシンポジウムへのビデオメッセージで、新憲法施行年を2020年としたいと表明した。改憲案の具体的内容として、現憲法の9条1項及び2項を堅持した上で自衛隊の根拠規定の追加や、高等教育を含む教育無償化への意向を表明した。改憲への期限を明言した安倍の発言は海外でも報道された。2017年9月の衆議院選挙において、安倍の憲法に自衛隊を明記する公約は、選挙協力する公明党が困惑し、憲法学者らの集会では集団的自衛権の行使を可能としたことに触れ「憲法を改正する資格はない」「総理大臣が最も憲法を順守していない」と述べられた。2020年5月3日、ビデオメッセージで新型コロナウイルスの感染拡大を受け、憲法改正で緊急事態条項の創設の必要性を訴えた。

### 外交
第1次安倍内閣においては、「価値観外交」と「主張する外交」を外交の基本路線とした。このうち、「価値観外交」は、自由、民主主義、基本的人権、法の支配という普遍的な価値観を共有する国の輪を世界、アジアに拡大して行くことを目指す外交戦略である が、第1次安倍内閣で外務大臣を務めた麻生太郎が、「自由と繁栄の弧」として初めて提唱したものである。自由と繁栄の弧は、民主主義や法の支配などの価値について、日本が非欧米圏における先駆者としての地位にあることに着目した上、北東アジアから、東南アジアを経て、インド、中東、中央アジア、中・東欧にかけての「弧」上にある国との間で、日本がリーダーシップをとってこれら価値を共有し、「弧」地域全体の繁栄に貢献する、その結果として経済や安全保障などで日本も国益を享受するという構想とされる。
第1次安倍内閣当時、「自由と繁栄の弧」には、民主主義や法の支配などの価値を共有しているとはいえない中国の反発を招くとの批判もあったが、就任後初の外遊先に中国を選ぶなど安倍は原則論と現実的対応のバランスを保つことに努めてきており、日本の国際的存在感の低下、尖閣諸島問題に象徴される日中間の力関係の変化という新たな国際情勢のもと、中国との正面衝突を回避しつつ、アジアにおけるパワーバランスを適正に保つ外交政策であるという評価もされている。
2012年12月26日に発足した第2次安倍内閣も、麻生太郎を副総理兼財務相・金融担当相としたほか、谷内正太郎を内閣官房参与としており、改めて自由と繁栄の弧を基本とした外交政策を打ち出すと指摘されている、安倍が、平成24年12月28日にベトナム、インドネシア、オーストラリア、インドなどの首脳と相次いで電話会談を行ったのもその表れと指摘されている。またプラハに本拠を置く国際NPO団体「PROJECT SYNDICATE」のウェブサイトに12月27日付けで掲載された安倍の英語論文では、「アジアの民主主義セキュリティダイアモンド構想」を世界に向けて主張している。
第2次安倍内閣最初の閣僚外遊は、民政移管を進めていたミャンマーへの麻生太郎副総理兼財務相・金融相の訪問で、麻生は「閣僚の最初の訪問先がミャンマーとなったこと自体、政権としてのメッセージである。」と述べている。安倍も、就任後最初の外遊先として、2013年1月16日から18日にかけ、まずベトナムを訪れ、次にタイ、インドネシアを訪問。アジア太平洋地域の戦略環境が変化する中で、地域の平和と繁栄を確保していくため、自由、民主主義、基本的人権、法の支配など普遍的価値の実現と経済連携ネットワークを通じた繁栄を目指し、日本はASEANの対等なパートナーとして共に歩んでいく旨のメッセージを各国首脳に伝達した上、対ASEAN外交5原則を発表した。隣国である中韓露とも融和的な外交を築き、経済面では中国が主導する地域的な包括的経済連携協定(RCEP)の締約国になり、ロシアとは経済・民生協力プランに合意した。日中韓自由貿易協定の交渉も進めた。また、米国やEUとも経済協定を結んだ。
道傳愛子は、第2次安倍内閣における「価値観外交」の特色は、中国やインドの間という地政学的優位性が高いインドシナ半島を抱え、経済や安全保障での重要性も高まる東南アジアを重視する点であると述べている。また、日本の価値観外交においては、港や道路などハードのインフラの整備だけでなく、投資環境整備にもつながる法整備支援や、人材育成といったソフトのインフラ整備への協力を、日本の役割として位置付けることが重要と主張している。

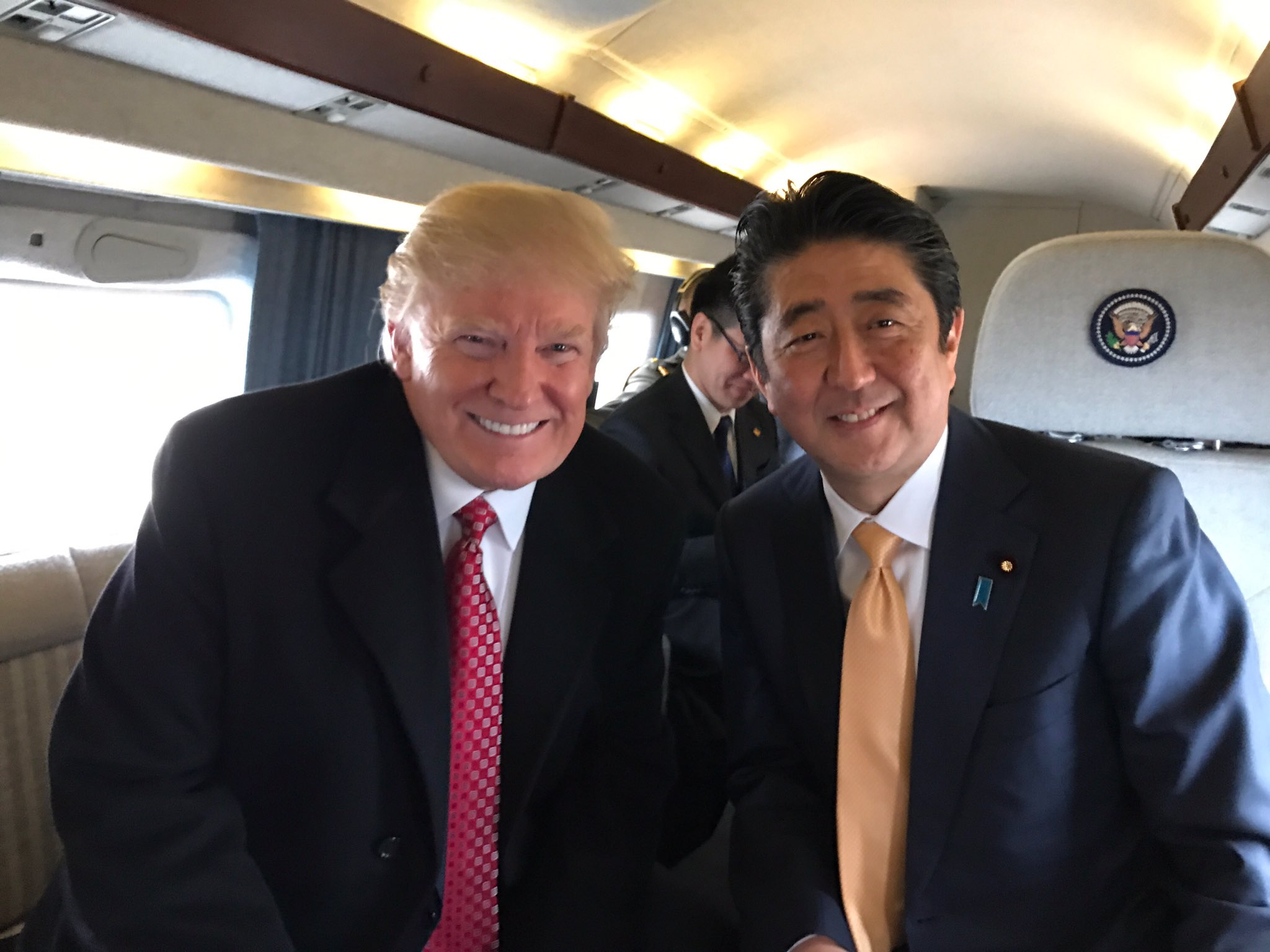
ドナルド・トランプ米国大統領と（2017年2月11日）

アメリカ合衆国
小泉政権により強化された日米安全保障条約をさらに充実させるため在日米軍と自衛隊の一体化を目指しており、集団的自衛権行使のための憲法改正も視野に入れている。
安倍政権の外交方針について、北海道新聞や沖縄タイムスなどからは対米追従であるという批判 や懸念 があるが、2013年3月の施政方針演説 によれば「日米同盟をより強固にしたい。わが国の安全確保の観点から当然の取り組みであり、地域の平和と安全に資する。対米追随外交との指摘はまったくあたらない」としている。
2014年4月24日の日米首脳会談で、日本の超電導リニア新幹線の技術を米国へ無償提供すると表明する。2013年2月の首脳会談でも「日米同盟の象徴」と技術提供を提案していた。なお、リニアの研究は1962年から開始しており、通常では、リニア技術提供を望む場合、ライセンス料が徴収される。2013年3月には、日本企業が米軍のF-35開発に参加することを提言した。2016年アメリカ合衆国大統領選挙中はヒラリー・クリントンと会談を行うも、2016年11月17日に世界の政府首脳に先駆けて大統領選勝利後のドナルド・トランプ次期大統領と非公式会談して本間ゴルフの特注品を贈った。
2017年11月5日、トランプ大統領が初来日。北朝鮮への圧力最大化で一致して米製防衛装備の購入も表明した。両者のゴルフプレーを通じたゴルフ外交についても報じられた。トランプとは蜜月の中であると評価され、トランプは記者団に安倍を「素晴らしい友人」と表現している。しかし、トランプは対日貿易赤字には強く是正を求め、2019年10月7日、安倍政権は日米貿易交渉で米農産物に関して市場開放を受け入れる日米貿易協定を結び、2020年1月に発効させた。また、パリ協定離脱の際には、ドイツとフランス、カナダ、イギリスの首脳にはトランプから電話会談で説明したことが明らかになっているが、日本についての報道はなく、衆議院質疑においても明かされなかった。ちなみに安倍はトランプ大統領のことを「ドナルド」とファーストネームで呼びかけたことでも知られている。
欧州連合
ドナルド・トランプアメリカ合衆国大統領が環太平洋パートナーシップ協定（TPP）からの離脱や、大西洋横断貿易投資パートナーシップ協定（TTIP）交渉の凍結など、保護貿易政策をとることに対抗し、米国との貿易交渉を優先する従来の方針を転換し、欧州連合（EU）と接近。2013年から交渉が続けられていたものの長年停滞していた日本・EU経済連携協定構想に関し、首席交渉官を交代させるなどして交渉を進め、2017年12月には交渉の妥結を確認した。

2014年7月17日、国家安全保障会議で、戦闘機用のミサイルをイギリスと共同研究することを決めた。この研究は現状日本のシーカー技術を適用した場合どの程度の性能になるかをシミュレーションするもので部品などをやり取りすることはないという。
東南アジア
第2次安倍内閣は、経済や安全保障での存在感が高まる東南アジアを重視。就任後1か月以内に、自身のベトナム、タイ、インドネシア訪問、麻生太郎副総理のミャンマー訪問など、閣僚がASEAN主要国を次々と訪問した。安倍は、日本がASEANの対等なパートナーとして共に歩んでいく旨のメッセージを各国首脳に伝達した上、2013年1月18日には、訪問先のインドネシアにおいて、対ASEAN外交5原則を発表した。
中華民国（台湾）
祖父である岸信介や父・晋太郎も親台派であり、自身も台湾などとの交流強化を目指している亜東親善協会の会長を2012年の首相就任まで務めていたほか、第一次安倍内閣の際には羽田空港と松山機場との間の直行便を推進したり、野党時代には台湾を訪問し馬英九総統、李登輝元総統などと会談を行うなど、筋金入りの親台派と言える。また、中華民国政府も安倍のことを親台派であると評価している。また、第3次安倍内閣では国会答弁のなかで「日本の友人である台湾」と同答弁内で述べられた中国、韓国、北朝鮮、ロシアとは別格の表現をしている ほか、同年7月29日に行われた参議院の我が国及び国際社会の平和安全法制に関する特別委員会において、「台湾は、基本的な価値観を共有する重要なパートナーであり、大切な友人であります」と答弁している。
中華人民共和国
大叔父の佐藤栄作は中国との国交正常化を目指していたことや、父・晋太郎は日中平和友好条約締結や胡耀邦訪日に携わったことから対中関係を重視してきた。2006年の総裁選は、ありのままの日本を知ってもらうために多くの中国人留学生を受け入れるべきと主張し、小泉政権時に悪化した日中関係の改善に意欲を見せた。2006年の首相就任後の初外遊先に1999年の小渕総理以来の公式訪問として中国を選び、胡錦濤国家主席との会談では8年ぶりの共同文書「日中共同プレス発表」で戦略的互恵関係の構築を合意した。
第2次安倍内閣でも親書や日中首脳会談などで戦略的互恵関係を日中関係の基礎と度々位置付けてる。2017年9月には首相の参加は15年ぶりだった日中国交正常化45周年記念行事でも出席した安倍首相は戦略的互恵関係に基づいて日中関係を発展させることを表明し、10年ぶり に日中首脳間で交換された祝電でも戦略的互恵関係を重視し、同年10月の第19回中国共産党大会にも自民党総裁名義で祝電をおくり、同年11月に習近平国家主席や李克強国務院総理といった中国の首脳と第三国で立て続けに会う極めて異例の会談を行い、翌2018年5月には中国の国家主席とは史上初の電話会談も行い、同年6月に日中韓首脳会談で中国首相では8年ぶりに訪日した李克強と様々な合意 を交わしてその後の視察にも同行し、同年10月には日本の首相では7年ぶりに公式に訪中して「競争から協調へ」「お互いパートナーとして脅威にならない」「自由で公正な貿易体制の発展」の日中新時代3原則や先端技術やインフラ整備と金融などの協力で一致した。2012年12月、青山繁晴によると、経団連から「中国の言うことを聞け」と要求され激怒したが、「経団連会長（住友化学会長）米倉弘昌」からの要求を断ったら第二次安倍政権は誕生しなかった、と述べている。2019年6月27日、G20サミットで来日した習近平と会談し、2020年春に国賓として来日するよう求め、習近平は求めに応じる考えを示した。なお、COVID-19感染拡大の影響で実現はしなかった。
ロシア
2016年12月16日の首脳会談で、8項目の経済・民生協力プランの合意文書を交わした。日本側の投融資は3000億円規模。終了後、安倍首相が強調したのは、4島の元住民の墓参など自由訪問の拡充の検討や、4島での共同経済活動を実現するための交渉開始で合意したことだった。一方、プーチン大統領は、領土問題と捉えているのは日本だけであろう、4島一括返還は議題にすらできない、2島返還さえないと述べており、領土返還は難しい見通しとなった。ちなみに安倍はプーチン大統領のことを「ウラジーミル」とファーストネームで呼びかけたことでも知られている。
大韓民国
国交正常化50周年記念式で祖父である岸信介や大叔父の佐藤栄作は国交正常化に大きく関与したと述べ、父・晋太郎は親韓派であり、父親同士が親密だった朴槿恵大統領に官房長官時代から神戸ビーフを贈り手紙をやりとりするなど交流があった。第一次安倍内閣時に「韓国はまさに日本と同じ価値観を持っている」と発言をしている。軍艦島（端島）など明治日本の産業革命遺産の世界文化遺産登録をめぐる韓国との交渉では、朝鮮半島出身者の徴用について、韓国側の要求を受け入れるように外務省に歩み寄りを指示している。第三次安倍政権下では外務省による二国間関係を紹介するウェブページの韓国に関する記載から「基本的な価値を共有する」を削除し、更に2018年には「最も重要な隣国」という表現も削除し、困難な問題があるが未来志向で前に進めていくべきといった表現に改めている。
2013年の韓国の月刊誌「月刊朝鮮」（2013年4月号）による安倍へのインタビューで、安倍は日韓関係はじめ歴史問題や憲法改正などについて語った。朴槿恵政権とは2015年12月に不可逆的な解決と10億円拠出を盛り込んだ慰安婦問題日韓合意を行い、翌年2016年には日韓初 の防衛協力協定である日韓秘密軍事情報保護協定（GSOMIA）も締結し、日米韓の枠組みで初のミサイル防衛合同演習も行った。しかし、朴槿恵大統領の弾劾後は2018年5月9日に日中韓首脳会談のために初訪日した文在寅大統領とは日韓間の懸案は先送りされ、その後の個別の首脳会談で日中が複数の合意文書を交わしたのに対して日韓では目立った成果がなかった。徴用工訴訟問題をめぐって文大統領に「戦略的放置」で対応したとされ、対抗措置も関係省庁に指示したため、文大統領から「日本の政治指導者が政治的な争点とし、問題を拡散させている」と批判され、李洛淵首相も「日本の指導者は反韓感情を利用しているとする見方もある」と反発した。日韓合意に基づく慰安婦財団の韓国による一方的な解散、韓国海軍艦艇による自衛隊機への火器管制レーダー照射、文喜相韓国国会議長による天皇明仁への謝罪要求など日本の対韓感情を損ねる事案も続発し、日本では「日韓関係は史上最悪」と評されるに至り、2019年からは日本側はキャッチオール規制（補完的輸出規制）において優遇措置対象国のホワイト国から韓国を除外して韓国側もGSOMIAを破棄するなど日韓貿易紛争とも呼ばれる状態となった。
朝鮮民主主義人民共和国（北朝鮮）
「北朝鮮対策」として通信傍受法の要件緩和・対象拡大を主張した。
2007年2月12日に訪日したチェイニー米副大統領に、拉致問題が解決するまで北朝鮮に対するテロ支援国家指定の解除をしないように要請した。
2016年、北朝鮮が5回目の核実験を行ったことについて「厳重に抗議し、最も強い言葉で非難する」とした声明を発表し、国連演説で異例の名指しで批判して制裁強化の議論を日本が主導する意向を表明した。2017年の国連演説では北朝鮮を非難して「対話を通じた問題解決の試みは無に帰した。何の成算があって三度同じ過ちを繰り返すのか。必要なのは対話ではなく、圧力だ」と演説した。その前には「北朝鮮との対話は無駄骨。最大限の圧力をかけるべき」と主張する寄稿を米紙に行った。2017年9月25日、衆議院解散演説において「北朝鮮には勤勉な労働力があり資源も豊富です。北朝鮮が正しい道を歩めば、経済を飛躍的に延ばすこともできる」と前置きした上で、弾道ミサイル計画を完全な検証可能なかつ不可逆的な方法で放棄させるため「今後ともあらゆる手段による圧力を最大限まで高めていく他に道はない」と述べた。朝鮮中央通信からは「米国の反共和国制裁・圧迫策動に追従してる」として名指しで「安倍の輩」「忠犬」と批判されている。2017年11月20日にトランプ米大統領が9年ぶりに北朝鮮をテロ支援国家に再指定した際は「北朝鮮に対する圧力を強化するものとして歓迎し支持する」と表明した。2018年6月2日の講演で、米朝首脳会談が設定されたことに触れ「核武装した北朝鮮を決して容認するわけにはいかない。抜け道は許さないという姿勢で日本は国際社会をリードし、国際社会とともに圧力をかけてきた。その中で米朝首脳会談が行われることに期待したい」と述べた。これに先立つテレビ出演において「拉致問題が解決していない中で大きな経済支援をすることはない」と述べた。2019年5月に日朝首脳会談を無条件で行う用意があることも表明するも朝鮮中央通信は「面の皮が厚い安倍は方針を変更したかのように喧伝して執拗に平壌の扉を叩くが、わが国への敵視政策は変わっていない」と批判し、同年11月には弾道ミサイルの発射を非難したことに対して朝鮮中央通信は「安倍は世界で唯一無二の白痴、史上最もばかな人間」と罵倒した。
オーストラリア
オーストラリアとは「基本的価値観を共有する」としている。日豪FTAの交渉を開始し、2006年12月に合意した。2007年3月13日には安全保障協力に関する日豪共同宣言にジョン・ハワード首相とともに署名した。この宣言にはPKOなどの海外活動や対テロ対策、北朝鮮問題などで日豪が協力する、安全保障協議委員会の設置などが明記されていた。「豪との共同宣言が中国狙ったものでない」とした。
インド
2007年8月に日印首脳会談を行い、政治・安全保障、経済、環境とエネルギーなど多岐に渡って合意した。また、インドの国会において、日印間の更なる関係強化について「二つの海の交わり」と題する政策演説を行った。外務省は「この演説内容はインドに非常に高く評価された。2017年7月7日、モディ首相と会談し、日米印3か国の安全保障協力を強化する方針で一致した。
中東・アフリカ
2014年1月にオマーンを訪問し、さらにコートジボワールを訪れた。2017年8月10日、国連開発計画のシュタイナー総裁と面会し、貧困・飢餓の撲滅を目指す国連の持続可能な開発目標（SDGs）に向けて努力し、アフリカの開発の提案、防災、女性の活躍の分野で協力して成果を出す意欲を述べた。

### 安全保障
日本版「国家安全保障会議」（NSC）構想を推進した。総理就任以前から憲法改正に関しては集団的自衛権行使の是認を打ち出してきた。2007年には安全保障の法的基盤の再構築に関する懇談会を開催、集団的自衛権の行使は日本国憲法第9条に反しないとの報告書を得て、宮崎礼壹内閣法制局長官に対し、解釈変更の指示を行ったが、抵抗を受け頓挫した。第2次安倍内閣では、集団的自衛権行使是認派の小松一郎フランス大使を2013年8月8日に内閣法制局長官に任命した。しかし、体調不良のため小松は退任し、代わって内閣法制局次長であった横畠裕介を2014年5月16日に内閣法制局長官に任命した。横畠は、2016年3月18日の参議院予算委員会において、「我が国を防衛するための必要最小限度に限られる」としながらも「憲法上全てのあらゆる種類の核兵器の使用がおよそ禁止されていると考えていない」と答弁している。
2006年11月14日、安倍内閣は閣議で、核保有についての鈴木宗男の質問主意書 に対して、「政府としては、非核三原則の見直しを議論することは考えていない」と強調しながらも、「核兵器であっても、自衛のための必要最小限度にとどまれば、保有は必ずしも憲法の禁止するところではない」との答弁書 を出した。
自衛隊について、「政府の立場で言えば合憲であるという立場」と述べつつ、「憲法学者の7、8割が違憲である」「違憲であることが教科書にも記述があるのは事実」と説明し、憲法9条「3項に自衛隊を明記」することで、憲法上の自衛隊の位置付けの議論を促す答弁している。「新規隊員募集に対し、都道府県の6割以上が協力を拒否している」と述べ、憲法への自衛隊明記の必要性を述べた。
2012年12月から積極的平和主義を標榜しており、その政策内容は消極的平和であるとの批判もあるが、自身は積極的平和の考え方と重なる部分が多いと述べている。
第2次安倍内閣においては武器輸出三原則の撤廃を含めた根本的な見直しに着手。2013年10月9日、政府の有識者会議「安全保障と防衛力に関する懇談会」において、装備品の輸出を事実上全面禁止してきた武器輸出三原則の抜本見直しを盛り込む方針を固めた。

2014年3月、武器輸出三原則に代わる「防衛装備移転三原則」の原案が与党のプロジェクトチームに示され、同年4月1日に武器輸出三原則に代わる「防衛装備移転三原則」が閣議決定された。
2015年11月1日、長崎で開催された第61回パグウォッシュ会議世界大会へ「非核三原則を堅持しつつ、「核兵器のない世界」の実現に向けて、国際社会における核軍縮の取組を主導していく決意」を表明するメッセージを寄せた。
2016年11月15日、安全保障関連法で新たに認められた「駆け付け警護」を、南スーダンで国連平和維持活動（PKO）を行っている陸上自衛隊の任務に加える実施計画を閣議決定した。安倍は、「自衛隊の安全を確保し、意義のある活動が困難であると判断する場合は撤収を躊躇しない」と述べた。一方で「危険の伴う活動だが、自衛隊にしかできない責務をしっかりと果たすことができる」と述べた。
2017年3月17日、情報収集衛星「レーダー5号機」の打ち上げ成功について「情報収集衛星を最大限活用し、今後とも日本の安全保障と危機管理に万全を期す」とのコメントを発表した。
2017年8月9日、長崎平和祈念式典において、真に「核兵器のない世界」を実現するためには核兵器国と非核兵器国双方の参画が必要であり、日本は非核三原則を堅持し、双方に働き掛けを行うことを通じて、国際社会を主導していく決意を表明した。

#### 普天間基地移設問題
2013年12月25日、米軍普天間飛行場（沖縄県宜野湾市）の移設に向け、沖縄県知事の仲井真弘多と会談し、日米地位協定に関し環境面を補足する協定を締結するための日米協議開始などの基地負担軽減策を示した。仲井真は「驚くべき立派な内容だ」と評価して移設先である名護市辺野古沖の埋め立て申請を承認する方針を固め、同年12月27日午前にこの申請を承認した。2018年10月1日、共産党、社民党や労組などでつくる「オール沖縄」が推す玉城デニーが沖縄県知事に当選したことについて「結果は政府として真摯に受け止め、沖縄の振興、基地負担軽減に努めていく」と述べた。2019年2月25日、米軍普天間飛行場の辺野古移設を問う県民投票において、「反対」が有効投票の7割超となったことに対し「結果を真摯に受け止め、基地負担軽減に全力で取り組む」と述べた。
なお、この件に関連して安倍は元参院議員・平野貞夫らにより2019年1月28日、「内乱罪を既遂した首謀者」として刑事告発されている。

### 尖閣諸島問題
「歴史と国際法によって、尖閣諸島（中国名：釣魚島）が日本の領土であり、中国と交渉の余地はない」と明言しており、「日本と中国の間が異なる見解を有している」ことを認めている。

#### 日台漁業交渉
2013年4月に台湾との間で尖閣諸島沖の漁業範囲に関する取り決めを行った。この協定は官邸の独断で成立が決定されたとして、水産庁や外務省などと事前協議を行っていた地元の漁協は強く反発し、「いずれこの漁業範囲から日本船が締め出され中国船や台湾船しかいなくなる」、と強い懸念を出している。実際に台湾漁船は当協定の成立が決定すると、協定の発行前から認められる予定の漁業範囲さえ超えた範囲で操業を開始した。

### 教育
2006年12月に教育基本法を改正し、教育の目標の一つとして愛国心という言葉を盛り込んだ他、義務教育9年の規定や男女共学の項を削除した。内閣府直属の「教育再生会議」を立ち上げ、2007年6月には教員免許更新制を導入した。その他、学校週五日制の見直しや大学進学の条件として社会奉仕活動の義務化を提唱した。その他の政策としては、教育バウチャー制度の導入を検討、「過激な性教育・ジェンダーフリー教育実態調査プロジェクト」の座長を務める。2005年5月26日に開催された「過激な性教育・ジェンダーフリー教育を考えるシンポジウム」で自民党プロジェクトチーム座長を務めた安倍は、「男女の性別による差別は決して許されるものではない」としながらも、ジェンダーフリーは、家族の破壊をもたらす概念であり、明らかに間違いと主張した。ジェンダーフリーの言葉の間違いについては、党内や政府内でも見解の一致が見られるとし、男女共同参画社会基本法の検討の必要性を述べた。
改正後の教育基本法については、「一見、立派なことが書いてあるが、家族・郷土・歴史・伝統・文化・国など、私たちが大切にしなければいけないものが抜け落ちている。日本人として生まれたことに誇りを持つためには、そうしたことを子どもたちに教えていくことが大切ではないか」「“世界から尊敬されている”ということも、誇りが持てるということにとって大切だ。世界に貢献していく際に“日本はこういう理想を持っており、こういう世界を実現していきたい”と述べていく必要がある」と述べている。これと関連して、教科書検定においてパン屋さんを使った題材について伝統と文化の尊重、国や郷土を愛する態度（愛国心）に照らして不適切という検定意見がついた。これに対して識者は薄っぺらな愛国心だと指摘した。しかし、政府は「『パン屋』の記述に特定して検定意見を付した事実はない」とし、具体的には「まちやくにのすきなところは」との設問を追加するなど、国や郷土を具体的に盛り込む修正を行い合格した。その過程で、散歩道にあったパン屋さんは消え、自分の住む町や季節ごとの和菓子を作る日本のお菓子屋さんをもっと知りたくなるストーリーとなった。
また、親学を推進する。親学推進議員連盟の会長をつとめ、2012年の「山口県親学推進セミナー」では「戦後の教育の問題点は家庭教育がスポッと落ちてしまい、その存在が希薄化されてきたことにある。家庭教育支援の思索を推進していくように政府は勤めていかなければならない」と述べている。
第二次政権時においては、教育再生実行会議の第一次提言や2013年3月の施政方針演説より、
- 6・3・3・4制の見直しによる「平成の学制大改革」を始める
- 道徳の教科化
- いじめ対策の法制化

などが主たる教育政策である。
第一次政権時の教育政策については教育再生会議、第二次政権時については教育再生実行会議も参考のこと。
2014年11月21日、2年間で20万人、5年間で40万人分の保育の受け皿を整備し待機児童を無くすと述べている。
2017年5月24日、教育再生実行会議において、大人と子供と向き合う時間を確保することが家庭などでの教育力向上に資するとの見解のもと、地域ごとの学校休業日の分散化を図る「キッズウィーク」と称する施策に取り組むことを表明した。
2017年8月3日、第3次安倍第3次改造内閣での記者会見において、「人づくり革命担当大臣」を新設した。子どもへのユニバーサルな教育機会の提供みならず、社会人の学び直しを推進することを企図している。
2017年9月25日、衆議院解散演説において「所得が低い家庭の子供たち、真に必要な子供たちに限って高等教育の無償化を必ず実現する決意です。授業料の減免措置の拡充と合わせ、必要な生活費を全てまかなえるよう、今月から始まった給付型奨学金の支給額を大幅に増やします」、「3歳から5歳児の幼稚園、保育所について全面無償化します。所得の低い世帯について保育所無償化を行うことを考えています」「どんなに貧しい家庭に育っても意欲さえあれば専修学校や高等教育、大学にも進学できる社会に変革をしなければならない。真に必要な子供に限って、高等教育の無償化を必ず実現していく」と述べた。しかし、安倍は2017年11月27日の衆議院予算委員会で選挙公約で掲げた3歳から5歳児の幼児教育・保育の全面無償化について、補助対象とする認可外保育施設の種類などに関し専門家の意見聴取を求め、与党連携で2018年夏までに結論を出すと述べ、制度設計の詳細については先送りすることを表明した。

### 民法論議・家族制度

#### 夫婦同姓規定
現行の民法規定で定められている夫婦同姓を支持しており、選択的夫婦別姓について「夫婦別姓は家族の解体を意味する。家族の解体が最終目標であって、家族から解放されなければ人間として自由になれないという左翼的かつ共産主義のドグマだ。これは日教組が教育現場で実行していることです」と述べている。2016年2月29日に衆議院予算委員会で、岡田克也から、この発言の真意について説明を求められ、「（選択的夫婦別姓を認めない民法の規定を合憲とした）最高裁判決における指摘や国民的議論の動向を踏まえながら慎重に対応する必要がある」と答弁している。野田聖子（自民党）や菊田真紀子（民主党）は、安倍が「夫婦別姓反対の急先鋒」であるとしている。

#### 離婚後300日規定
女性が離婚後300日以内に出産した場合、子供は戸籍上、離婚前の夫の子供になるという民法の規定に関しては、2007年2月15日の参院厚生労働委員会の少子化問題に関する集中審議において「見直しの要否を含めて、慎重に検討する」と回答し、2月23日の衆院予算委員会において「時代が変わってきて親子関係はDNA鑑定ですぐにわかる」と答弁している。

#### 婚外子規定
婚外子の遺産相続分を嫡出子の半分とする規定を削除する民法改正に関しては、2013年10月18日の参院本会議において「不合理な差別は、解消に向けて真摯に取り組む必要がある」と答弁している。

#### 性的少数者対策
2016年1月26日、衆議院本会議において「偏見や不合理な差別があることは残念。今後の国民的な議論も踏まえ、慎重に検討する必要がある。」旨、答弁した。第3次安倍第1次改造内閣において、自民党は性的少数者への理解を促す「性的指向・性同一性の多様性に関する理解増進法案」を取り纏めた。2018年8月2日、杉田水脈衆院議員の性的少数者（LGBT）への行政支援に関する寄稿に対し、「人権が尊重され、多様性が尊重される社会をつくっていく、目指していくことは当然だ。これは政府・与党の方針でもある」と述べた。

### 公務員改革
内閣府特命担当大臣（規制改革担当）兼行政改革担当大臣兼公務員制度改革担当大臣のポストに渡辺喜美を置き、官僚主導の政治体制、公務員の給料制度、天下り、業界の談合体質など官僚にまつわる諸悪を摘出し、政官業の関係を健全化しようと国家公務員法改正を打ち出した。同改正法に基づいて (1) 官民人材交流センター（人材バンク）の制度設計 (2) キャリア制度の見直し、という2つの作業が開始され、それぞれについて有識者懇談会が設けられた。安倍も成田空港社長に官僚OBがなることを却下したり、東京証券取引所への天下り人事にも横槍を入れるなどの行動を見せていたが、官僚や自民党内から激しい抵抗が起きるようになる。渡辺喜美行政改革担当相が、自民党行政改革推進本部の会合に出席し、各省庁による天下り支援を禁止する案を説明すると、党側に『各省にあっせん機能を残すべきだ』と猛反発されたり、天下り規制の懇談会にて天下りをしている元事務次官7人のヒアリング調査をしようとしたところ、担当官僚が元事務次官に懇談会出席の要請すらしないなどの抵抗が見られた。
この公務員改革で安倍は、特に社会保険庁改革（社保庁民営化）に力を入れていた。年金行政への信頼回復とともに、社保庁の民営化によって公務員削減の突破口にしたいとの狙いからだった が、ここでも激しい抵抗にあった。田原総一朗は、安倍が社保庁民営化を目指していたことで、社保庁がクーデターを起こし、社保庁の年金が酷い状態であるということを社保庁自らが民主党やマスコミに選挙前に広め、「いかに安倍が危機管理ができないか」と国民に思わせて退陣を狙う「自爆テロ」を行い、そしてマスコミもそれに乗った、と主張した。
第2次政権では融和的になり、民主党政権が大幅に削減した公務員給与を回復させ、公務員制度改革の司令塔だった「国家公務員制度改革推進本部」を2013年に廃止した。また、日本政策投資銀行や商工組合中央金庫といった政府系金融機関の完全民営化を先送りした。ただし、2014年に、各省の幹部人事を首相官邸が一元的に掌握し、政治主導の行政運営を行う内閣人事局を設置し、行政への影響力を高めた。これは、"省益"を優先する官僚政治を打破したという評価と、森友学園問題と加計学園問題に象徴される忖度を生んだという批判がある。

### 労働政策

日本の失業率（男女別、年齢別）。15-24歳（細線）が若年失業者にあたる。

日本の15-64歳人口における労働参加率（男女別）。この期間、女性就労が大幅に上昇した

第1次安倍内閣では労働ビッグバン、再チャレンジ政策を提唱したが、後に年金記録問題に追われることとなったため、提出された法案は第1次安倍内閣においては成立させることはできなかった。第4次安倍内閣では、働き方改革の実現を目的として内閣総理大臣決裁により働き方改革実現会議という私的諮問機関が設置された。これを経て働き方改革関連法が成立し、かつての政策のいくつかは実現されている。
再チャレンジ政策
第1次安倍内閣では、小泉政権下によって生じた都市と地方の歪や不安定雇用の増加やいわゆる経済的不平等の是正を掲げ、再チャレンジ政策の一環としてフリーターを正社員として採用するよう企業に要請した。しかし2006年8月の 経団連が会員企業に行なったアンケートによると、フリーターの正規社員採用に約9割が消極的であるとの結果であり、期待通りの成果は出なかった。「ワーキングプアと言われる人たちを前提に言わばコストあるいは生産の現状が確立されているのであれば、それはもう大変な問題であろう」と述べ、「企業も非正規雇用者が正規社員へ常にチャレンジができるように積極的に取り組むことが、中、長期的には企業への信頼感、活力も高まる」という旨の考えを示しており、偽装請負などに関しても、「法令、労働基準法に反していれば厳格に対応していく」旨を述べている。
第1次安倍内閣を引き継いだ福田康夫内閣では労働契約法が改正され、有期労働契約が5年を超える場合、これを期間の定めのない労働契約に転換できる権利を得ることとなった。さらにパートタイム労働法改正では正規雇用との不合理な労働条件格差の禁止を定め、同一労働同一賃金を推進した。
最低賃金
財界に対して最低賃金の大幅な引き上げを要求（官製春闘）する一方で、最低賃金の抜本的引き上げは、「中小企業を中心に労働コスト増で、かえって雇用が失われ非現実的だ。」とした。2007年3月の参議院の予算委員会では、「最低賃金制度を生活保護以上にしていくという改正を行い、成長力底上げ戦略を進めていく中で、中小企業と労働者の生産性を上げることによって、最低賃金も上げるという二段構えの仕組みを検討している」考えを示した。
男女共同参画
第1次安倍内閣では女性や高齢者の就業率向上を目指していた。第4次安倍内閣では、経済団体への努力目標として育児休業の3年化の推進を提言した。最終的には、女性の労働参加率の1割上昇を成し遂げた。
ワークライフバランス
日本の企業文化、日本人のライフスタイル、日本の働くということに対する考え方を改革するという定義の下、年次有給休暇の消化義務、時間外労働の罰則付き上限規制を働き方改革関連法成立によって達成した。2016年12月の政府主催の国際シンポジウムにおいて、働き方改革の成功について男性の意識変革を指摘し、家事や育児を夫婦で共に担うことや、出産直後から夫が育児に取り組めるよう、男性の育休に加え、妻の出産直後の男性の産休を推奨する旨、述べた。その他の具体的施策として、政府と経済界が提唱する消費喚起キャンペーンのプレミアムフライデー、夏季の早期出社・早期退社を奨励するゆう活、時差通勤を促す「時差Biz」なども働き方改革の一環とされる。
高度プロフェッショナル制度
第1次安倍内閣ではホワイトカラーエグゼンプションが検討されていた。第4次安倍内閣では、高収入の専門職種の一部に対し、裁量労働制を想定した「高度プロフェッショナル制度」が検討された。しかし、高収入の一部専門職を残業代支払いなどの労働時間規制から外すことになり、野党が「残業代ゼロ法案」として批判していた。安倍は、当初の法案から、休日確保の義務化などの働き過ぎ防止を考慮した法案に修正する方針を表明した。2018年6月29日、高度プロフェッショナル制度の新設などを含む「働き方改革法案」が成立した。但し、審議過程で厚生労働省の作成したデータが不適切であったことが判明したため、裁量労働制の適用業種の拡大は削られた。
1億総活躍社会
2020年1月20日、全世代型社会保障を掲げ、労働意欲のある70歳まで高齢者の就業機会を確保を行うと述べた。高齢者の8割が65歳を超えても働きたいという社会情勢を述べた。

### 治安政策
組織犯罪処罰法（いわゆる「共謀罪法案」）について、「国際社会で組織犯罪に対応していく役割を果たす上で早期に「国際組織犯罪防止法条約」を批准をする必要がある」として2007年1月25日召集の通常国会で成立を図るよう指示したが、世論や自民党内からの反発が強く、継続審議となった。2017年5月19日、共謀罪の構成要件を改め「テロ等準備罪」を創設することを柱とする組織犯罪処罰法改正案が衆議院法務委員会で自民、公明の与党と日本維新の会の賛成多数で可決、23日に衆議院本会議で可決された。6月15日、参議院では会期延長によらず法案成立を目指した与党は法務委員会の採決を省略する「中間報告」を行う動議を提出し、同日未明の衆議院本会議で「組織的な犯罪の処罰及び犯罪収益の規制等に関する法律等の一部を改正する法律案」（共謀罪の構成要件を改め「テロ等準備罪」を創設する改正組織犯罪処罰法）が自民・公明両党と日本維新の会などの賛成多数で可決、成立した。安倍は同法成立について「本法を適切に、そして効果的に運用」する旨、また東京オリンピック開催に触れ「一日も早く国際組織犯罪防止条約を締結し、テロを未然に防ぐために国際社会としっかりと連携していきたいと思います。そのための法が成立したと考えております。」と述べた。2017年7月11日、同法が施行された。また、改正組織犯罪処罰法施行により、同年8月10日国連本部に於いて、国際組織犯罪防止条約(TOC条約)とTOC条約締結が前提条件となる人身取引議定書と密入国議定書、さらに国連腐敗防止条約が締結された。

#### 特定秘密の保護に関する法律
2013年中旬から安全保障などの情報のうち「特に秘匿するが必要あるもの」を「特定秘密」と指定し、情報にアクセス出来る者の適正評価の実施や漏洩した場合の罰則などを定めた特定秘密保護法の検討を開始した。当法案には国内外で議論を呼び、報道各社が行った世論調査では廃案・見送りが多数を占めるものが大勢を占めたが、一部賛成が反対を上回るものもあった。法案は、2013年11月に衆議院で、12月に参議院で採決された。衆議院では与党に加えみんなの党も賛成したが、参院では直前の与党議員の発言などを受け 全ての野党が賛成しなかった。その後、安倍政権の支持率は急落した。この法案に対しては国連が重大な懸念を表明し、海外メディアからは「報道の自由及び民主主義の根本を脅かす悪法」、「日本で内部告発者を弾圧する立法が成立した」、「日本が報道の自由を制限」 などと報じられた。元米国国防次官補のモートン・ハルペリンは「知る権利と秘密保護のバランスを定めた国際基準を逸脱している」と法案を批判した。一方で、アメリカ合衆国国務省副報道官のハーフは記者会見で、日本で特定秘密保護法案が成立したことについて「情報の保護は同盟における協力関係で重要な役割があり、機密情報の保護に関する政策などの強化が前進することを歓迎する」と述べ、AP通信は「中国の軍事力増強に対抗するために強い日本を望む米国は、法案可決を歓迎している」と報じた。

### 社会保障
第2次安倍内閣において、内閣に社会保障制度改革推進会議を設置し諮問機関とした。

#### 中国残留孤児
中国残留孤児問題における訴訟では請求を取り下げられた原告団に面会し、新たな支援を検討していくことを確認した。
慈恵病院の「こうのとりのゆりかご」
2007年2月23日に、熊本市の慈恵病院が赤ちゃんポストの設置を計画していることについて、親として責任を持って産むことが大切、「ポスト」という名前や匿名で子供を置いていけるものだということに大変抵抗を感じると述べている。

#### 年金問題
年金記録問題では民主党の小沢一郎との党首討論で「消えた年金はどうするのか」という野党からの追及に対し「年金は消えたわけではない」として年金時効撤廃特例法案など具体的な救済案を提示した。該当者不明の年金記録5000万件の照合作業については「三千万人の方々とこの二千八百八十万件を一年間のうちに突合いたします」「一年間で私たちはすべて突合を行うということをお約束をする」 と断言、当初2年程度を想定していた調査期間を前倒しすると表明し、自民党の公式HPでも宣伝した。第166回国会本会議においても、「長年まじめに保険料を納めてきたにもかかわらず年金がきちんと給付されないという理不尽なことは、絶対にあってはなりません。このため、国民の視点に立って、できる限り速やかに、かつ、行うべきことはすべて行い、国民の不安の解消に最善を尽くしてまいります。」 と答弁した。
社会保険庁は年金記録の照合作業を進めたものの、2008年3月末までに持ち主が判明するのは1000万人程度に留まり、名寄せ困難な記録が1975万件に達すると発表された（人数や件数は2007年12月時点での推計値）。安倍の公約実現は絶望的となり、後任の首相である福田康夫が謝罪する事態となった。内閣官房長官の町村信孝は「亡くなった方もいる。『最後の一人まで』ということはありえない。もとより無理」 と述べ、安倍の公約の問題点を指摘した。 2008年3月、社会保険庁の照合結果が公表され、1172万件分の持ち主が特定できたが、名寄せ困難な未解明記録は2025万件に達したことが明らかになった。2019年の参議院選挙演説において、「この6年間、雇用が大きく改善し、380万人が新たに仕事につき始めた。新たな働き手、支え手が増えたことによって、年金の保険料収入は増え」、株式市場での運用で「運用益は民主党政権時代の10倍」になったと述べた。

#### 介護施策について
2017年9月25日、衆議院解散演説において、自公政権で介護人材に対し月額47000円の処遇改善を実現したことに触れ、更に他の産業との賃金格差を無くすべく更なる処遇改善を推進することを表明した。

#### 児童を対象とする手当について
民主党の子ども手当は「国家から直接子供たちに養育費がいくことによって、自分たちは両親に対し何の義務を感じる必要がないという議論もあった」と指摘した上で、「子育てを家族から奪い去り、国家や社会が行う子育ての国家化、社会化だ。これは実際にポルポトやスターリンが行おうとしたことだ」と、2016年2月29日の衆議院予算委員会で発言した。2016年9月28日の参議院本会議において、「民主党政権は児童扶養手当をたったの１円も上げなかった」と答弁し、第48回衆議院議員総選挙前に幼保無償化を発表し2019年10月より実施された。

#### 医療制度
官民一体で創薬・再生医療を推進する「日本版NIH」の構想を提案した。また、ビッグデータや人工知能を活用した「予防・健康管理」や「遠隔診療」の推進も表明している。

### 経済政策
経済財政諮問会議を第2次安倍内閣で再開した。
2014年に、アベノミクスといわれる以下の3政策からなる経済政策を開始した。
- 大胆な金融政策
- 機動的な財政政策[注釈 19]。
- 民間投資を喚起する成長戦略

安倍は、2015年11月に行われた民間の講演会において「GDPは、アベノミクスによって成長率がマイナスからプラスに転じた結果、500兆円まで回復している。以降、毎年名目3%以上成長が実現すれば、2020年ごろにGDP600兆円は十分達成できる」と述べた。
2017年9月25日、衆議院解散演説において、「11年ぶりとなる6四半期連続のプラス成長、内需主導の力強い経済成長が実現」と述べ、雇用は200万人近く増加し、2017年春に大学卒業した学生の就職率は過去最高で、「この2年間で正規雇用は79万人増え、正社員の有効求人倍率は調査開始以来、初めて1倍を超えました。正社員になりたい人がいれば、必ず１つ以上の正社員の仕事がある」と述べた。2018年9月14日の自民総裁選討論会において、賃金に関し「大企業では5年連続、過去最高の賃上げが続いており、中小企業においても過去20年で最高となっている」と主張した。
一方、実質賃金は上がらず、預貯金ゼロ世帯は増加、非正規雇用の数が増え、格差は拡大したという批判もある。

#### TPP問題
2012年11月14日の野田佳彦首相の解散表明により選挙の争点として浮上した環太平洋経済連携協定（TPP）について、自民党の「聖域なき関税撤廃」のTPP参加の反対派に対し、安倍は日本商工会議所会頭の岡村正との会談で交渉に含みをもたせ、「TPP推進に対して強い交渉力を発揮して頂けるという強い意気込みは感じたので心強く思う」と評価された。この岡村とのやりとりについて、経団連会長の米倉弘昌も「いいことだ」 と歓迎している。しかし、その後の記者会見では「交渉参加に前向きというのはあくまでミスリードだと思います。」 と否定し、その結果として衆院選では160人超の候補者が、TPP交渉参加反対を訴える農協（JA）系の政治団体から推薦を受け当選した。
しかし、農水大臣に農政になじみの薄い林芳正を起用し、甘利明、麻生太郎など経済関係の主要閣僚にもTPP賛成派を配置。さらに外交政策に関して助言を行う内閣官房参与には、日本はTPPに参加すべきとの発言をおこなっていた谷内正太郎を起用した。また、TPP賛成派の岡素之や大田弘子をそれぞれ内閣府規制改革会議議長及び議長代理とし、さらに新設の日本経済再生本部に設置された産業競争力会議のメンバーにも日本維新の会と関係の深い TPP賛成派の竹中平蔵 や、TPP早期実現要請を行なっていた三木谷浩史 を加えた。経済全般のマクロ政策を決める経済財政諮問会議の民間議員も全員TPP賛成派で、高橋進は構造改革派の論客として野田佳彦民主党政権の方針を力強く後押ししていた人物。伊藤元重にいたっては「TPPに参加できないなら、農村部にある多くの工場は閉鎖を余儀なくされる」 というのが持論で、野田佳彦民主党政権の「社会保障制度改革国民会議」のメンバーでもあった。
2013年2月23日、日米首脳会談後に共同声明を出した。それまでの関税に関する見解（カークUSTR代表と玄葉外務大臣との会談）は「物品関税の最終的な扱いについてはTPP交渉プロセスのなかで決まっていくもの」 であったが、今回の共同声明は「一方的に全ての関税を撤廃することをあらかじめ約束することを求められるものではないことを確認する」 との表現になった。この会談後、主要メディアにおいてTPP賛成が増加し、共同通信63%、FNN53%、テレビ朝日51%、日本経済新聞47% となった。
2013年3月8日、日本政府が野田内閣当時の昨年3月の段階から『TPP交渉参加後発組に出された3条件』を把握していたにもかかわらず、国民に条件を告知することなく交渉参加を推進していたことが判明した。安倍はこの問題に関して衆院予算委員会で答弁を拒否し、質問した日本維新の会の松野頼久国会議員団幹事長が「政府が交渉参加のルールを探って議会に説明するのは当然の責任だ」と批判した。また岸田文雄外相は「少なくともわが国には、そうした条件の提示は全くない。引き続き情報収集に全力を挙げる」と答弁していたが、9日になって安倍は「ルールを作っていく上で、最初に入った人たちが後から入った人に議論を覆されたら困るというのは、それはそうだろうと思う」と述べた。安倍政権はこの3条件を政権移行直後に把握したが公表はしていなかった。
2013年3月15日、TPP交渉参加という形で決着が図られることとなった。
2013年4月12日に決着したTPP交渉参加に向けた日米事前協議は大手各紙上でも『高い「入場料」』という言葉が飛び交い、米側に譲りに譲ったもの となった。日本政府のTPP交渉担当者が「なんとしても7月中には交渉に加わりたいのだが……」とあせりの色を隠せない中での事前協議であり、交渉に入る前から通商条件で大幅な譲歩を迫られる可能性があった が、現実のものとなった。焦点の自動車・保険分野では双方とも大幅譲歩であり、自動車分野では自動車関税について当面は乗用車・トラックの関税を維持した上、撤廃時期はTPPが認める範囲で最大限遅らせることで決着、保険分野ではかんぽ生命のがん保険など新商品の申請を事実上凍結したため、投資家に訴える新規事業への参入が不可欠な2015年秋までの株式上場は計画の見直しが不可避 となり、政府が復興財源として期待していた日本郵政株式の売却収入4兆円が見通せなくなってしまった。のみならず、非関税措置について9つの分野で日米間で継続協議 とされたため、1990年代に経験した日米構造協議、包括経済協議と同様に2国間の枠組みを使って日本に市場開放の圧力をかける構図が繰り返されることになった。
2013年9月25日、ニューヨーク証券取引所で行った講演で、「もはや国境や国籍にこだわる時代は過ぎ去りました。世界の成長センターであるアジア太平洋。その中にあって、日本と米国は、自由、基本的人権、法の支配といった価値観を共有し、共に経済発展してきました。その両国が、TPPをつくるのは、歴史の必然です。」との見解を示した。
2016年12月9日、参議院本会議で記名投票による採決を行い、TPP参加が決議された。しかし、2016年アメリカ合衆国大統領選挙でTPPの離脱を掲げるドナルド・トランプが当選したことを受け、前月の2016年11月に安倍はTPPが停滞すれば軸足は中国が主導する東アジア地域包括的経済連携（RCEP）に移っていくとの見方を示していた。
2017年1月20日、第45代アメリカ合衆国大統領に就任したドナルド・トランプは、同日TPP離脱を表明した。TPP発効条件が加盟12か国のGDPの85％以上を占める6か国以上の国内批准であり、米国のGDPは全加盟国の約60%を占めることから、TPP発効は困難となり、日本政府はTPPに代わる域内経済協定を検討することとなった。同年2月10日（米国時間）、安倍は初の日米首脳会談において、日米間の経済対話、これをさらにアジア太平洋地域に拡大する方向性を話し合った。訪米に同行した財務省関係者は、二国間自由貿易協定（FTA）に発展する可能性を否定しなかった。
2017年3月1日の参議院予算委員会で、安倍は米国のTPP離脱に関し「日本の求心力を生かし、今後どのようなことができるかを米国以外の各国とも議論したい」と語った。

#### 原発政策
2006年12月22日、巨大地震に伴う津波が生じた場合の原子力発電所の安全性に関する質問 に対し、日本の原子力発電所は外部電源または非常用所内電源のいずれからも電力の供給を受けられる設計であり停止した原子炉の冷却は可能であること、崩壊熱が除去できず核燃料棒が焼損した場合の原発事故について評価は行っていない旨、衆議院で答弁している。
福島第一原子力発電所事故の影響で停止している、日本各地の原子力発電所について、2014年5月1日にシティ・オブ・ロンドンでおこなった演説の中で、安全基準を満たしたところから順次稼働させていく方針を表明した。

### 財政再建
財政について、「成長せずに財政再建できるかというとそれは無理で、絶対に有り得ない」と述べている。プライマリーバランスを2020年に黒字化する目標だったが2025年に延期した。2020年1月20日、来年度予算の税収は過去最高となり公債発行は8年連続での減額であると述べ、財政健全化の進捗を述べた。

#### 消費税増税
消費税増税について、2012年自由民主党総裁選挙に立候補した5人による日本記者クラブ主催の公開討論会で「時期を間違えると結果として経済の腰を折ってしまう。デフレがずっと今と同じままなら上げるべきでない」と述べた。2013年10月1日に正式に税率の8%への引き上げを表明。
2013年10月1日、消費税増税の判断をこれまで保留してきた安倍は、「国の信認を維持し、持続可能な社会保障制度を次の世代にしっかりと引き渡していくため、14年4月1日に消費税を5%から8%に引き上げる判断をした」と言明した。消費税増税法には「景気条項」が盛り込まれていたが、日銀短観やGDP成長率の状況から最終判断した。2014年4月、17年ぶりに消費税増税が起きた。
再増税は2015年10月に予定されていたが、2014年6月24日のインタビューで安倍は「やっとつかんだ（デフレ脱却の）チャンスを逃してしまうかもしれないなら、引き上げることはできない」と述べ、11月発表の7〜9月期の実質国内総生産を待って最終判断を下す考えを示した。8月9日発売の「文芸春秋」において、安倍は「経済成長こそが安倍政権の最優先課題であることを明言する」とデフレ脱却への決意を語った。
2014年10月7日の参議院予算委員会で、安倍は「今の社会保障制度を次世代に引き渡し、子育て支援のために資金を国民に負担してもらうための消費税だ。仮に消費税率を10%に引き上げなかった場合、社会保障の予算は減ることになる」と述べた。また、同日にIMFは、2015年10月に予定される10%への消費税率引き上げを予定通り実施するべきとの見解を示した。
2014年10月17日、安倍はフィナンシャルタイムズのインタビューに応じ、増税で景気後退すれば歳入も減少して施策自体が無意味になると述べた。11月13日、安倍は消費税率再引き上げの先送りを決めた上、次週に衆議院を解散する方針を固めた。1年半延期して2017年4月からとした。11月18日、安倍は記者会見において、7月・8月・9月のGDP速報から「成長軌道に戻っておらず」、「デフレから脱却し、経済を成長させる、アベノミクスの成功を確かなものとするため」に、2015年10月1日に予定されていた消費税増税は1年半延期すべきことを表明した。

2016年6月1日、安倍は記者会見において、「内需を腰折れさせかねない消費税率の引上げは延期すべき」という判断に基づき、2017年4月1日に予定されていた消費税増税は2年半延期すべきことを表明した。併せて、消費税増税の際は軽減税率を導入する旨を表明した。 
2017年9月25日、衆議院解散演説にて、社会保障制度を全世代型へ転換・子育て世代への投資のため、消費税の使途変更を表明した。使途変更は、2020年度の基礎的財政収支（プライマリーバランス）を黒字化する財政再建目標の達成が「困難になる」とし、事実上撤回した。
2018年10月15日、翌年10月からの消費税率10%への引き上げを予定通り実施する方針を表明した。確実に実施するため、景気条項は削除した。主要政党で唯一消費税増税を掲げて挑んだ2019年参院選でも勝利した。2019年10月に再増税が実施された。ただし、公明党への譲歩もあり、軽減税率制も導入された。

## 歴史観

### 村山談話
総裁選を目前に控えた2006年9月7日、「村山内閣総理大臣談話「戦後50周年の終戦記念日にあたって」」（村山首相談話）について、「基本的にその精神を引き継いでいく」とした。その一方で、2006年10月6日、衆議院予算委員会で、A級戦犯の戦争責任については「当時の指導者であった人たちについてはより重たい責任があるが、その責任の主体がどこにあるかということについては、政府としてそれを判断する立場にはない」旨を述べた。2006年10月5日、衆院予算委員会で、東条内閣の商工大臣だった岸信介が対米英開戦の詔書に署名したことへの認識を民主党の菅直人から問われた際には「指導者には祖父を含め大きな責任があった。政治は結果責任だから当然、判断は間違っていた」とも述べている。
東京裁判については、第1次政権時代、「受諾しており異議を述べる立場にない」としていた。第2次政権では、2013年2月12日の衆議院予算委員会にて、「大戦の総括は日本人自身の手でなく、いわば連合国側の勝者の判断によって断罪がなされた」と述べ、懐疑的な見方を示した。しかし、同年5月には「日本が侵略しなかったと言ったことは一度もない」と述べ、村山談話を継承することを表明した。

### 慰安婦問題

#### 河野談話
日本のこれまでの歴史教育に異議を唱え、「新しい歴史教科書をつくる会」を支援して来た自民党内部の議員連盟「日本の前途と歴史教育を考える若手議員の会」の事務局長を務めた（現在は顧問）。同会は特に「侵略戦争」や「慰安婦」問題の教科書記述に批判的であり、証拠もないまま旧日本軍による慰安婦の強制連行を認めた「慰安婦関係調査結果発表に関する河野内閣官房長官談話」（河野談話）を発表した河野洋平を会に呼んで、談話の撤回を要求したこともある。1997年の国会でも、慰安婦の強制連行の根拠とされてきた吉田清治の証言が虚偽であることが判明したため、「河野談話」および教科書への「従軍慰安婦」の記述を載せることは問題であると指摘している。自民党幹事長代理時代の2005年3月27日の講演会でも、「従軍慰安婦は作られた話」と語っている。総理就任後の2006年10月5日には、「河野談話」を「私の内閣で変更するものではない」と発言。
2007年3月1日、河野談話に関する記者の質問に「旧日本軍の強制性を裏付ける証言は存在していない」と発言。米下院に提出された慰安婦問題をめぐる対日非難決議案について、同年3月5日の参院予算委員会において「この決議案は客観的な事実に基づいていません」「これは、別に決議があったからといって我々は謝罪するということはないということは、まず申し上げておかなければいけないと思います」と述べた。この「（旧日本軍による）狭義の強制性を裏付けるものはなかった」という発言は、米国からも批判され、2007年3月16日の国会答弁で河野談話の継承に改めてふれ、「同情とおわび」に言及し、4月3日のジョージ・W・ブッシュとの電話協議で見解を説明する対応をとる。4月27日にはBBCのインタビューに、英語で「極めて痛ましい状況に慰安婦の方々が『強制的に』置かれたことについて大変申し訳なく思う」、「私たちは、戦時下の環境において、そうした苦難や苦痛を受けることを『強制された』方々に責任を感じている」 と発言（以上、和訳）。同日、日本のメディアに日本語で「人間として心から同情する。首相として大変申し訳なく思っている」、「彼女たちが慰安婦として存在しなければならなかった状況につき、我々は責任がある」と発言。これについて毎日新聞は、「今回の発言は日本側の「責任」も指摘することで、沈静化を図ったものとみられる。」と報じている。
第2次安倍内閣発足後の2012年12月27日、河野談話について、見直しを視野に入れて検討をおこなう方針を示した。

#### 日米首脳会談での言及
ブッシュ大統領との2007年4月28日の日米首脳会談後の共同記者会見で、「慰安婦の方々にとって非常に困難な状況のなかで辛酸を舐められた、苦しい思いをされたことに対し、人間としてまた、総理大臣として心から同情しておりますし、またそういう状況におかれていたと言うことに対して、申し訳ない、と言う思いでございます」とあらためて謝罪の意を示した。ブッシュ大統領は「安倍総理の謝罪を受け入れた」と応じた。
安倍は2011年11月、この問題に関して「会談で従軍慰安婦問題は全く出なかった。そもそも日本が米国に謝罪する筋合いの話ではない」と米国メディアの報道は事実無根だと主張した が、2013年5月に主張を修正し、実際には日米首脳会談で「元慰安婦の方々に、首相として心から同情し、申し訳ないという気持ちでいっぱいだ」と発言したことは認める答弁書を決定した。

#### 日韓合意
2015年12月28日の日韓外相会談にて、日本側は従軍慰安婦への日本軍の関与と日本政府の責任を認めて謝罪した上、日本側が元慰安婦を支援する財団に10億円を拠出する事で「最終的かつ不可逆的な解決」とする合意に至った。これについて、「私たちの子や孫、そしてその先の世代の子供たちに謝罪し続ける宿命を背負わせる訳にはいかない」「今回の合意を踏まえ、日韓両国で力を合わせて、日韓新時代を開いていきたい」と発言した。

### 靖国神社参拝
首相の靖国神社参拝について「国のために殉じた人たちに対して国のリーダーが尊崇の念を表するのは当然だ。お参りすべきだと思う」と述べている。また、歴史認識を巡って反日騒動が起こった中国と韓国の態度を批判し、外国が靖国神社参拝について抗議するのは内政干渉だという見解を持っている。
安倍は幹事長在任中の2004年と、幹事長代理在任中の2005年にわたって終戦の日（8月15日）に参拝を行った が、官房長官在任中の2006年は4月15日朝、秘密裏に参拝を行った（「内閣官房長官 安倍晋三」と記帳し、ポケットマネーで玉串料を収めた）。安倍は同年8月4日の記者会見で、この件に関し「参拝したかしないかについては申し上げるつもりはない」と述べた。
第1次安倍内閣発足による首相就任後も参拝を続ける意向を示し、2007年1月17日の自民党大会で決定された運動方針でも「靖国参拝を受け継ぐ」ことが明記されたが、外交問題や政治問題になるのを避けるため自身の参拝については明言しない考えを改めて示した。首相在任中は参拝を行わなかったが、安倍はこれについて首相退任後に「『主張する外交』を展開する中で、日本のための将来の布石を打つため大きな決断をした」と説明している。
2012年9月14日党総裁選候補者による共同記者会見で安倍は「首相在任中に参拝できなかったことは、痛恨の極みだ」と述べ、再び首相に就任した場合の対応について「そのことから考えていただきたい」と語った。
第2次安倍内閣発足による首相再任後、2013年の春季および秋季例大祭 と終戦記念日 の参拝はいずれも見送った。

#### 首相在任中の靖国神社初参拝
内閣発足からちょうど1年となる2013年12月26日、第1次時代も含め首相在任中としては自身初の参拝を、米国、中国に外交ルートを通じて参拝の連絡をした上で参拝した。安倍はモーニング姿で本殿に参拝し、「内閣総理大臣 安倍晋三」名で白い菊を献花した。靖国神社境内にある世界の全ての戦没者を慰霊する「鎮霊社」にも参拝した。その後、「恒久平和への誓い」と題した「首相の談話」を発表。談話を英訳し、世界に向けてメッセージを発信した。
参拝後、記者団に「御霊安らかなれと、手を合わせて参った。この1年の安倍政権の歩みをご報告し、二度と再び戦争の惨禍によって人々が苦しむことのない時代をつくるとの誓い、決意をお伝えするためにこの日を選んだ。戦場で散った英霊のご冥福をお祈りすることは世界共通のリーダーの姿勢だ。中国、韓国の人々の気持ちを傷つけるつもりは毛頭ない。中韓両国首脳に直接説明したい」などと語った。
この参拝について、米国政府は、靖国神社には戦没者だけでなく、第2次世界大戦時に首相を務めていた東条英機元首相などのA級戦犯もまつられているため、戦中に日本軍の攻撃や侵略に苦しんだ周辺国から過去の軍国主義の象徴とみなされているため、『日本の指導者が近隣諸国との緊張を悪化させるような行動を取ったことに失望している』との声明を在日米大使館のウェブサイトに掲載した。これまでにも多くの首相が靖国神社を参拝してきたが、それを受けて米国政府が公式な声明でこのような靖国神社参拝を直接的な批判をすることは初めてとみられる。
この参拝について、人民日報（中国共産党中央委員会機関紙）系の新華経済は 日本新聞網 の記事を引用し『安倍首相は外交ルートを通じて中韓首脳との会談を模索しており、（2013年）12月28日訪中のスケジュールで調整が進められていたそうだ。だが、これを「単なる政治的パフォーマンスであり、尖閣問題の解決策の提示はない」と判断した中国側が（2013年12月）20日に安倍首相の訪中を拒否。中国に続いて韓国も否定的な返答を寄せたという。今回の靖国参拝はこれに対する“報復”ではないか』と報じた。

#### 世論調査・ネット調査
安倍の2013年12月26日の靖国神社参拝について、以下の様な世論調査結果が報じられている。
- 朝日新聞は2013年12月30日の朝刊30面で、安倍のこの靖国参拝後の世論調査「日本の首相が靖国神社に参拝することに賛成ですか。反対ですか。」の質問に対し、20歳から29歳の回答者で支持60%・不支持15%、30歳以上の回答者で支持59%・不支持22%という結果であったと報じた[594]。また、同調査における内閣支持率調査「安倍内閣を支持しますか。しませんか。」の質問に対し、20歳から29歳の回答者で支持53%・不支持33%、30歳以上の回答者で支持55%・不支持33%という結果であったと報じた[594]。朝日新聞は2014年1月25日から26日にかけての定例世論調査でも靖国神社参拝について質問しており、この時は「参拝したことはよかった」は41%で、「参拝するべきではなかった」が46%であった[595]。
- 共同通信社は2013年12月28・29日に全国緊急電話世論調査を実施し、安倍の参拝について「よかった」43.2%、「よくなかった」47.1%であり、内閣支持率は55.2%（前月比1.0%増）、不支持率は32.6%（前月比0.4%減）であったと報じた[596]。
- 産経新聞社とFNNの合同世論調査では、靖国神社参拝について、「評価しない」（53.0%）との回答が「評価する」（38.1%）を上回った。ただし、20代と30代では、「評価する」という回答が、「評価しない」という回答を上回っている[597]。

#### 批判
安倍の2013年12月26日の靖国神社参拝に対し、以下の様な批判がある。
- 米国ホワイトハウスは安倍のこの靖国神社参拝について声明などを一切発表しなかったが[598]、米国大使館は2013年12月26日に「日本は大切な同盟国であり友好国であるが、近隣諸国との緊張を悪化させるような行動を取ったことに失望している」との声明を出した[599][600]。
- 米国国務省サキ報道官は「靖国参拝に関する声明を出すかどうか」の質問に「在日米国大使館の声明をみてほしい」と答えた[598]。
  - 2013年12月30日、サキ報道官は米国大使館が同年12月26日に出した声明[599] における『失望している（disappointed）』という表現について、『「失望」という言葉は安倍の靖国神社参拝そのものに論評を加えたものではなく、中国や韓国との関係悪化を懸念したものである』[601][602]、『意見の相違がある時に互いに正直に発言できるのは、緊密な関係の証し』[603]、『日本は大切な同盟国で友好国であり、（今回の安倍の靖国神社参拝は）日米関係全体に影響はない』[604] などと述べた。
- EU（欧州連合）の報道官は、靖国参拝に対して懸念を表明し[605]、日中韓各国に対し「EUは、緊張を高める行動を避け、外交で争いを解決する必要性を常に強調してきた」と訴え、地域の長期的な安定に向け建設的な関係を築くよう促した[606]。
- 中国と韓国の駐日大使も安倍の参拝に抗議した[607]。
- 韓国最大手新聞の朝鮮日報は『日本の大手6紙のうち、朝日、毎日、日本経済、東京の4紙は社説で安倍首相を批判した。「平和主義」を守ろうとする日本国民と安倍首相を切り離し、日本国内で良心的な声を高めるには、韓国は自らの対応を単なる反日で終わらせるのではなく、より高度な次元に高める必要がある。日本の国内外で安倍首相の批判を高めその立場を失わせれば、この脱線にも必ずブレーキがかかるだろう。』と批判した[608]。
- 台湾の馬英九総統は「中華民族の一人として、日本政府が周辺国の歴史の傷を顧みず、こうした行動をとったことは理解しがたく失望した」と自らのFacebookに投稿した。その後も馬暁光報道官が「第2次大戦後の国際秩序に対する挑戦で、平和を愛する全ての人が断固反対するのは当然だ」などと述べている[609]。
- 共同通信社は、米国ウォール・ストリート・ジャーナルが「日本の軍国主義復活の恐怖を、自国の権益拡大の口実に使いたい中国への贈り物」と批判したと報じた[610]。
- 民主党代表の海江田万里は「過去の日本の歴史の負の側面とは一線を画すべきだ。日本の主体的な判断として大局的な立場にたって参拝を自重すべきだ」と述べ、靖国神社が日本の歴史の負の面であるとの認識を示し安倍を批判した[611]。
- ロシア外務省情報局長のルカシェビッチは26日、声明を出し、「このような行動には遺憾の意を抱かざるを得ない」と批判した[612]。
- 韓国外務省報道官は2004年1月23日の定例記者会見で、世界経済フォーラム年次総会（ダボス会議）に出席した総理大臣の安倍晋三が靖国参拝に理解を求めたことについて「参拝しない韓日友好を語るのがいかに矛盾しているか、韓国だけでなく、全世界のメディアと知識人、良識ある人が声を上げている。この声が聞こえないのが理解しがたい」と改めて批判した。報道官は「参拝は、帝国主義時代に日本が犯した過ちを反省しないのと同じだ。首相ら指導者が靖国神社を参拝しないことが、韓日友好、地域の安定の出発点だ」と強調した[613]。
- コロンビア大学教授のジェラルド・カーティスは講演で、安倍晋三の参拝について「日本の国益にとても高いコストを生む」と批判するいっぽう、再度参拝するかどうかは「中国との取引材料となる」と語った。カーティスは「安倍首相は1年間参拝を自制したが、中韓両国からなにも得られなかった。参拝したから関係がさらに悪化するわけではない」と指摘。今回の参拝に対し、中国の態度は比較的抑制されていると述べ、再参拝の可否を対中関係の改善次第とすることで、局面のてこにできるとの考え方をしめした。参拝に対する米国政府の「失望」表明について、「安倍首相はショックだったかもしれないが、世界は変化している。中国台頭という新たな現実に取り組まなければならない」とした[614]。
- 米紙ウォール・ストリート・ジャーナル（電子版）は23日、複数の米政府当局者の話として、安倍晋三が靖国神社参拝を繰り返さない保証を、米政府が日本政府に非公式に求めていると伝えた。日中、日韓関係がさらに悪化することを懸念しているとみられる。同紙によると、米政府は参拝後にワシントンと東京で開かれた日本側との「一連の会談」を通じ、近隣諸国をいら立たせるさらなる言動を首相は控えるよう要請。日米韓の連携を阻害している日韓関係の改善に向けて韓国に働きかけるよう促し、従軍慰安婦問題に対処することも求めた。さらに今後、過去の侵略と植民地支配に対する「おわび」を再確認することを検討するよう首相に求める考えだという。米国務省副報道官のハーフは23日の記者会見で、同紙の報道について問われ、「事実かどうか分からない」と述べた[615]。

## エピソード

### 政治資金
- 『週刊現代』は2007年9月29日号（9月15日発売）において、安倍が相続税を脱税していたとの記事を掲載した。内容は「父・晋太郎が生前、自身の指定政治団体に「安倍晋太郎」名義で寄付した6億円以上の政治資金を、66の政治団体に分散させて引継ぎ、3億円を脱税した」というものである[616]。『週刊現代』は安倍の辞意表明当日に、以前から脱税疑惑についての取材を安倍に申し入れていたことを明らかにした[617]。
  - 安倍の事務所は「事実無根である」と反論し、発行元の講談社に対して、当該記事を掲載しないよう「警告文書」を送った。事務所の関係者によると、「父である晋太郎が個人資産を政治団体に寄付し、相続税の支払いを免れたのではないか」との質問が『週刊現代』側からあったという。同事務所は、安倍の辞意表明当日の『毎日新聞』夕刊がこの一件について報じたことを受け、自民党本部の記者クラブ（本部平河クラブ）にて、「収支報告書には、あくまでも第三者からの寄付を晋太郎氏名義で記載しているにすぎず、個人献金ではないので相続税の問題はない」とする内容の文書を配布し、疑惑を全面的に否定した[616]。これについて、「高瀬真実」のペンネームで『週刊現代』の当該記事を執筆したジャーナリストの松田光世は、「その説明が正しいなら、安倍事務所は『安倍晋太郎』という偽名を使って政治資金収支報告書への虚偽の記載を毎年続けていたことになる」と述べている[616]。
  - 安倍は首相再任後の2014年11月4日、社民党党首の吉田忠智が参議院予算委員会で本件に言及し、週刊誌の記事を根拠にして自発的納税を促したことに対し、重大な名誉棄損に当たるとして吉田を非難し、吉田は「断定的に申し上げたのは申し訳ない」と陳謝した[618]。
- 安倍が代表を務める「自由民主党山口県第四選挙区支部」は、中小企業庁の補助金交付が決まった化学製品卸会社「東西化学産業」から2011年〜2012年に計24万円、経済産業省の補助金交付が決まっていた化学メーカー「宇部興産（現・UBE）」から2011年〜2013年に計150万円の献金を受けた。農林水産省の補助金が決まった電通からは2013年12月30日に10万円の献金を受けた。それぞれにつき、政治資金規正法で禁止されている、国の補助金を受け取った企業からの1年以内の献金（寄付）を受けた可能性があると指摘された。それに対し、安倍は「当該会社が国から補助金を受けていたことは知らなかった。まず事実関係を調査する」として、政治資金規正法の改正も視野に入れた検討の必要性について言及した。献金をした企業は、それぞれ「お答えを差し控える」（東西化学産業）、「（補助金の性質から）政治資金規正法に抵触しない」（電通）、「例外規定の『試験研究』に該当し、法的問題はない」（宇部興産）とコメントした[619][620]。
- 2012年9月に任期満了を迎える自民党総裁の総裁選挙を見据え、文芸評論家の小川榮太郎は安倍を論じた文章を執筆。原稿の存在を知った安倍は幻冬舎社長の見城徹に「小川榮太郎が出版を希望している。読んでみてくれないか」と電話。見城はすぐに出版を決め、同年9月4日、小川にとって初めての単著である『約束の日―安倍晋三試論』が同社から出版された（Amazonなどでは9月3日に発売）[621]。政治資金収支報告書や領収書から、安倍が代表を務める資金管理団体「晋和会」と「自由民主党山口県第四選挙区支部」が2012年から2013年にかけて『約束の日―安倍晋三試論』を大量に購入したことが明らかとされた。「自由民主党山口県第四選挙区支部」は2013年1月24日に紀伊國屋書店新宿本店で同書2000冊を315万円で購入した。「晋和会」においては書籍代が760万円を超えていることが政治資金収支報告書から確認でき、名目は「書籍代」で書名は記されていないが、11月9日の幻冬舎からの購入を除いて、他はすべて金額が同書の税込価格1575円で割り切れる。発売初日の9月3日に紀伊國屋書店新宿本店で300冊を47万2500円で、有隣堂の営業本部ビル（横浜市戸塚町品濃町）で150冊を23万6,250円で購入したとされる。冊数の合計は6900冊に及ぶ[622][623]。安倍の礼賛本購入の名目は「調査研究」だが、メディアからは、有権者らに無料配付された可能性があり公職選挙法の寄附の禁止に触れると指摘された[624][625]。

### 内閣官房機密費
第3次小泉改造内閣で内閣官房長官を務めた安倍晋三が支出した官房機密費の使途公開を要求する行政訴訟がおこされている。日本共産党の塩川鉄也議員は、2010年3月10日の衆議院予算委員会にて、安倍が内閣官房長官在任期間中に「会合」の名目で計504回の官房機密費支出をおこなっていたことが判明したと主張した。

### 後援会事務所などへの被害
2000年6月28日、安倍の後援会事務所（山口県下関市）の窓ガラスが割られ、屋内外に火炎瓶2本が置かれた。これに先立つ同月14日には同事務所近くにある催事場駐車場の壁、同月17日には安倍の自宅（同市内）の倉庫兼車庫にそれぞれ火炎瓶が投げられ、自宅の事件では車2台が焼ける被害もあった。事件が起きたのは、安倍が三選を目指した衆院総選挙（同年6月25日投開票）の最中であった。事件の3年後の2003年11月、福岡・山口両県警の合同捜査本部は、指定暴力団（後の特定危険指定暴力団）工藤會系高野組（本部・福岡県北九州市）の組長ら6人を、非現住建造物等放火未遂容疑で逮捕し、工藤会本部事務所（同市内）などを家宅捜索した。同事件では、主犯格の組長に懲役20年、実行犯らに懲役8年から13年の判決が確定した。

### 災害への対応
新潟県中越沖地震
2007年7月16日、新潟県沖の日本海でマグニチュード6.8の新潟県中越沖地震（最大震度6強）が発生した。第21回参議院議員通常選挙の遊説中に地震発生を知らされた安倍は、いったん官邸に戻ってから、震度6強を記録した柏崎市を訪問した。余震の発生が懸念される中で首相自らが震源地に程近い現地を訪問したことは、危機管理の観点から議論を呼んだ。
元経済企画庁長官の堺屋太一は「現場に行ったときに果たして正確な情報が得られるのか。総理大臣は通信情報の拠点におられた方が良かった」 と指摘し、衆議院議員の加藤紘一は「担当大臣を派遣するっていうのが本来の第一歩だと思います。総理大臣は大将ですから、一番官邸にいて指示を出すっていうのがいい対応」 と指摘した。読売新聞は、「首相が発生直後に行けば、現場が首相への対応に人手を割かなければいけなくなり、行っても混乱するだけだ」 との論評も報じている。
平成26年の大雪
2014年2月に雪害が発生。政府は降雪が厳しくなる前の14日に災害警戒会議を開いて対応し、15-16日には、山梨・長野両県知事の要請に基づき、自衛隊を派遣した。しかし、17日に大雪で車が立ち往生したまま除雪車が進入できない状況となり、産経新聞では「政府の対応が後手に回った」と報じられた。17日の記者会見において、民主党の松原仁は、安倍が前日の16日夜に支援者と天ぷら料理店で会食したことに触れ、「緊張感が乏しい。16日の段階で雪の中で孤立している集落や車があった。残念だ」と述べた。また、海江田万里は、「初動が遅れたというそしりを免れない」と批判した。野党の批判を受け、安倍は、同日の衆院予算委員会で、「関係自治体と連携を密にし、関係省庁一体となって国民の生命、財産を守るため、対応に万全を期す」と述べている。
令和元年房総半島台風（台風15号）
2019年9月の房総半島台風に対する初動対応について、立憲民主党の枝野幸男は「結果的に対応が遅れたことを率直におわびし、第三者による客観的な検証を急ぐべきだ」と述べた。これに対し、安倍は「初動対応は迅速、適切に行われてきた」と述べた。

### 新型コロナウイルス感染症の流行

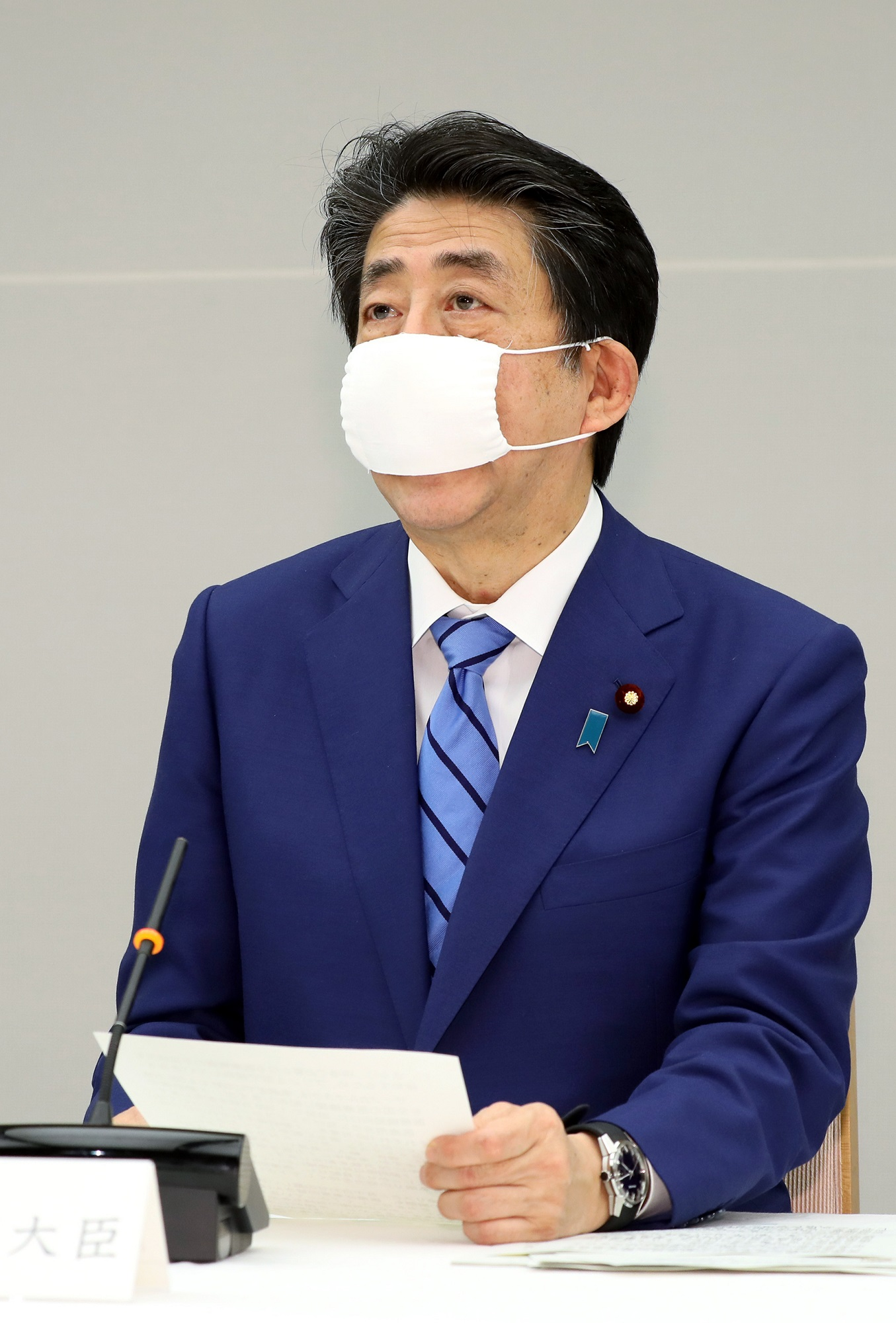
新型コロナウイルス対策として全世帯に2枚ずつ配布したガーゼ製布マスク（通称「アベノマスク」）を着用する安倍（2020年4月）

2020年1月26日、新型コロナウイルス感染症（COVID-19）が中国・武漢市で勃発したことを受け、武漢市の邦人帰国のためのチャーター便の手配などを行うと述べた。2020年2月26日、多人数が集まるスポーツ・文化イベントは、大規模感染リスクを勘案し、今後2週間の中止・延期・規模縮小を要請した。2020年2月27日、感染拡大防止のため全国全ての小中高校や特別支援学校を3月2日から休校とするよう要請した。2020年3月5日、政府は水際対策として中国・韓国からの入国制限のため両国のビザの効力停止を決定した。安倍は、「機動的な水際対策を躊躇なく断行していくことが不可欠だ。今般、積極果断な措置を講じることにした」と強調、「中国や韓国全土から人の流入が続いている。感染拡大を防止し、国民の不安感を解消する」とも述べ、検疫を強化する考えを示した。2020年3月14日、新型コロナウイルス（SARS-CoV-2）の感染拡大に備え「緊急事態宣言」を可能にする特別措置法成立に関し「あくまで万が一のための備えをし、そのための法律だ。さまざまな私権を制限する緊急事態の判断は専門家の意見もうかがい、慎重な判断を行っていく」と述べた。
2020年4月7日、感染が拡大している東京、神奈川、埼玉、千葉、大阪、兵庫、福岡の7都府県を対象に、5月6日までを期間とし、改正新型インフルエンザ等対策特別措置法に基づく緊急事態宣言を発令した。

### 福島第一原発事故
2011年5月20日、自身が発行するメールマガジン にて、東日本大震災によって発生した福島第一原子力発電所事故における海水注入対応について当時の首相・菅直人に対し「やっと始まった海水注入を止めたのは、何と菅総理その人だったのです。」と発信し、「菅総理は間違った判断と嘘について国民に謝罪し直ちに辞任すべきです。」と退陣を要求した。しかし、事故当時の福島第一原発所長・吉田昌郎の判断により実際には海水注入は中止しておらず、菅から中止の指示があったという指摘についても、翌2012年の国会の東京電力福島原発事故調査委員会において、中止の指示を出したのは菅ではなく、官邸へ派遣された東京電力フェローの武黒一郎によるものだったと武黒本人が主張している。これに関し、菅は安倍に嘘の情報を流されたとして、謝罪と訂正を要求していたが、安倍はこれに応じずメルマガの掲載を続けたため、2013年7月16日、菅は東京地裁への提訴に踏み切った。2015年12月3日、東京地裁は「記事は重要な部分で事実であった」としてその請求を棄却した。裁判長の永谷典雄は、「菅氏に東電の海水注入を中断させかねない振る舞いがあった」「（当時）野党議員であった安倍氏が首相の責任を追及したものであり、人身攻撃とは言えない」と指摘した。翌日、菅はこの判決を不服として東京高裁に控訴した。
また、当時安倍は情報の出所として「（経済産業省の）柳瀬か（保安院の）寺坂に聞けば分かる」と記者に話していたため、柳瀬唯夫に対して多くの記者達から「注水を止めたのは総理の指示か？」という問い合わせがあったという。柳瀬にとってその問い合わせは寝耳に水であり「ありえません」「安倍さんの言っていることは嘘です」と返答したという。
タイムズは、首相再就任後の2013年、福島第一原発の汚染水が大量に土壌や海洋に流出していることが判明したことに関して、具体策の提言はないが政府の介入により対策を行う意向を安倍が示したと報じている。

### 財務省の決裁文書改竄問題
2018年3月19日、森友学園への国有地売却に関する財務省の決裁文書改竄について「理財局内や（近畿）財務局内の決裁文書の存在すら知らない。指示のしようがない」と述べ、関与を否定した。一方「行政府の長として責任を痛感している。最終的な責任は私にある」と陳謝した。本件に自身や配偶者（安倍昭恵）が関与しているなら「首相も国会議員も辞める」とする自身の答弁が改竄に影響を与えたとする見方も否定した。同月26日の党役員会で、衆参両院の予算委員会で行われる佐川宣寿前国税庁長官の証人喚問に触れ、「地検の捜査にも協力しながら、政府として徹底した調査を急がせたい。政府、国会、それぞれの立場でしっかりと全容を解明し、膿を出し切ることが重要だ」と述べた。設置認可や敷地の国有地払い下げへの関与に関し、「私や妻、事務所は一切関わっていない。もし関わっていれば首相も国会議員も辞める」と述べている。不起訴になり証拠が開示されなくなった。2020年3月18日発売の『週刊文春』3月26日号に、自殺した財務省近畿財務局職員の赤木俊夫の手記全文が掲載されたが、再調査を拒否した。

### 桜を見る会に関する問題
2012年から毎年行われているがホテルニューオータニ「鶴の間」で行われた前夜祭は1人当たり5000円でNHKの取材にホテルは「1人11000円からで値引きには応じられない」と答えているが安倍は「ホテル側が設定した価格」「国会から求められれば説明責任を果たす」と説明した。2019年5月5日に宮本徹が資料を請求すると、内閣府の担当者は2019年度4月13日に開催された桜を見る会の紙媒体の招待名簿を5月9日に廃棄したと答え、安倍は安倍晋三後援会桜を見る会前夜祭の明細書なども「そんなものはない」「800人が参加」「安倍事務所にも後援会にも入金はないので領収書を発行してもいない」「国会対応は党に任せている」と答えた。
2019年11月29日、総務省と山口県選挙管理委員会が2018年分の政治資金収支報告書を発表。計6つある安倍の関連政治団体は、いずれの報告書にも前夜祭に関する収支を記載しなかった。安倍は「会場受付で参加者から集金してホテル側に渡したにすぎない。政治団体に収支が発生して初めて記入の義務が生じる。政治資金規正法違反には当たらない」と主張した。
2020年4月15日、全国の弁護士や法学者500人以上が同月21日にも、公選法違反（寄付行為）などの疑いで安倍と後援会幹部の計3人の告発状を東京地検特捜部に提出することが明らかにされた。特捜部は「代理人による告発を受理できない」として不受理にした が、一方で11月に安倍の公設秘書など地元事務所関係者20人から事情聴取を行なった。
2020年12月3日、東京地検特捜部が安倍に任意の事情聴取を要請したことが判明。
2020年12月24日、東京地検特捜部は安倍の公設第1秘書(後援会代表)を、政治資金規正法違反で略式起訴した。安倍については嫌疑不十分で不起訴処分とした。東京簡裁は秘書に罰金100万円の略式命令を出し、即日納付された。
2021年7月15日付で東京第一検察審査会は安倍の不起訴処分の一部について不起訴不当を議決した。議決を受けて地検は再捜査を行うこととなったが、同年12月28日、再び不起訴とし、安倍についての捜査は終結した。

### 黒川弘務東京高検検事長の定年延長問題
2020年1月31日、政府は黒川弘務東京高検検事長の定年を6カ月延長する閣議決定を行った。これに対し、立憲民主党の枝野幸男は、国家公務員法に基づき黒川東京高検検事長の半年間定年延長の決定を「違法、脱法行為だ」と批判した。安倍は、定年延長の決定について「法務省の人事案を承認しただけだ」と述べ、定年延長は検察のトップを含めた総意の人事であるとし、官邸が介入したとの指摘は「あり得ない」と強調した。

## 発言

### 1998年
「国としての反省、清算は日韓基本条約で終了した」
1998年10月8日、小渕恵三首相と韓国の金大中大統領は日韓両国の包括的な協力関係をうたった「日韓共同宣言」を発表した。この宣言の中で小渕首相は外交文書として初めて、大韓民国を明示して、日本の行った植民地支配について謝罪をした。金大中が参議院本会議場で演説したあと、安倍は「国としての反省、清算は日韓基本条約で終了した」との認識を示し、「条約で終わったものを共同宣言という文書で謝罪すれば次の大統領でまた繰り返される可能性がある」と日韓共同宣言を批判した。

### 2002年
原子爆弾の保有・使用に関する発言
2002年2月、早稲田大学での講演会（非公開）における田原総一朗との質疑応答で「小型であれば原子爆弾の保有や使用も問題ない」と発言したと『サンデー毎日』 （2002年6月2日号）が報じたが、安倍は同年6月の国会で「使用という言葉は使っていない」と記事内容を否定し、政府の“政策”としては非核三原則により核保有はあり得ないが、憲法第九条第二項は、国が自衛のため戦力として核兵器を保持すること自体は禁じていないとの憲法解釈を示した岸内閣の歴史的答弁（1959年、1960年）を学生たちに紹介したのであると説明した。2016年4月には鈴木貴子の質問主意書に対し「憲法9条は一切の核兵器の保有や使用をおよそ禁止しているわけではない。しかし核拡散防止条約及び非核三原則に基づき、一切の核兵器を保有し得ない」とする答弁を閣議決定した。

民主党を「中国の拡声器」
2002年5月19日中国・瀋陽総領事館北朝鮮人亡命者駆け込み事件に関して、日本国外務省の不手際を調査するため中国を訪問した民主党を、テレビ番組において「中国の拡声器」と批判した。安倍は2日後の5月21日、参議院外交防衛委員会において、民主党の激しい反発に遭い、発言を撤回した。

辛光洙の保釈署名者の土井たか子と菅直人に対する発言
2002年10月19日の広島市・岡山市の講演において「1985年に韓国入国を図り逮捕された辛光洙（シン グァンス）容疑者を含む政治犯の釈放運動を起こし、盧泰愚政権に要望書を出した人たちがいる。それが土井たか子、あるいは菅直人だ」「この2人は、スパイで原さんを拉致した犯人を無罪放免にしろといって要望書を出したという、極めてマヌケな議員なんです」と発言した。この発言は両議員から抗議を受け、同月21日の衆議院議院運営委員会の理事会で取り上げられ、社民党の日森文尋衆議院議員が抗議した。また、土井党首も記者団に「人格とか品格の問題にかかわる」と不快感を示した。結局、安倍が自らの発言を「不適切」と認めたことで、同月25日の衆院議院運営委員会の理事会にて決着した。大野功統委員長が安倍に「適切さを欠く表現があったと思われるので注意して欲しい」と伝え、安倍は「官房副長官という立場を考えると、不適切な発言だったので、今後十分注意する」と述べたという。その後、大野委員長が、このやりとりを理事会で報告し、民主、社民両党も了承した。

### 2010年
「夫婦別姓は左翼的かつ共産主義のドグマ」
2010年5月26日発売の『月刊WiLL』7月号の中で、夫婦別姓制度について言及。「夫婦別姓は家族の解体を意味します。家族の解体が最終目標であって、家族から解放されなければ人間として自由になれないという、左翼的かつ共産主義のドグマ。これは日教組が教育現場で実行していることです」と述べた。2016年2月29日の衆議院予算委員会で民主党の岡田克也代表は当該発言を取り上げ、安倍に真意を尋ねた。

「子ども手当によって民主党が目指しているのは、ポル・ポトやスターリンが行おうとしたことと同じ」
2010年5月26日発売の『月刊WiLL』7月号の中で、子ども手当について言及。「民主党が目指しているのは財政を破綻させることだけではなく、子育てを家族から奪い取り、国家や社会が行う子育ての国家化、社会化です。これは、実際にポル・ポトやスターリンが行おうとしたことです」と述べた。当該発言をめぐっては、2016年2月29日の衆議院予算委員会で民主党の岡田克也代表が追及し、同年3月1日の同委員会で緒方林太郎が追及した。安倍は見解を述べるが、緒方は安倍の答弁に対し「事実無根のことを言っている。撤回してください」と迫った。

### 2011年
日韓図書協定に関する発言
2010年11月14日、日本と韓国の間で日韓図書協定が交わされた。2011年1月28日、三原じゅん子が参議院本会議の代表質問で同協定に対し異議を唱えた。安倍も「国民や歴史に対する重大な背信だ」と批判した。

### 2012年
党首討論における定数削減に関する発言
11月14日の党首討論で野田佳彦首相が「来年には定数削減する。それまでは歳費を削減する」と言ったことに対し、安倍は「来年の通常国会において私たちは既に私たちの選挙公約において定数の削減と選挙制度の改正を行っていく、こう約束をしています。今この場でそのことをしっかりとやっていく約束しますよ」と言って解散したが、逆の立場になった2016年2月19日、野田の質問に対し「政治は結果。定数削減を言うのは簡単だが実際に実行するのはそう簡単ではない」「我が党も責任があるが、共同責任。誰かだけに責任があるわけではない」などと答えた。
「いじましい、みっともない憲法ですよ」
衆議院議員選挙期間中の12月、党総裁としてインターネット番組に出演。憲法前文を引用したあとで、「いじましい、みっともない憲法ですよ、はっきり言って」と述べた。安倍の発言は12月14日配信の朝日新聞の記事に掲載され、広く知れわたった。

### 2013年
「私のことを右翼の軍国主義者と呼びたければどうぞ」
2013年9月25日、ニューヨークのハドソン研究所において講演し、中国の軍事費増強に言及した際に、「日本の隣に軍事費支出が少なくとも日本の2倍にのぼり、米国に次いで世界2位の国がある。その国は1989年以降20年以上、毎年10%以上の軍備増強を続けている」とし、「日本は今年11年ぶりに防衛費を増額し、その幅も0.8%にすぎない。それでも私のことを右翼の軍国主義者と呼びたいのであれば、ぜひそう呼んでいただきたい」と発言した。

### 2014年
「最高の責任者は私です」
集団的自衛権の行使に関し、角田礼次郎内閣法制局長官は1983年2月22日の衆議院予算委員会で「行使には憲法改正が必要である」との答弁を行った。しかし安倍内閣は、憲法改正の手続を採らず、政府の憲法解釈の変更によって集団的自衛権の行使ができるようにすることを強く訴えた。2014年2月12日の衆議院予算委員会で従来の政府見解と異なっているとの指摘を受けると、安倍は「先ほどから、法制局長官の答弁を求めていますが、最高の責任者は私です。私が責任者であって、選挙で国民から審判を受けるのは、法制局長官ではないんです、私なんですよ」と発言した。このため、野党やマスコミから立憲主義に反するとの批判の声が上がった。2月13日に開かれた自民党の総務会で村上誠一郎は「総理の発言は、選挙で勝ったら、拡大解釈で憲法を改正しても、何をしても良いのかと理解できる。その時々の政権が解釈を変更できることになる」と述べ、船田元は「拡大解釈を自由にやるなら、憲法改正は必要ないと言われてしまう」と述べた。
「加計さんは腹心の友」
5月24日、学校法人加計学園が運営する千葉科学大学が、開学10周年と4月の看護学部開設を祝う記念式典を開催。来賓として招かれた安倍は祝辞の中で、米国留学時代に親交を重ねた同学園理事長の加計孝太郎に触れ、「どんな時も心の奥でつながっている友人。私と加計さんはまさに腹心の友だ」と述べた。
消費税10％を延期
11月、「来年10月の引き上げを18カ月延期し、そして18カ月後、さらに延期するのではないかといった声があります。再び延期することはない。ここで皆さんにはっきりとそう断言いたします。平成29年４月の引き上げについては、景気判断条項を付すことなく確実に実施いたします。３年間、３本の矢をさらに前に進めることにより、必ずやその経済状況をつくり出すことができる。私はそう決意しています。2020年度の財政健全化目標についてもしっかりと堅持してまいります。来年の夏までにその達成に向けた具体的な計画を策定いたします」と発言した が、消費税率が10％に引き上げられたのは2019年10月であった。

### 2015年
「日教組はやっているよ」「日教組はどうするんだよ」
2月19日の衆議院予算委員会において、民主党の玉木雄一郎が西川公也農林水産大臣に対し、西川自身の政治献金をめぐる問題について質問をしている際、「日教組はやっているよ」「日教組はどうするんだよ」と野次を飛ばし続けた。これについて、「なぜ日教組と言ったかといえば、日教組は補助金をもらっていて、教育会館から献金をもらっている議員が民主党にいる」などと理由を説明した。しかし、後にそれが事実に反することを指摘され、「私の記憶違いにより、正確性を欠く発言を行ったことは遺憾で訂正申し上げる。申し訳ない」と、それが誤りであることを認め撤回した。一方、野次で質疑を遮ったことについては謝罪などのコメントはしていない。

自衛隊について「わが軍」と発言
3月20日、参議院予算委員会で自衛隊訓練の目的を尋ねられた際、「我が軍の透明性を上げていく、ということにおいては、大きな成果を上げているんだろうと思います」と語った。30日の衆院予算委員会で後藤祐一の質問に対し、安倍は「共同訓練の相手である他国軍と対比するイメージで自衛隊を『わが軍』と述べたわけで、それ以上でもそれ以下でもない」と改めて説明し、「自衛隊の位置づけに関するこれまでの政府見解を変更するものではないし、そのような意図はない」、「軍と呼ぶことは基本的にない」と主張した。また、「言葉尻をとりあげて議論をする意味はあまりない。もう少し防衛政策そのものを議論した方が生産的だ」、「こうした答弁により大切な予算委員会の時間がこんなに使われるならば、いちいちそういう言葉は使わない。ただそれを使ったからどうこういうものではない」と述べた。

「早く質問しろよ」「大げさなんだよ」
5月28日、衆議院平和安全法制特別委員会において、辻元清美の質疑中に「早く質問しろよ」「大げさなんだよ」とやじを飛ばした。批判を受け、同6月1日の同委員会において「重ねておわび申し上げる。真摯に対応していく」と謝罪した。
「私は総理大臣として、あり得ないと言っているんですから、間違いありません」
7月16日、集団的自衛権の行使を可能にすることなどを定めた安全保障関連法案が衆議院で可決。これを受けて8月7日、民主党の山井和則は衆議院予算委員会で、「非核三原則の先頭をとるべき日本で、核兵器を自衛隊が他国の領土で輸送できるようにする、そんな危険な法律が許されるはずがない」と政府を追及。安倍は「それは起こり得ないんですよ。起こり得ない。起こり得ないことをまるで起こるかのごとくそういう議論をするのは間違っている」と反論した。山井が「絶対にあり得ないと言うならば、今回の法案の中で核兵器は除外するとしっかり明記してください。そうしないと納得できない」と述べると、安倍は「私は総理大臣として、あり得ないとこう言っているんですから、間違いありません」と答えた。

### 2016年
「デフレ脱却していないがもはやデフレではない」
第2次安倍内閣発足後にいわゆるアベノミクスを推進した安倍は、国会内で「もはやデフレではない」とデフレ脱却を主張したが、同時に「デフレ脱却道半ば」と付け加えたため野党議員より意味不明と非難された。

「私は立法府の長」
5月16日、衆議院予算委員会で自身を指して「立法府の長」と発言し、翌17日の参議院予算委員会でも「立法府の私」と発言した。23日の参議院決算委員会で、「もしかしたら言い間違えていたかもしれない」と釈明した。産経新聞社はこの「立法府の長」発言を2016年の国会の名言6位に取り上げた。沖縄タイムスは社説にて、行政府の長を言い間違えたのではなく、何でも可能であるという全能さを表しているのではないか、謙虚さが必要であると批判している。一方、立命館大学教授の大西祥世はこれを、議院内閣制のもとで国会の安定多数を維持している首相の安倍が衆議院・参議院・内閣の「「三位一体」体制の長であるという意味合い」を示す発言であると評した。

「これまでのお約束とは異なる新しい判断だ。公約違反ではないかとのご批判があることも真摯に受け止めている」
2016年6月、翌年4月の消費増税の再延期について、伊勢志摩サミットにて「世界経済は想像を超えるスピードで変化し不透明感を増している。リーマン・ショックのときに匹敵するレベルで原油などの商品価格が下落し、さらに投資が落ち込んだことで新興国や途上国の経済が大きく傷ついている」「現在直面しているリスクはリーマン・ショックのような金融不安とは全く異なるが、危機に陥ることを回避するため、内需を腰折れさせかねない消費税率の引き上げは延期すべきだと判断した」「これまでのお約束とは異なる新しい判断だ。公約違反ではないかとのご批判があることも真摯に受け止めている」「アベノミクス加速か後戻りするのかが参院選の最大の争点だ」と述べた。

### 2017年
「訂正でんでん」
1月24日、参議院本会議の代表質問にて、民進党の蓮舫が「安倍総理は、民進党が国会で批判に明け暮れているという印象を語りましたが、昨年の通常国会で私たちは、成立した政府法案54本に対し47本賛成、法案への賛成率は87％です。臨時国会での賛成率は83％です。我々がずっと批判に明け暮れているという言い方は訂正をしてください」と迫った。これに対し安倍は「訂正でんでんという御指摘は全く当たりません」と答弁し、インターネットで話題となった。官邸関係者は「答弁原稿にあった『云々（うんぬん）』を誤読したのではないか」と述べた。

「私や妻が関係していたら総理大臣も国会議員も辞める」
2月17日、衆議院予算委員会で、福島伸享が森友学園をめぐる問題で、新設予定の安倍晋三記念小学校の名誉校長が安倍昭恵であることを指摘すると、「私や妻が、この認可あるいは国有地払い下げに、もしかかわっていたのであれば、これはもう私は総理大臣をやめるということでありますから、それははっきりと申し上げたい」と答弁した。さらに福島が、籠池泰典理事長の寄付依頼の手紙を読み上げると、「私や妻が関係していたということになれば、まさに私は、それはもう間違いなく総理大臣も国会議員もやめるということははっきりと申し上げておきたい」と重ねて答えた。2月26日、財務省は、国有地売却の決裁文書から安倍昭恵、鴻池祥肇の秘書、平沼赳夫の秘書、北川イッセイの副大臣秘書官らに関する記述を「できる限り早急に」削除するよう、近畿財務局にメールで指示。近畿財務局は同日から文書の改ざんを開始した。2018年3月7日、同局の元職員の赤木俊夫が、佐川宣寿らの指示で改ざんを強いられたとする手記を遺して自殺。同年3月12日、財務省は14件の決裁文書の改ざんを認め、「決裁文書の書き換えの状況」と題する書き換え前と書き換え後の対照表を公表した。

「こんな人たちに負けるわけにはいかない」
6月23日に東京都議会議員選挙が告示。同選挙において安倍は、専ら小学校体育館で応援演説を行った。投開票日前日の7月1日に秋葉原駅前で行った演説が唯一の街頭演説であった。同日夕方、駅前に降り立つと、「安倍辞めろ」の声が起こり、合わせて横断幕が揺れた。演説の最中に野次が飛ぶと、安倍は「皆さんあのように人の主張の訴える場所に来て演説を邪魔するような行為を私たち自民党は絶対にしません。私たちはしっかりと政策を真面目に訴えていきたいんです。憎悪からは何も生まれない。相手を誹謗中傷したって皆さん何も生まれないんです。こんな人たちに皆さん私たちは負けるわけにはいかない。都政を任せるわけにはいかないじゃありませんか」と言った。7月3日、菅義偉内閣官房長官は会見で、記者から「問題があると思わないか」と問われた際、「全くあると思わない」「総理の発言はきわめて常識的」と答えた。

### 2018年
「エンゲル係数上昇は食生活の変化」
1月31日、参議院予算委員会で民進党の小川敏夫が安倍の経済政策について、「エンゲル係数が顕著に上がっている」と経済指標から庶民の生活の貧困具合を指摘した。この指摘に対し、安倍は「アベノミクスにより、国民生活にとって最も大切な雇用は大きく改善しており、全国津々浦々で確実に経済の好循環が生まれている」「エンゲル係数上昇は物価変動のほか、食生活や生活スタイルの変化が含まれているものと思う」「やはり一番大切なことは、ちゃんと働く場があってみんなが仕事に就けるという状況だと思う」と答弁した。経済評論家の斎藤満は安倍の発言について、「テストなら0点」「食費は生活の基礎的な部分。支出に占める割合が大きければ大きいほど、生活に余裕がないという指標」「今や外食の単価が下がり、ワンコインでおつりがくることもある。外食費は多くない。安倍や麻生は1万円を超えるステーキを食べに行く金持ちだから、自分と国民の違いが分からない」とコメントした。

### 2019年
「総理大臣なので森羅万象すべて担当している」
2月6日、参議院予算委員会において、毎月勤労統計の不正調査問題に関する足立信也の質問に対し、「総理大臣でございますので、森羅万象すべて担当しておりますので…」と発言し話題となった。

「米国は日本にとって唯一の同盟国であり、その国の大統領に対しては一定の敬意を払うべきであろう」
2月15日、ドナルド・トランプ大統領は記者会見で、安倍からノーベル平和賞候補に推薦されたと公表した。報道各社は同月16日に日本政府関係者に取材し、安倍が2018年秋ごろにノーベル賞関係者にトランプを推薦したことが判明した。これを受けて同月18日、小川淳也は衆議院予算委員会で「トランプ氏はエルサレムに大使館を移転して中東を混乱させ、宇宙軍を創設し、パリ協定から離脱した。米中の貿易戦争、自国第一主義、排外主義、壁の建設、どれ一つとっても、ノーベル平和賞に推薦するということはあり得ない。総理、いかがですか」と質問した。安倍は小川の質問に対し、「今、同盟国の大統領に対して口をきわめて批判をされたが、米国は日本にとって唯一の同盟国であり、その国の大統領に対しては一定の敬意を払うべきであろうと私は思う。御党も政権を奪取しようと考えているのであれば」と答えた。

「私はめったに激怒しない人間として自由民主党で理解されている」
6月10日、退職後の老後資金として「2000万円不足する」と指摘した金融庁の報告書をめぐり、参議院決算委員会で野党が政府を追及。安倍はこの日「金融庁は大バカ者だな。こんなことを書いて」と激怒したと、6月18日付の朝日新聞が報じた。翌19日、玉木雄一郎は国家基本政策委員会合同審査会で安倍に対し、この記事内容は事実かと質問。安倍は「私はめったに激怒しない人間として自由民主党で理解されている」と答え、遠回しに否定した。6月24日、白眞勲は参議院本会議で安倍の発言を取り上げ、「めったに激怒しないということは、ごくたまに激怒するということではないか。その方が怖い。だから、怒られる前に役人たちは忖度するのじゃないか」と述べた。

「唯一のミスは大阪城にエレベーターをつけたこと」
6月28日から29日にかけて大阪市で開催された「G20大阪サミット」でジョークとして「唯一のミスは大阪城にエレベーターをつけてしまったこと」などと発言。これが「障害者や高齢者を軽蔑する発言だ」と批判された。

「ウラジーミル。君と僕は、同じ未来を見ている」
「ウラジーミル。二人の力で、駆けて、駆け、駆け抜けようではありませんか」
9月4日、ロシアとの外交関係をめぐり、記者団に対し「2016年の私とプーチン大統領との長門における合意は、間違いなく、着実に進展をしている。次の次元へと進めるために腹を割ってプーチン大統領と話し合いたい」と語った。翌5日、ウラジオストクで日露首脳会談を実施。首脳会談後、東方経済フォーラムに出席し、プーチン大統領を前に「ウラジーミル。君と僕は、同じ未来を見ている」「ゴールまで、ウラジーミル、二人の力で、駆けて、駆け、駆け抜けようではありませんか。平和条約を結び、両国国民が持つ無限の可能性を、一気に解き放ちましょう」と訴え、停滞する日露平和条約交渉の打開をはかった。

### 2020年
「募っているが募集はしていない」
1月28日、衆議院予算委員会で日本共産党の宮本徹が桜を見る会問題に関して質問すると、「私は、幅広く募っているという認識だった。募集しているという認識ではなかった」と答弁した。この答弁に対して宮本は「私は日本語を48年間使ってきたが、『募る』というのは『募集する』というのと同じですよ。募集の『募』は『募る』っていう字なんですよ」と諭し、話題になった。

「春節に際して、多くの中国の皆さまが訪日されることを楽しみにしています」
1月24日、すでに中国では湖北省・武漢を中心に新型コロナウイルスの感染拡大が公に報道されているにもかかわらず、在中国日本国大使館の公式HPに中国人観光客の来訪を歓迎する旨の動画メッセージを掲載した。これに対しネット上から疑問視の声が相次ぎ、30日に動画は削除された。日本が中国を入国拒否対象に加えたのはそこから2か月以上経過した4月1日である。

「意味のない質問だよ」
2月12日、衆議院予算委員会で辻元清美が質問の最後に「鯛は頭から腐る」と述べたことに対して、質問終了直後に「意味のない質問だよ」とヤジを飛ばした。これに対して野党は抗議し審議が一時中断された。同月17日の衆議院予算委員会で安倍はこのヤジについて謝罪した。
「私が話しているのは真実。それを信じてもらえないということになれば、予算委員会が成立しない」
2月17日、衆議院予算委員会で、辻元清美は桜を見る会問題をめぐり、ANAインターコンチネンタルホテル東京から「この7年間、主催者に対して見積書や請求明細書は発行しないケースはない」との回答を書面で得たと述べ、安倍の答弁と矛盾すると質問。さらに小川淳也が、安倍の事務所から書面でホテル側に照会をし書面で返答を受けることを、安倍に求めた。これら野党の追及に対し、安倍は「私がここで話しているのがまさに全日空側とのやりとりの真実である。それを信じていただけないということになれば、予算委員会が成立が成立しない」と反論した。
「私たちが責任を取ればいいというものではない」
4月7日、安倍は新型コロナウイルスまん延防止のため、埼玉県、千葉県、東京都、神奈川県、大阪府、兵庫県、福岡県の7都府県に、初めての緊急事態宣言を発出した。同日夜に開いた記者会見で、イタリアの記者が「一か八かの賭けが見られる。失敗だったらどういうふうに責任を取るか」と質問すると、安倍は「最悪の事態になった場合、私たちが責任を取ればいいというものではありません」と答えた。ニューヨーク州のアンドリュー・クオモ知事が3月20日に外出禁止令を出す際に「誰かが誰かを非難するなら、私を非難せよ。他に責任のある者はいない」と発言 したこととの対比がネット上で話題になった。
「強盗キャンペーン」
6月8日、衆議院本会議で大西健介の「Go To キャンペーン」に関する質問に対して、「今回の強盗…。Go To です」とGo To を誤読したと思われる答弁をして話題となった。

### 2021年
「反日的ではないかと批判されている人が五輪に反対」
6月25日発売の『月刊Hanada』8月号において桜井よしこと対談。桜井が東京五輪のコロナ対策について「野党が五輪を政治利用している」と批判すると、これを受けて「共産党に代表されるように、歴史認識などにおいても一部から反日的ではないかと批判されている人たちが、今回の開催に強く反対しています。朝日新聞なども明確に反対を表明しました」 と述べた。
開催まで1カ月と迫った6月に実施した共同通信の世論調査では「中止する」と答えた人が30.8％に上ったが、安倍の発言に対し、政治学者や評論家から「意見の異なる相手を『反日』と切り捨てるのは、五輪に反対する人とは共存できないと言ったに等しい」「中止や延期を求める人々を反日的と表現するのは、あまりに間口を広げて批判している」などの声が多数上がった。毎日新聞は英語版で安倍の発言を報道。「Ex-PM Abe says 'anti-Japan' people are strongly opposing Tokyo Olympics」という見出しを記事に掲げた。

「枝野幸男議員は非常に自己愛が強い」「インタラクティブな議論を避ける特徴がある」
上記の桜井よしことの対談で、立憲民主党の枝野幸男代表について言及。「『非常に自己愛が強いので、批判されることに耐えられないのではないか』と見る人もいる」と指摘した。また、「私に一切質問せず一方的な批判に終始するなど、インタラクティブ（双方向）な議論を避ける特徴があります」と評した。

### 2022年
「核共有について議論していくことをタブー視してはならない」
2月24日、ロシアがウクライナへの全面侵攻を開始。それから3日後の2月27日、フジテレビの番組『日曜報道 THE PRIME』に出演。NATO加盟国の一部が採用している「核共有（核シェアリング）」について、「日本は核拡散防止条約加盟国で、非核三原則があるが、世界はどのように安全が守られているかという現実について、議論していくことをタブー視してはならない」と語った。レギュラーコメンテーターの橋下徹も安倍に同調。「日本も核シェアリングの議論は絶対に必要だ」と述べ、共に核武装に前向きな考えを示した。翌28日、日本維新の会の松井一郎代表も記者会見で、安倍の考えに追随した。
これに対し岸田文雄首相は2月28日、参議院予算委員会で「非核三原則を堅持していくことから認められるものではない」と述べ、安倍が言及した「核共有」を否定した。広島の被爆者7団体の一つの団体代表は「原爆の日にはいつも『非核三原則を堅持する』と述べていたが、彼の本音が出たと感じた」と怒りをあらわにした。
安倍は「核共有」をめぐって導入議論を始めるよう提起。これを受けて自民党の安全保障調査会は3月16日、勉強会を党本部で開き、政策研究大学院大学の岩間陽子教授、慶應義塾大学の神保謙教授ら3人の有識者から意見を聴取した。出席議員から核共有は日本にはなじまないとの意見が相次ぎ、調査会としては当面採用しない方針でまとまった。

「基地に限定する必要はない。向こうの中枢を攻撃することも含むべきだ」
4月3日、自民党山口県連などが憲法改正に向けた「総決起大会」を山口市で開催。同大会で講演した安倍は、政府が保有の是非を検討する敵基地攻撃能力について、「私は『打撃力』と言ってきたが、基地に限定をする必要はない。向こうの中枢を攻撃するということも含むべきだと思っている」と述べた。それとともに防衛費を拡充する必要性を強調し、2023年度は当初予算で6兆円程度（2022年度は約5兆3687億円）確保することを訴えた。

「日銀は政府の子会社なので、心配する必要はない」
5月9日、大分市の会合で、日銀が市場を通じて政府の国債を買い入れていることに触れ、「政府の1000兆円の借金の半分は、日銀に（国債を）買ってもらっている」と指摘。「日銀は政府の子会社なので60年で返済の満期が来たら、返さないで借り換えて構わない。心配する必要はない」と語った。これに対して日本銀行法第3条第1項に示されている金融政策の独立性に対する信頼を揺らぎかねないとする批判の声もあった。

## 人物

### 政治団体・事務所
2022年7月8日の死亡時まで安倍の関係政治団体は6つあった。同日、資金管理団体「晋和会」と政治団体「自由民主党山口県第四選挙区支部」の代表者は安倍昭恵に変わった。「安倍晋三後援会」の代表者は安倍の秘書の畑村剛、同団体会長は伊藤製鋼株式会社会長の伊藤昭男だった。同年7月21日に自民党本部で開かれた清和政策研究会の総会で、昭恵は、晋三の死去に伴う山口4区の補選について不出馬を表明。晋和会の資金管理団体の指定を解除した。
|   | 名称                           | 代表者   | 所在地                     | 管轄                 | 備考                               | 出典                            |
| - | ------------------------------ | -------- | -------------------------- | -------------------- | ---------------------------------- | ------------------------------- |
| 1 | 晋和会                         | 安倍晋三 | 東京都千代田区永田町2-2-1  | 総務省               | 2022年7月8日死亡                   | [ 800 ]                         |
| 1 | 晋和会                         | 安倍昭恵 | 東京都渋谷区富ヶ谷1-30-29  | 総務省               | 2022年7月8日就任                   | [ 799 ]                         |
| 2 | 自由民主党山口県第四選挙区支部 | 安倍晋三 | 山口県下関市東大和町1-8-16 | 山口県選挙管理委員会 | 2022年7月8日死亡                   | [ 801 ] [ 802 ] [ 803 ] [ 804 ] |
| 2 | 自由民主党山口県第四選挙区支部 | 安倍昭恵 | 同上                       | 山口県選挙管理委員会 | 2022年7月8日就任 2023年1月31日解散 | [ 805 ] [ 806 ] [ 807 ] [ 808 ] |
| 3 | 東京政経研究会                 | 阿立豊彦 | 同上                       | 総務省               |                                    | [ 809 ] [ 810 ]                 |
| 4 | 山口晋友会                     | 畑村剛   | 同上                       | 総務省               | 2022年12月31日解散                 | [ 811 ] [ 812 ]                 |
| 5 | 安倍晋三後援会                 | 畑村剛   | 同上                       | 山口県選挙管理委員会 | 2022年12月31日解散                 | [ 813 ]                         |
| 6 | 山口政経研究会                 | 畑村剛   | 同上                       | 山口県選挙管理委員会 | 2022年12月31日解散                 | [ 814 ]                         |

安倍の地元事務所は（1）下関市東大和町1丁目、（2）長門市東深川正明市の2か所にあった。下関事務所は父の安倍晋太郎より引き継いだ事務所で、敷地（約450平方メートル）の所有者は吉本章治が創業した七洋物産の子会社の「株式会社東洋エンタープライズ」である。吉本は元在日韓国人で、「五奉行」と呼ばれた晋太郎の最有力支援者の一人だった。この下関事務所に、「安倍晋三後援会」「自由民主党山口県第四選挙区支部」「東京政経研究会」「山口晋友会」「山口政経研究会」の5つの政治団体が入っていた。
2022年10月28日と29日、下関市と長門市で安倍晋三後援会の会合が開かれ、妻の昭恵が出席した。この会合で、両市の事務所を年内で閉鎖する方針が秘書らから示された。昭恵は28日の会合で山口4区の補選に立候補する意思のないことを改めて表明した。11月22日、安倍事務所は両市にある事務所を12月末に閉鎖すると正式に発表。12月31日、山口晋友会、安倍晋三後援会、山口政経研究会は解散した。
2023年1月31日、自由民主党山口県第四選挙区支部は晋和会に約2703万円を寄付して全額使い切り、同日付で解散した。
その他の団体
安倍が1993年に衆議院議員に初当選すると、祖父の安倍寛の生まれ故郷の長門市油谷地区で女性の後援会が設立された。安倍昭恵から一文字をとって同後援会は「晋昭会（しんしょうかい）」と名付けられた。安倍寛には、北斗七星にちなんで7人から成る「北斗会」という支援組織があったが、そのうちの支援者の娘が会長を務めた。同会長は同市油谷蔵小田渡場にある安倍家の墓の「墓守」を、安倍晋三が死去する数年前まで務めていた。
下関市上田中町にTKCの関連政治団体「TKC安倍晋三政経研究会」がある。また、下関市稗田西町に政治団体「税理士による安倍晋三後援会」があったが、2022年8月に山口県選挙管理委員会に解散届を提出した。

### 宗教
安倍家の菩提寺は長門市にある浄土宗寺院の長安寺であり、葬儀も浄土宗の大本山の増上寺で行われた。また、浄土宗と浄土宗檀信徒の国会議員でつくる親睦団体「浄光会」の世話人を長年務めた。その一方で、浄土宗以外の宗教団体とも関わりを持った。

#### 創価学会との関係
週刊誌『AERA』によると、安倍は、小選挙区制度が導入されて二大政党制に近づけば、創価学会は自分から離れてゆくとの判断から、1994年に創価学会と公明党に批判的な宗教団体や有識者で結成された「四月会」（代表幹事：俵孝太郎）の集会などに参加したこともあったと報じられている。また、創価学会に関する自民党の勉強会『憲法20条を考える会』に参加した次の日、自身の選挙区の公明党の大幹部から電話で釘を刺されたことで、政治的野望を持った創価学会が政界での影響力を拡大して行くことを危険視していたという。
首相就任直前の2006年9月22日に極秘裏に東京都内の創価学会の施設で、池田大作創価学会名誉会長と会談を持ったと『日経新聞』・『毎日新聞』・『朝日新聞』・『読売新聞』や『週刊文春』などが報じた。(毎日は20日と報道。)安倍は池田に父との生前のつきあいについて感謝の意を表し、「参院選での公明党や創価学会の協力を要請」し、池田は「協力を約束した」という。また、「日中関係の早期改善が重要との認識で一致」したという。同月30日には公明党大会に来賓として出席し、祖父も父も「公明党とは交友関係が深かった」として「何か特別な運命を感じる」と語った。
その後、国会で池田と面会した事実があったかという野党の質問に対して、安倍は「そういうことはございません。」と答弁した。2007年2月13日の衆議院予算委員会でも同様に否定した。

#### 統一教会との関係
2007年9月10日、安倍は第168回国会の所信表明演説で「職責を全うする」と表明したが、2日後の同月12日、突然退陣を表明した。9月26日、第1次安倍政権はわずか1年で崩壊し、味方であるはずの保守層からも厳しい批判を浴びせられた。2009年には自民党は政権を失い、野党に転落した。
挫折に傷付いた安倍に接近したのが統一教会（現・世界平和統一家庭連合）だった。「安倍先生をもう一度総理に」という文鮮明の意向は信者たちに広く共有され、教団は複数のルートでアプローチを図った。
文鮮明は2010年、イギリスやイスラエルで宣教を行っていた教団の元広報委員長の阿部正寿を帰国させ、同年2月6日、阿部が創立した世界戦略総合研究所は、都内で開いたシンポジウムに安倍を講師として招いた。同年8月3日、日本統一教会会長の梶栗玄太郎の長男の梶栗正義、同元会長の小山田秀生は議員会館を訪れ、安倍と面会した。2012年4月30日、安倍夫妻は教団幹部によって集められた300人の若者とともに高尾山に登り、捲土重来を祈願した。
2022年7月8日、統一教会の信者を母親にもつ男が安倍を奈良市内で射殺した。この事件をきっかけに安倍と教団の関係性に注目が集まった。逮捕された男が動機について「特定宗教団体に対する恨み」と話し、それが旧・統一教会であることが報じられると、日本会議などの保守的な政治団体から熱烈な支持を受けていた安倍が、歪んだ韓国ナショナリズムに基づく教義を持ち、国益と国民の権利を害するような問題をたびたび起こしていた宗教団体の有力な後援者であったという事実は、海外のメディアを驚かせた。この点について、北海道大学教授で宗教学者の櫻井義秀は「パンドラの箱が開かれた感がある」と述べている。
安倍と統一教会とその関連団体である国際勝共連合との深い繋がりは、祖父の岸信介元首相から3代にわたり維持されてきたものであり、派閥の選挙対策の側面もあった。複数の自民党議員が安倍と教団の関係について証言しており、参議院議員の伊達忠一は、2016年7月の参院選比例区をめぐり、自身が擁立した臨床検査技師出身の宮島喜文について「票が足りない」と考え、安倍に統一教会の組織票を回してもらうよう依頼。安倍は了承し、選挙公示直前に教団の関連団体「世界平和連合」の推薦が決まり、宮島に統一教会の票が回った。自民党は比例代表で19議席を獲得し、宮島は党内得票数17位で初当選を果たした。同じく自民党の衆議院議員である細田博之も、安倍と教団について「大昔から関係が深い」との認識を示している。
ジャーナリストの鈴木エイトは、安保関連法案を巡って学生団体「SEALDs」による安倍政権への反対デモが注目を浴びた2015年9月直後に、統一教会が関係する学生組織「国際勝共連合 大学遊説隊UNITE」（現・勝共UNITE）が結成され、安倍政権とその政策の支持を訴えるデモを繰り返したが、そこに教団と安倍の密接な関係が見られるとしている。
安倍と統一教会との関係性を示す出来事
- 2005年10月4日、統一教会の関連団体「天宙平和連合」の創設記念広島大会が開催。安倍は同大会に祝電を送った[855][856]。
- 2005年10月31日、第3次小泉改造内閣が組閣され、内閣府特命担当大臣（少子化・男女共同参画担当）に猪口邦子が抜擢された。猪口はこれに先立つ片山さつき、佐藤ゆかりらとの合同記者会見で「私たちがジェンダーバッシングを許さない」と明言していた[857]。危機感を強めた統一教会は、天宙平和連合とその前身組織である世界平和超宗教超国家連合の連名という形で、「21世紀 世界平和の為の日本女性指導者セミナー」のための冊子を作成。「現在の課題となすべきこと」として、「（注・男女共同参画基本計画の）第二次5カ年計画においてジェンダーという文言を使用させない」「安倍晋三官房長官と山谷えり子内閣府政務官でチェックできるように関係省庁、議員に積極的に働きかける」と明記した[858][33]。この年の4月に結成された「過激な性教育・ジェンダーフリー教育実態調査プロジェクトチーム」の座長を安倍が務め、事務局長を山谷が務めていたことを踏まえた教団側の対抗策であった[858][33]。男女共同参画基本計画（第2次）は同年12月27日に閣議決定された[859]。
- 2006年5月、天宙平和連合は「祖国郷土還元日本大会」を日本国内12か所で開催。『世界日報』によれば、男女計2,500組の合同結婚式も併催された。そのうち5月13日にマリンメッセ福岡で開かれた大会に、安倍は内閣官房長官の肩書きを付して祝電を送った[860][861][862]。6月19日、全国霊感商法対策弁護士連絡会は記者会見を開き、「統一教会の活動にお墨付けを与える行動だ」として、安倍に公開質問状を出したことを明らかにし[863]、7月5日には抗議書を提出した[864]。
- 2006年9月26日、安倍は内閣総理大臣に就任。同年10月3日、教団創始者の文鮮明は「安倍が首相になったと聞いている」と語り、信者に対し、安倍の秘書室長と面会するよう指示した[844]。
- 2010年2月6日、統一教会の広報委員長、国際勝共連合の事務総長の阿部正寿によって設立された「世界戦略総合研究所」は、都内で開いたシンポジウムに安倍を講師として招き、安倍は「保守再生」をテーマに講演を行った[865][843]。
- 2010年8月3日、日本統一教会会長の梶栗玄太郎の長男の梶栗正義、同元会長の小山田秀生は安倍の国会事務所を訪れた。梶栗正義と安倍はこのとき初めて会った[844][845][866]。
- 2011年12月2日、安倍は、元日本統一教会会長の大塚克己の長男で、文鮮明の孫の文信淑と祝福結婚した大塚洪孝を自民党本部に招き入れ、面会した。同日、大塚洪孝は、教団関係者とともに安倍を囲んだ集合写真をFacebookに投稿した。2014年3月3日、大塚洪孝は集合写真をトリミングした写真を再掲載し、「がんばれ安倍さん！ at 自民党会館 第二次安倍政権発足1年前」と書き記した[867]。
- 2011年12月6日、一般社団法人日本経済人懇話会の青年部「青年真志塾」が主催し、世界戦略総合研究所が共催者として名を連ねるシンポジウム「強い『経済』、美しい国『日本』」が永田町の星陵会館で開催された。安倍は同シンポジウムで基調講演を行った[868][869]。
- 2012年4月30日、旧統一教会系の団体である世界戦略総合研究所の所長である阿部、同事務局次長の小林幸司、同筆頭理事の加藤幸彦らは同年9月の自民党総裁選を見据えたイベントを企画。安倍、妻の安倍昭恵、今井尚哉、長谷川榮一とともに高尾山に登り、安倍の捲土重来を祈願した[865][843][870][871][注釈 25]。阿部ら教団幹部によって集められた300人の若者も、安倍夫妻とともに登った[842][875]。
- 2012年7月30日、世界戦略総合研究所は「新しい政治の潮流」と題したシンポジウムを憲政記念館で開催。安倍はパネリストとして参加した[876]。
- 2013年3月、国際勝共連合の機関誌「世界思想」3月号の表紙に安倍の写真が使われた。以後、安倍は2013年9月号、2015年2月号、2016年9月号、2017年12月号、2018年6月号と、首相在任時に計6回、同誌の表紙を飾った[877][878][879]。
- 2013年4月20日、桜を見る会が開催。世界戦略総合研究所事務局次長の小林幸司は「内閣総理大臣に対し、各界において功績、功労のあった」[880] 者として招待された。以後、小林は2014年、2015年、2016年と4年連続で招待された[876]。
- 2013年6月30日、安倍は自民党本部の総裁応接室で、日本統一教会会長の徳野英治、全国祝福家庭総連合会総会長の宋龍天、国際勝共連合会長の太田洪量と面談した[注釈 26]。面談には、萩生田光一、安倍の実弟の岸信夫、国際勝共連合副会長の渡邊芳雄、同団体幹部が同席した[883][884][885][注釈 27]。安倍は、4日後に公示を控えた参院選に比例区から立候補する北村経夫の当落予想について徳野、太田らと協議し、徳野に北村の支援を直接依頼した[892]。出席者のあいだで、教団側が全国組織を生かして北村の票の積み上げをすることが確認された[883][892]。7月1日に日本経済新聞が配信した「30日の首相動静」には「13時9分 萩生田副幹事長、岸信夫衆院議員」とあるのみだった[884]。2024年9月17日付の朝日新聞が安倍ら8人が並んだ記念写真を公表するまで、教団トップの徳野、宋、太田がその場にいたことは伏せられていた[893]。安倍が北村の支援を統一教会のトップに直接依頼したことで[894][895][893]、教団の関連団体「世界平和連合」の支援も決まった[896]。7月21日投開票。北村は知名度も低く「当選には程遠い」と言われていたが[881]、自民党が比例代表で獲得した18議席中、15位で初当選した[897]。
- 2016年6月、安倍は、日本統一教会会長の徳野英治と全国祝福家庭総連合会総会長の宋龍天の妻の李海玉[898]を首相官邸に招待した[899][900]。
- 2019年7月の参院選に際して、統一教会は再選を目指す北村経夫を引き続き支援した[894][895]。同年7月12日にさいたま市大宮区のさいたま市民会館おおみやで行われた北村の個人演説会は教団関係者によって取り仕切られ、安倍の子飼いの杉田水脈や側近の下村博文が応援弁士として登壇した。前方の席は「FWP（世界平和連合）埼玉役員」と印字された紙で取り置きがされ、教団東埼玉教区長の安榮燮が着席した[901]。
- 2021年6月上旬、天宙平和連合の日本支部「UPFジャパン」会長の梶栗正義と国際勝共連合の関係者は安倍と面会し、同年9月に開催されるUPF主催の「神統一韓国のためのTHINK TANK 2022 希望前進大会」への登壇を依頼した。梶栗は「もしドナルド・トランプさんが出るなら、安倍先生も出るようなことはあり得ますか？」と尋ねたが、安倍は明確に回答しなかった[902]。梶栗は夏頃、元首相3人に登壇のオファーをした。3人からはいずれも断られた。そこへ8月5日、教団の尹鍈鎬（ユン・ヨンホ）世界宣教本部長から、トランプ元米国大統領の出演が決まったことを告げられる。尹鍈鎬は梶栗に、トランプ元大統領の登壇を手土産に、安倍に接触するよう指示。梶栗は再度安倍の説得に動き、8月24日、安倍はこれを承諾した[903][904][905]。

同年9月7日、安倍は都内にある梶栗の知人のオフィスで大会用のビデオメッセージを撮影した。撮影には梶栗も同席した。
同年9月12日、韓国・清平の清心ワールドセンターでUPF主催の「希望前進大会」が開催。教団のオンラインプラットフォームであるPeacelinkから全世界に配信された。安倍は同大会に、UPFを称え、韓鶴子総裁を祝福するビデオメッセージを送った。集会の様子はインターネット上で視聴可能な状態におかれ、憂慮した全国霊感商法対策弁護士連絡会は集会から5日後の9月17日、安倍に宛てた公開抗議文を発表した。
- 2022年2月11日から14日にかけて、天宙平和連合主催の「ワールドサミット2022・韓半島平和サミット」がソウルの会場を中心として、汝矣島にある国会内施設、日本と中継で開催された。13日に清平の清心ワールドセンターで行われた会合では、トランプ元米国大統領が各国の首脳を代表してビデオ映像を通じて基調演説を行った。また、安倍は書面でメッセージを送り、統一教会世界本部長の尹鍈鎬（ユン・ヨンホ）が代読した[912][913]。
- 2022年7月の参院選比例区をめぐり、伊達忠一は、再度、安倍に教団の組織票を宮島に回してもらうよう依頼するが、安倍は、今回の選挙は、かつて自身の秘書官を務めた井上義行に票を割り振ると述べ、拒否した[847][848]。再選の望みが薄いことを悟った宮島は同年4月に公認を辞退し、不出馬を選んだ[914]。7月10日に投開票が行われ、井上は2期目の当選を果たした。
- 2022年7月7日夜、ジャーナリストの岩田明子の語るところによれば、安倍は岩田の携帯電話に2度電話した。安倍は翌日の遊説日程が長野から奈良に急遽変わったことを告げた。「22時27分」着信の通話で、岩田が井上義行と統一教会の関連性について真偽を確認すると、安倍は事実だと認めつつ「大丈夫だから、その件は」と話したがらない様子を示したという[915][916]。
- 2022年7月11日、日本統一教会会長の田中富広は記者会見を開き、その中で安倍との関連性について「友好団体が主催する行事にメッセージが送られてきたことがあり、『世界平和運動』に関しては賛意を示してくれた」としつつ、「会員や顧問になったことはない」との見解を示した[917]。
- 2022年9月24日、TBS『報道特集』は「岸・安倍3代と旧統一教会」と題した特集を放映。番組の中で、安倍家と50年にわたり親交がある元共同通信の野上忠興は、母親の安倍洋子が生前、晋三に対し「あんまり深く教会と関わらないほうがいいわよ」と述べたことがあったと証言した上で、「だからそれを聞いた時にね、もう相当深い。つまり母親は知っているわけですからね。岸さんも、晋太郎さんもね。母親が言うから相当ね、密な関係があったということですね」と述べた[918]。

#### 崇教真光との関係
2009年11月、新興宗教・崇教真光の本部（岐阜県高山市）で行われた「立教50周年大祭」に出席し、祝辞を述べた。安倍の祝辞は崇教真光の機関誌『崇教真光』の2009年12月号で紹介されており、「今日もご出席の石原伸晃先生と山本有二先生にお導きを頂き初級研修を受講し、神組み手の末席に名を連ねさせていただきました」と述べた。神組み手は崇教真光の信徒を指す。

### 交流関係

#### 友人
- 加計孝太郎 - 学校法人加計学園理事長。安倍と加計は米国留学時代に互いに知己を得た[920]。2014年5月24日、安倍は学校法人加計学園が運営する千葉科学大学の記念式典で「どんな時も心の奥でつながっている友人。私と加計さんはまさに腹心の友だ」と述べた[703]。
- 重光昭夫 - ロッテホールディングス代表取締役社長、韓国ロッテグループ会長。母方の祖父である岸信介や父の安倍晋太郎がロッテ創業者の重光武雄と親交があったこともあり、安倍も重光の次男である昭夫と友人として交流していた[921]。2015年には東京都内で行われた昭夫の長男の結婚式に出席している[922][923]。
- ドナルド・トランプ - 2017年11月5日の初来日以降、ゴルフを通じて親交を深め、トランプは安倍を「素晴らしい友人」と表現した[289]。2018年8月15日夜から山梨県鳴沢村の別荘で休暇に入った安倍は、トランプとの電話協議のため、8月22日夕方に別荘を発ち、首相公邸に向かった[924]。トランプは電話協議で「6月の米朝首脳会談後、（北朝鮮からの）ミサイルは日本の上空を飛んでいるか？」と誇り、自身のノーベル平和賞推薦を依頼した。安倍は「北朝鮮との緊張緩和」を理由に推薦書を作成した[925]。友誼を結んだトランプは銃撃事件以後も折に触れて、「安倍元首相は良き友人」「私の親友で、日本をこよなく愛した偉大な人物だった」などと語った[175][184]。

### 家族・親族

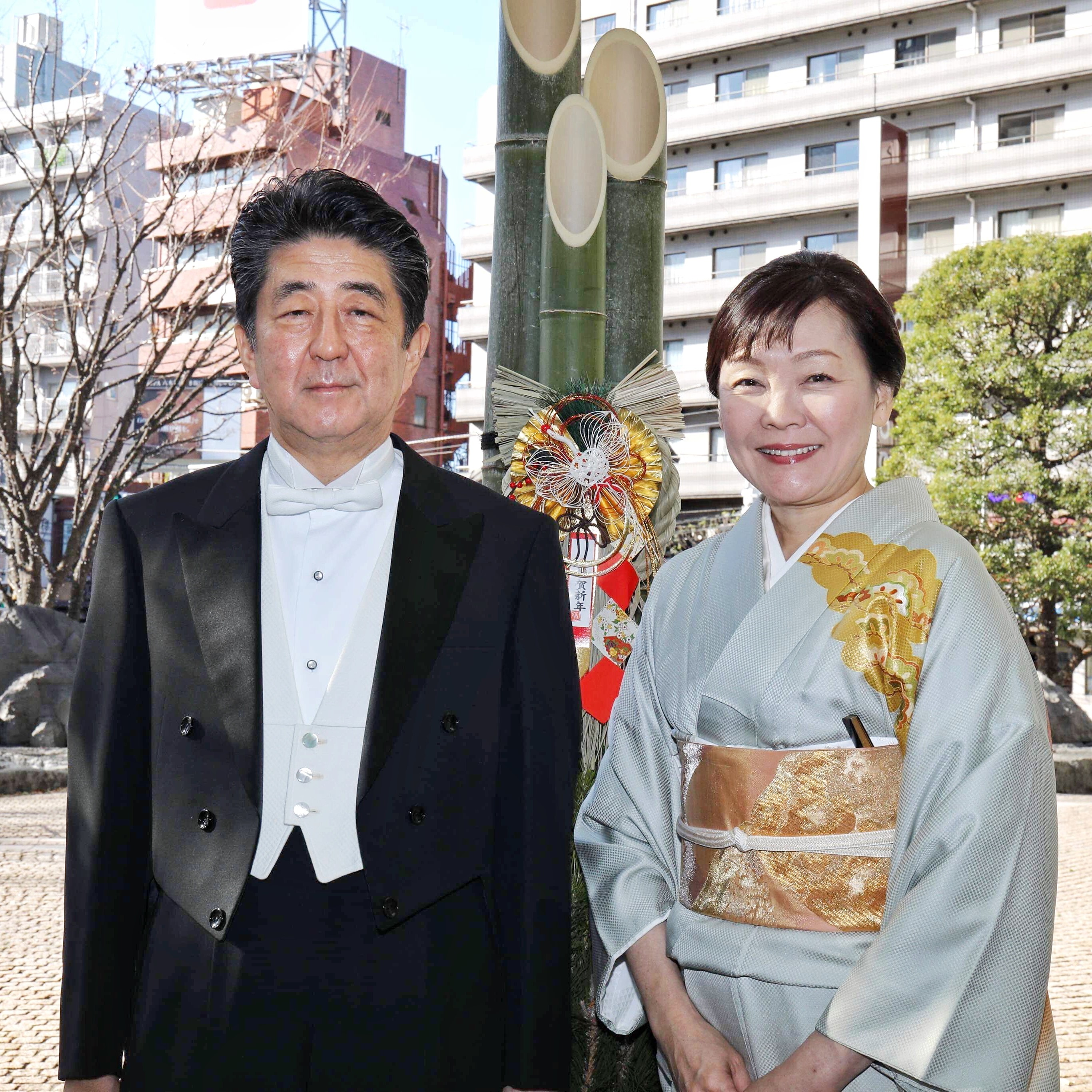
2020年1月1日、妻の昭恵と

- 先祖に安倍宗任[926]、平清盛、平知盛、佐藤忠信ら[要出典]。
- 五世祖父 - 佐藤信寛（政治家）
- 高祖父 - 大島義昌（軍人・陸軍大将、子爵）
- 曾祖伯父 - 安倍慎太郎（政治家）
- 祖父 - 寛（政治家）
- 外祖父 - 岸信介（官僚、政治家・首相）
- 大伯父 - 佐藤市郎（軍人・海軍中将）
- 大叔父 - 佐藤栄作（官僚、政治家・首相）
- 父 - 晋太郎（新聞記者、政治家）
- 母 - 洋子（岸信介の長女）
- 兄 - 寛信（ABコミュニケーション代表取締役。妻はウシオ電機会長牛尾治朗の娘）
- 弟 - 信夫[927]（岸家へ養子、政治家）
- 甥 - 岸信千世（信夫の長男）
- 妻 - 昭恵（旧姓・松崎。森永製菓第5代社長・松崎昭雄の長女）

家庭
妻・昭恵との間に子供はいない。
岸信夫
実弟の岸信夫が第20回参議院議員通常選挙に立候補した際、安倍は秘書に対して岸の出馬に反対する発言をしたと報道された。当時の秘書は「虚偽の事実を書かれ、地元での声望は地に落ちた」として筆者であるジャーナリストの松田賢弥を訴えたが、山口地方裁判所下関支部は「原告の発言内容がおおむねその通りに掲載されている」として秘書の訴えを棄却した。

### 系譜

#### 安倍家
ルーツは平安時代に陸奥国の奥六郡（現在の岩手県内陸部）を治めた豪族・安倍氏一族にあり、 安倍宗任を祖として晋三で44代目であるとしている。山口県大津郡（現：長門市）の安倍家は、江戸時代には地元の大庄屋を務め、酒や醤油の醸造を営み、やがて大津郡きっての名家と知られるようになった。明治時代になると安倍慎太郎が山口県議会議員に当選し、「安倍家中興の祖」と呼ばれた。慎太郎の妹のタメが郡内で名門として知られる椋木（むくのき）家から婿養子彪助を迎え入れ、その子である安倍寛は山口県議会議員を経て、1937年に衆議院議員に当選して中央政界へ進出、以降安倍家は山口の地盤を世襲する政治家一家となる。岸信介は東条内閣総辞職後に下野して防長尊攘同志会を作った際に安倍寛と親しくなっており、その安倍寛の息子で山口中学と東大の後輩にあたる安倍晋太郎のことをいたく気に入り、娘洋子との結婚を許し、夫妻の次男として生まれたのが晋三である。

#### 佐藤家
安倍晋三の母方のルーツである佐藤家は江戸時代には長州藩士だった家系である。江戸時代最後の当主佐藤信寛は藩の郡奉行筆者役などを務めた信寛の孫娘茂世は山口県官吏だった岸秀助と結婚し、秀助は佐藤家の養子となった。秀助・茂世夫妻の間に生まれたのが晋三の祖父である岸信介（父の実家岸家の養子に入った）、および晋三の大叔父にあたる佐藤栄作の兄弟である。

#### 系図
|  |  | 安倍頼時   | 安倍頼時   | 安倍頼時   | 安倍頼時   | 安倍頼時   | 安倍頼時   |  |  |  |  | 安倍貞任   | 安倍貞任   | 安倍貞任   | 安倍貞任   | 安倍貞任   | 安倍貞任   |  |  |  |  |              |              |              |              |              |              |  |  |  |  |              |              |              |              |              |              |  |  |  |  |            |            |            |            |            |            |  |  |  |  |          |          |          |          |          |          |  |  |          |          |          |          |          |          |  |  | {{{安倍貞任}}} | {{{安倍貞任}}} | {{{安倍貞任}}} | {{{安倍貞任}}} | {{{安倍貞任}}} | {{{安倍貞任}}} |              |              |              |              |
|  |  | 安倍頼時   | 安倍頼時   | 安倍頼時   | 安倍頼時   | 安倍頼時   | 安倍頼時   |  |  |  |  | 安倍貞任   | 安倍貞任   | 安倍貞任   | 安倍貞任   | 安倍貞任   | 安倍貞任   |  |  |  |  |              |              |              |              |              |              |  |  |  |  |              |              |              |              |              |              |  |  |  |  |            |            |            |            |            |            |  |  |  |  |          |          |          |          |          |          |  |  |          |          |          |          |          |          |  |  | {{{安倍貞任}}} | {{{安倍貞任}}} | {{{安倍貞任}}} | {{{安倍貞任}}} | {{{安倍貞任}}} | {{{安倍貞任}}} |              |              |              |              |
|  |  |            |            |            |            |            |            |  |  |  |  | 安倍宗任   | 安倍宗任   | 安倍宗任   | 安倍宗任   | 安倍宗任   | 安倍宗任   |  |  |  |  | 大島宗良     | 大島宗良     | 大島宗良     | 大島宗良     | 大島宗良     | 大島宗良     |  |  |  |  |              |              |              |              |              |              |  |  |  |  |            |            |            |            |            |            |  |  |  |  |          |          |          |          |          |          |  |  |          |          |          |          |          |          |  |  | {{{安倍宗任}}} | {{{安倍宗任}}} | {{{安倍宗任}}} | {{{安倍宗任}}} | {{{安倍宗任}}} | {{{安倍宗任}}} |              |              |              |              |
|  |  |            |            |            |            |            |            |  |  |  |  | 安倍宗任   | 安倍宗任   | 安倍宗任   | 安倍宗任   | 安倍宗任   | 安倍宗任   |  |  |  |  | 大島宗良     | 大島宗良     | 大島宗良     | 大島宗良     | 大島宗良     | 大島宗良     |  |  |  |  |              |              |              |              |              |              |  |  |  |  |            |            |            |            |            |            |  |  |  |  |          |          |          |          |          |          |  |  |          |          |          |          |          |          |  |  | {{{安倍宗任}}} | {{{安倍宗任}}} | {{{安倍宗任}}} | {{{安倍宗任}}} | {{{安倍宗任}}} | {{{安倍宗任}}} |              |              |              |              |
|  |  |            |            |            |            |            |            |  |  |  |  |            |            |            |            |            |            |  |  |  |  | 安倍仲任     |              |              |              |              |              |  |  |  |  |              |              |              |              |              |              |  |  |  |  |            |            |            |            |            |            |  |  |  |  |          |          |          |          |          |          |  |  |          |          |          |          |          |          |  |  |                |                |                |                |                |                |              |              |              |              |
|  |  |            |            |            |            |            |            |  |  |  |  |            |            |            |            |            |            |  |  |  |  |              |              |              |              |              |              |  |  |  |  |              |              |              |              |              |              |  |  |  |  |            |            |            |            |            |            |  |  |  |  |          |          |          |          |          |          |  |  |          |          |          |          |          |          |  |  |                |                |                |                |                |                |              |              |              |              |
|  |  |            |            |            |            |            |            |  |  |  |  |            |            |            |            |            |            |  |  |  |  | 安倍季任     | 安倍季任     | 安倍季任     | 安倍季任     | 安倍季任     | 安倍季任     |  |  |  |  | 松浦実任     | 松浦実任     | 松浦実任     | 松浦実任     | 松浦実任     | 松浦実任     |  |  |  |  | 松浦盛任   | 松浦盛任   | 松浦盛任   | 松浦盛任   | 松浦盛任   | 松浦盛任   |  |  |  |  | 松浦国高 | 松浦国高 | 松浦国高 | 松浦国高 | 松浦国高 | 松浦国高 |  |  |          |          |          |          |          |          |  |  |                |                |                |                |                |                |              |              |              |              |
|  |  |            |            |            |            |            |            |  |  |  |  |            |            |            |            |            |            |  |  |  |  | 安倍季任     | 安倍季任     | 安倍季任     | 安倍季任     | 安倍季任     | 安倍季任     |  |  |  |  | 松浦実任     | 松浦実任     | 松浦実任     | 松浦実任     | 松浦実任     | 松浦実任     |  |  |  |  | 松浦盛任   | 松浦盛任   | 松浦盛任   | 松浦盛任   | 松浦盛任   | 松浦盛任   |  |  |  |  | 松浦国高 | 松浦国高 | 松浦国高 | 松浦国高 | 松浦国高 | 松浦国高 |  |  |          |          |          |          |          |          |  |  |                |                |                |                |                |                |              |              |              |              |
|  |  |            |            |            |            |            |            |  |  |  |  |            |            |            |            |            |            |  |  |  |  |              |              |              |              |              |              |  |  |  |  |              |              |              |              |              |              |  |  |  |  |            |            |            |            |            |            |  |  |  |  |          |          |          |          |          |          |  |  |          |          |          |          |          |          |  |  |                |                |                |                |                |                |              |              |              |              |
|  |  |            |            |            |            |            |            |  |  |  |  |            |            |            |            |            |            |  |  |  |  |              |              |              |              |              |              |  |  |  |  |              |              |              |              |              |              |  |  |  |  |            |            |            |            |            |            |  |  |  |  |          |          |          |          |          |          |  |  |          |          |          |          |          |          |  |  |                |                |                |                |                |                |              |              |              |              |
|  |  | 松浦高俊   | 松浦高俊   | 松浦高俊   | 松浦高俊   | 松浦高俊   | 松浦高俊   |  |  |  |  | 女子       | 女子       | 女子       | 女子       | 女子       | 女子       |  |  |  |  |              |              |              |              |              |              |  |  |  |  |              |              |              |              |              |              |  |  |  |  |            |            |            |            |            |            |  |  |  |  |          |          |          |          |          |          |  |  |          |          |          |          |          |          |  |  | {{{女子}}}     | {{{女子}}}     | {{{女子}}}     | {{{女子}}}     | {{{女子}}}     | {{{女子}}}     |              |              |              |              |
|  |  | 松浦高俊   | 松浦高俊   | 松浦高俊   | 松浦高俊   | 松浦高俊   | 松浦高俊   |  |  |  |  | 女子       | 女子       | 女子       | 女子       | 女子       | 女子       |  |  |  |  |              |              |              |              |              |              |  |  |  |  |              |              |              |              |              |              |  |  |  |  |            |            |            |            |            |            |  |  |  |  |          |          |          |          |          |          |  |  |          |          |          |          |          |          |  |  | {{{女子}}}     | {{{女子}}}     | {{{女子}}}     | {{{女子}}}     | {{{女子}}}     | {{{女子}}}     |              |              |              |              |
|  |  |            |            |            |            |            |            |  |  |  |  |            |            |            |            |            |            |  |  |  |  | 安倍知任     | 安倍知任     | 安倍知任     | 安倍知任     | 安倍知任     | 安倍知任     |  |  |  |  | 安倍長任     | 安倍長任     | 安倍長任     | 安倍長任     | 安倍長任     | 安倍長任     |  |  |  |  | 安倍泰任   | 安倍泰任   | 安倍泰任   | 安倍泰任   | 安倍泰任   | 安倍泰任   |  |  |  |  | 安倍時任 | 安倍時任 | 安倍時任 | 安倍時任 | 安倍時任 | 安倍時任 |  |  |          |          |          |          |          |          |  |  |                |                |                |                |                |                |              |              |              |              |
|  |  |            |            |            |            |            |            |  |  |  |  |            |            |            |            |            |            |  |  |  |  | 安倍知任     | 安倍知任     | 安倍知任     | 安倍知任     | 安倍知任     | 安倍知任     |  |  |  |  | 安倍長任     | 安倍長任     | 安倍長任     | 安倍長任     | 安倍長任     | 安倍長任     |  |  |  |  | 安倍泰任   | 安倍泰任   | 安倍泰任   | 安倍泰任   | 安倍泰任   | 安倍泰任   |  |  |  |  | 安倍時任 | 安倍時任 | 安倍時任 | 安倍時任 | 安倍時任 | 安倍時任 |  |  |          |          |          |          |          |          |  |  |                |                |                |                |                |                |              |              |              |              |
|  |  | 平知盛     | 平知盛     | 平知盛     | 平知盛     | 平知盛     | 平知盛     |  |  |  |  | 平知忠     | 平知忠     | 平知忠     | 平知忠     | 平知忠     | 平知忠     |  |  |  |  |              |              |              |              |              |              |  |  |  |  |              |              |              |              |              |              |  |  |  |  |            |            |            |            |            |            |  |  |  |  |          |          |          |          |          |          |  |  |          |          |          |          |          |          |  |  | {{{平知忠}}}   | {{{平知忠}}}   | {{{平知忠}}}   | {{{平知忠}}}   | {{{平知忠}}}   | {{{平知忠}}}   |              |              |              |              |
|  |  | 平知盛     | 平知盛     | 平知盛     | 平知盛     | 平知盛     | 平知盛     |  |  |  |  | 平知忠     | 平知忠     | 平知忠     | 平知忠     | 平知忠     | 平知忠     |  |  |  |  |              |              |              |              |              |              |  |  |  |  |              |              |              |              |              |              |  |  |  |  |            |            |            |            |            |            |  |  |  |  |          |          |          |          |          |          |  |  |          |          |          |          |          |          |  |  | {{{平知忠}}}   | {{{平知忠}}}   | {{{平知忠}}}   | {{{平知忠}}}   | {{{平知忠}}}   | {{{平知忠}}}   |              |              |              |              |
|  |  |            |            |            |            |            |            |  |  |  |  |            |            |            |            |            |            |  |  |  |  |              |              |              |              |              |              |  |  |  |  |              |              |              |              |              |              |  |  |  |  |            |            |            |            |            |            |  |  |  |  |          |          |          |          |          |          |  |  |          |          |          |          |          |          |  |  |                |                |                |                |                |                |              |              |              |              |
|  |  |            |            |            |            |            |            |  |  |  |  |            |            |            |            |            |            |  |  |  |  |              |              |              |              |              |              |  |  |  |  |              |              |              |              |              |              |  |  |  |  |            |            |            |            |            |            |  |  |  |  |          |          |          |          |          |          |  |  |          |          |          |          |          |          |  |  |                |                |                |                |                |                |              |              |              |              |
|  |  | 安倍房任   | 安倍房任   | 安倍房任   | 安倍房任   | 安倍房任   | 安倍房任   |  |  |  |  | 安倍勝任   | 安倍勝任   | 安倍勝任   | 安倍勝任   | 安倍勝任   | 安倍勝任   |  |  |  |  | （略）       | （略）       | （略）       | （略）       | （略）       | （略）       |  |  |  |  | 安倍弘任     | 安倍弘任     | 安倍弘任     | 安倍弘任     | 安倍弘任     | 安倍弘任     |  |  |  |  | 安倍永徳   | 安倍永徳   | 安倍永徳   | 安倍永徳   | 安倍永徳   | 安倍永徳   |  |  |  |  | 安倍信徳 | 安倍信徳 | 安倍信徳 | 安倍信徳 | 安倍信徳 | 安倍信徳 |  |  |          |          |          |          |          |          |  |  | {{{安倍勝任}}} | {{{安倍勝任}}} | {{{安倍勝任}}} | {{{安倍勝任}}} | {{{安倍勝任}}} | {{{安倍勝任}}} |              |              |              |              |
|  |  | 安倍房任   | 安倍房任   | 安倍房任   | 安倍房任   | 安倍房任   | 安倍房任   |  |  |  |  | 安倍勝任   | 安倍勝任   | 安倍勝任   | 安倍勝任   | 安倍勝任   | 安倍勝任   |  |  |  |  | （略）       | （略）       | （略）       | （略）       | （略）       | （略）       |  |  |  |  | 安倍弘任     | 安倍弘任     | 安倍弘任     | 安倍弘任     | 安倍弘任     | 安倍弘任     |  |  |  |  | 安倍永徳   | 安倍永徳   | 安倍永徳   | 安倍永徳   | 安倍永徳   | 安倍永徳   |  |  |  |  | 安倍信徳 | 安倍信徳 | 安倍信徳 | 安倍信徳 | 安倍信徳 | 安倍信徳 |  |  |          |          |          |          |          |          |  |  | {{{安倍勝任}}} | {{{安倍勝任}}} | {{{安倍勝任}}} | {{{安倍勝任}}} | {{{安倍勝任}}} | {{{安倍勝任}}} |              |              |              |              |
|  |  |            |            |            |            |            |            |  |  |  |  |            |            |            |            |            |            |  |  |  |  |              |              |              |              |              |              |  |  |  |  |              |              |              |              |              |              |  |  |  |  |            |            |            |            |            |            |  |  |  |  |          |          |          |          |          |          |  |  |          |          |          |          |          |          |  |  |                |                |                |                |                |                |              |              |              |              |
|  |  |            |            |            |            |            |            |  |  |  |  |            |            |            |            |            |            |  |  |  |  |              |              |              |              |              |              |  |  |  |  |              |              |              |              |              |              |  |  |  |  |            |            |            |            |            |            |  |  |  |  |          |          |          |          |          |          |  |  |          |          |          |          |          |          |  |  |                |                |                |                |                |                |              |              |              |              |
|  |  |            |            |            |            |            |            |  |  |  |  |            |            |            |            |            |            |  |  |  |  | 佐藤松介     | 佐藤松介     | 佐藤松介     | 佐藤松介     | 佐藤松介     | 佐藤松介     |  |  |  |  | 寛子         | 寛子         | 寛子         | 寛子         | 寛子         | 寛子         |  |  |  |  | 佐藤信二   | 佐藤信二   | 佐藤信二   | 佐藤信二   | 佐藤信二   | 佐藤信二   |  |  |  |  |          |          |          |          |          |          |  |  |          |          |          |          |          |          |  |  |                |                |                |                |                |                |              |              |              |              |
|  |  |            |            |            |            |            |            |  |  |  |  |            |            |            |            |            |            |  |  |  |  | 佐藤松介     | 佐藤松介     | 佐藤松介     | 佐藤松介     | 佐藤松介     | 佐藤松介     |  |  |  |  | 寛子         | 寛子         | 寛子         | 寛子         | 寛子         | 寛子         |  |  |  |  | 佐藤信二   | 佐藤信二   | 佐藤信二   | 佐藤信二   | 佐藤信二   | 佐藤信二   |  |  |  |  |          |          |          |          |          |          |  |  |          |          |          |          |          |          |  |  |                |                |                |                |                |                |              |              |              |              |
|  |  |            |            |            |            |            |            |  |  |  |  |            |            |            |            |            |            |  |  |  |  |              |              |              |              |              |              |  |  |  |  |              |              |              |              |              |              |  |  |  |  | 佐藤龍太郎 | 佐藤龍太郎 | 佐藤龍太郎 | 佐藤龍太郎 | 佐藤龍太郎 | 佐藤龍太郎 |  |  |  |  | 佐藤栄治 | 佐藤栄治 | 佐藤栄治 | 佐藤栄治 | 佐藤栄治 | 佐藤栄治 |  |  |          |          |          |          |          |          |  |  |                |                |                |                |                |                |              |              |              |              |
|  |  |            |            |            |            |            |            |  |  |  |  |            |            |            |            |            |            |  |  |  |  |              |              |              |              |              |              |  |  |  |  |              |              |              |              |              |              |  |  |  |  | 佐藤龍太郎 | 佐藤龍太郎 | 佐藤龍太郎 | 佐藤龍太郎 | 佐藤龍太郎 | 佐藤龍太郎 |  |  |  |  | 佐藤栄治 | 佐藤栄治 | 佐藤栄治 | 佐藤栄治 | 佐藤栄治 | 佐藤栄治 |  |  |          |          |          |          |          |          |  |  |                |                |                |                |                |                |              |              |              |              |
|  |  | 佐藤信寛   | 佐藤信寛   | 佐藤信寛   | 佐藤信寛   | 佐藤信寛   | 佐藤信寛   |  |  |  |  | 佐藤信孝   | 佐藤信孝   | 佐藤信孝   | 佐藤信孝   | 佐藤信孝   | 佐藤信孝   |  |  |  |  | 茂世         | 茂世         | 茂世         | 茂世         | 茂世         | 茂世         |  |  |  |  | 佐藤栄作     | 佐藤栄作     | 佐藤栄作     | 佐藤栄作     | 佐藤栄作     | 佐藤栄作     |  |  |  |  |            |            |            |            |            |            |  |  |  |  |          |          |          |          |          |          |  |  |          |          |          |          |          |          |  |  | {{{佐藤信孝}}} | {{{佐藤信孝}}} | {{{佐藤信孝}}} | {{{佐藤信孝}}} | {{{佐藤信孝}}} | {{{佐藤信孝}}} |              |              |              |              |
|  |  | 佐藤信寛   | 佐藤信寛   | 佐藤信寛   | 佐藤信寛   | 佐藤信寛   | 佐藤信寛   |  |  |  |  | 佐藤信孝   | 佐藤信孝   | 佐藤信孝   | 佐藤信孝   | 佐藤信孝   | 佐藤信孝   |  |  |  |  | 茂世         | 茂世         | 茂世         | 茂世         | 茂世         | 茂世         |  |  |  |  | 佐藤栄作     | 佐藤栄作     | 佐藤栄作     | 佐藤栄作     | 佐藤栄作     | 佐藤栄作     |  |  |  |  |            |            |            |            |            |            |  |  |  |  |          |          |          |          |          |          |  |  |          |          |          |          |          |          |  |  | {{{佐藤信孝}}} | {{{佐藤信孝}}} | {{{佐藤信孝}}} | {{{佐藤信孝}}} | {{{佐藤信孝}}} | {{{佐藤信孝}}} |              |              |              |              |
|  |  |            |            |            |            |            |            |  |  |  |  |            |            |            |            |            |            |  |  |  |  |              |              |              |              |              |              |  |  |  |  | 佐藤市郎     |              |              |              |              |              |  |  |  |  |            |            |            |            |            |            |  |  |  |  |          |          |          |          |          |          |  |  |          |          |          |          |          |          |  |  |                |                |                |                |                |                |              |              |              |              |
|  |  |            |            |            |            |            |            |  |  |  |  |            |            |            |            |            |            |  |  |  |  |              |              |              |              |              |              |  |  |  |  |              |              |              |              |              |              |  |  |  |  |            |            |            |            |            |            |  |  |  |  |          |          |          |          |          |          |  |  |          |          |          |          |          |          |  |  |                |                |                |                |                |                |              |              |              |              |
|  |  |            |            |            |            |            |            |  |  |  |  | 岸要蔵     | 岸要蔵     | 岸要蔵     | 岸要蔵     | 岸要蔵     | 岸要蔵     |  |  |  |  | (岸)佐藤秀助 | (岸)佐藤秀助 | (岸)佐藤秀助 | (岸)佐藤秀助 | (岸)佐藤秀助 | (岸)佐藤秀助 |  |  |  |  | (佐藤)岸信介 | (佐藤)岸信介 | (佐藤)岸信介 | (佐藤)岸信介 | (佐藤)岸信介 | (佐藤)岸信介 |  |  |  |  | 岸信和     | 岸信和     | 岸信和     | 岸信和     | 岸信和     | 岸信和     |  |  |  |  | 岸信夫   | 岸信夫   | 岸信夫   | 岸信夫   | 岸信夫   | 岸信夫   |  |  | 岸信千世 | 岸信千世 | 岸信千世 | 岸信千世 | 岸信千世 | 岸信千世 |  |  |                |                |                |                | {{{岸要蔵}}}   | {{{岸要蔵}}}   | {{{岸要蔵}}} | {{{岸要蔵}}} | {{{岸要蔵}}} | {{{岸要蔵}}} |
|  |  |            |            |            |            |            |            |  |  |  |  | 岸要蔵     | 岸要蔵     | 岸要蔵     | 岸要蔵     | 岸要蔵     | 岸要蔵     |  |  |  |  | (岸)佐藤秀助 | (岸)佐藤秀助 | (岸)佐藤秀助 | (岸)佐藤秀助 | (岸)佐藤秀助 | (岸)佐藤秀助 |  |  |  |  | (佐藤)岸信介 | (佐藤)岸信介 | (佐藤)岸信介 | (佐藤)岸信介 | (佐藤)岸信介 | (佐藤)岸信介 |  |  |  |  | 岸信和     | 岸信和     | 岸信和     | 岸信和     | 岸信和     | 岸信和     |  |  |  |  | 岸信夫   | 岸信夫   | 岸信夫   | 岸信夫   | 岸信夫   | 岸信夫   |  |  | 岸信千世 | 岸信千世 | 岸信千世 | 岸信千世 | 岸信千世 | 岸信千世 |  |  |                |                |                |                | {{{岸要蔵}}}   | {{{岸要蔵}}}   | {{{岸要蔵}}} | {{{岸要蔵}}} | {{{岸要蔵}}} | {{{岸要蔵}}} |
|  |  |            |            |            |            |            |            |  |  |  |  |            |            |            |            |            |            |  |  |  |  |              |              |              |              |              |              |  |  |  |  |              |              |              |              |              |              |  |  |  |  |            |            |            |            |            |            |  |  |  |  |          |          |          |          |          |          |  |  |          |          |          |          |          |          |  |  |                |                |                |                |                |                |              |              |              |              |
|  |  |            |            |            |            |            |            |  |  |  |  |            |            |            |            |            |            |  |  |  |  |              |              |              |              |              |              |  |  |  |  |              |              |              |              |              |              |  |  |  |  |            |            |            |            |            |            |  |  |  |  |          |          |          |          |          |          |  |  |          |          |          |          |          |          |  |  |                |                |                |                |                |                |              |              |              |              |
|  |  |            |            |            |            |            |            |  |  |  |  |            |            |            |            |            |            |  |  |  |  | 岸信政       | 岸信政       | 岸信政       | 岸信政       | 岸信政       | 岸信政       |  |  |  |  | 良子         | 良子         | 良子         | 良子         | 良子         | 良子         |  |  |  |  |            |            |            |            |            |            |  |  |  |  |          |          |          |          |          |          |  |  |          |          |          |          |          |          |  |  |                |                |                |                |                |                |              |              |              |              |
|  |  |            |            |            |            |            |            |  |  |  |  |            |            |            |            |            |            |  |  |  |  | 岸信政       | 岸信政       | 岸信政       | 岸信政       | 岸信政       | 岸信政       |  |  |  |  | 良子         | 良子         | 良子         | 良子         | 良子         | 良子         |  |  |  |  |            |            |            |            |            |            |  |  |  |  |          |          |          |          |          |          |  |  |          |          |          |          |          |          |  |  |                |                |                |                |                |                |              |              |              |              |
|  |  |            |            |            |            |            |            |  |  |  |  |            |            |            |            |            |            |  |  |  |  | 安倍慎太郎   | 安倍慎太郎   | 安倍慎太郎   | 安倍慎太郎   | 安倍慎太郎   | 安倍慎太郎   |  |  |  |  |              |              |              |              |              |              |  |  |  |  | 洋子       | 洋子       | 洋子       | 洋子       | 洋子       | 洋子       |  |  |  |  |          |          |          |          |          |          |  |  |          |          |          |          |          |          |  |  |                |                |                |                |                |                |              |              |              |              |
|  |  |            |            |            |            |            |            |  |  |  |  |            |            |            |            |            |            |  |  |  |  | 安倍慎太郎   | 安倍慎太郎   | 安倍慎太郎   | 安倍慎太郎   | 安倍慎太郎   | 安倍慎太郎   |  |  |  |  |              |              |              |              |              |              |  |  |  |  | 洋子       | 洋子       | 洋子       | 洋子       | 洋子       | 洋子       |  |  |  |  |          |          |          |          |          |          |  |  |          |          |          |          |          |          |  |  |                |                |                |                |                |                |              |              |              |              |
|  |  | 安倍広任   | 安倍広任   | 安倍広任   | 安倍広任   | 安倍広任   | 安倍広任   |  |  |  |  | 安倍英任   | 安倍英任   | 安倍英任   | 安倍英任   | 安倍英任   | 安倍英任   |  |  |  |  | タメ         | タメ         | タメ         | タメ         | タメ         | タメ         |  |  |  |  |              |              |              |              |              |              |  |  |  |  |            |            |            |            |            |            |  |  |  |  | 安倍寛信 | 安倍寛信 | 安倍寛信 | 安倍寛信 | 安倍寛信 | 安倍寛信 |  |  |          |          |          |          |          |          |  |  | {{{安倍英任}}} | {{{安倍英任}}} | {{{安倍英任}}} | {{{安倍英任}}} | {{{安倍英任}}} | {{{安倍英任}}} |              |              |              |              |
|  |  |            | 安倍広任   | 安倍広任   | 安倍広任   | 安倍広任   | 安倍広任   |  |  |  |  | 安倍英任   | 安倍英任   | 安倍英任   | 安倍英任   | 安倍英任   | 安倍英任   |  |  |  |  |              | タメ         | タメ         | タメ         | タメ         | タメ         |  |  |  |  |              |              |              |              |              |              |  |  |  |  |            |            |            |            |            |            |  |  |  |  | 安倍寛信 | 安倍寛信 | 安倍寛信 | 安倍寛信 | 安倍寛信 | 安倍寛信 |  |  |          |          |          |          |          |          |  |  | {{{安倍英任}}} | {{{安倍英任}}} | {{{安倍英任}}} | {{{安倍英任}}} | {{{安倍英任}}} | {{{安倍英任}}} |              |              |              |              |
|  |  |            |            |            |            |            |            |  |  |  |  |            |            |            |            |            |            |  |  |  |  |              |              |              |              |              |              |  |  |  |  |              |              |              |              |              |              |  |  |  |  | 安倍晋太郎 |            |            |            |            |            |  |  |  |  |          |          |          |          |          |          |  |  |          |          |          |          |          |          |  |  |                |                |                |                |                |                |              |              |              |              |
|  |  |            |            |            |            |            |            |  |  |  |  |            |            |            |            |            |            |  |  |  |  |              |              |              |              |              |              |  |  |  |  |              |              |              |              |              |              |  |  |  |  |            |            |            |            |            |            |  |  |  |  |          |          |          |          |          |          |  |  |          |          |          |          |          |          |  |  |                |                |                |                |                |                |              |              |              |              |
|  |  | 椋木甚太夫 | 椋木甚太夫 | 椋木甚太夫 | 椋木甚太夫 | 椋木甚太夫 | 椋木甚太夫 |  |  |  |  | 椋木甚太郎 | 椋木甚太郎 | 椋木甚太郎 | 椋木甚太郎 | 椋木甚太郎 | 椋木甚太郎 |  |  |  |  | 安倍彪助     | 安倍彪助     | 安倍彪助     | 安倍彪助     | 安倍彪助     | 安倍彪助     |  |  |  |  | 安倍寛       | 安倍寛       | 安倍寛       | 安倍寛       | 安倍寛       | 安倍寛       |  |  |  |  |            |            |            |            |            |            |  |  |  |  |          |          |          |          |          |          |  |  |          |          |          |          |          |          |  |  |                |                |                |                |                |                |              |              |              |              |
|  |  | 椋木甚太夫 | 椋木甚太夫 | 椋木甚太夫 | 椋木甚太夫 | 椋木甚太夫 | 椋木甚太夫 |  |  |  |  | 椋木甚太郎 | 椋木甚太郎 | 椋木甚太郎 | 椋木甚太郎 | 椋木甚太郎 | 椋木甚太郎 |  |  |  |  | 安倍彪助     | 安倍彪助     | 安倍彪助     | 安倍彪助     | 安倍彪助     | 安倍彪助     |  |  |  |  | 安倍寛       | 安倍寛       | 安倍寛       | 安倍寛       | 安倍寛       | 安倍寛       |  |  |  |  |            |            |            |            |            |            |  |  |  |  |          |          |          |          |          |          |  |  |          |          |          |          |          |          |  |  |                |                |                |                |                |                |              |              |              |              |
|  |  |            |            |            |            |            |            |  |  |  |  |            |            |            |            |            |            |  |  |  |  | 本堂恒次郎   | 本堂恒次郎   | 本堂恒次郎   | 本堂恒次郎   | 本堂恒次郎   | 本堂恒次郎   |  |  |  |  |              |              |              |              |              |              |  |  |  |  |            |            |            |            |            |            |  |  |  |  | 安倍晋三 | 安倍晋三 | 安倍晋三 | 安倍晋三 | 安倍晋三 | 安倍晋三 |  |  |          |          |          |          |          |          |  |  |                |                |                |                |                |                |              |              |              |              |
|  |  |            |            |            |            |            |            |  |  |  |  |            |            |            |            |            |            |  |  |  |  | 本堂恒次郎   | 本堂恒次郎   | 本堂恒次郎   | 本堂恒次郎   | 本堂恒次郎   | 本堂恒次郎   |  |  |  |  |              |              |              |              |              |              |  |  |  |  |            |            |            |            |            |            |  |  |  |  | 安倍晋三 | 安倍晋三 | 安倍晋三 | 安倍晋三 | 安倍晋三 | 安倍晋三 |  |  |          |          |          |          |          |          |  |  |                |                |                |                |                |                |              |              |              |              |
|  |  |            |            |            |            |            |            |  |  |  |  |            |            |            |            |            |            |  |  |  |  |              |              |              |              |              |              |  |  |  |  | 静子         |              |              |              |              |              |  |  |  |  |            |            |            |            |            |            |  |  |  |  |          |          |          |          |          |          |  |  |          |          |          |          |          |          |  |  |                |                |                |                |                |                |              |              |              |              |
|  |  |            |            |            |            |            |            |  |  |  |  |            |            |            |            |            |            |  |  |  |  |              |              |              |              |              |              |  |  |  |  |              |              |              |              |              |              |  |  |  |  |            |            |            |            |            |            |  |  |  |  |          |          |          |          |          |          |  |  |          |          |          |          |          |          |  |  |                |                |                |                |                |                |              |              |              |              |
|  |  |            |            |            |            |            |            |  |  |  |  | 大島義昌   | 大島義昌   | 大島義昌   | 大島義昌   | 大島義昌   | 大島義昌   |  |  |  |  | 秀子         | 秀子         | 秀子         | 秀子         | 秀子         | 秀子         |  |  |  |  |              |              |              |              |              |              |  |  |  |  | 西村正雄   | 西村正雄   | 西村正雄   | 西村正雄   | 西村正雄   | 西村正雄   |  |  |  |  | 昭恵     | 昭恵     | 昭恵     | 昭恵     | 昭恵     | 昭恵     |  |  |          |          |          |          |          |          |  |  |                |                |                |                |                |                |              |              |              |              |
|  |  |            |            |            |            |            |            |  |  |  |  | 大島義昌   | 大島義昌   | 大島義昌   | 大島義昌   | 大島義昌   | 大島義昌   |  |  |  |  | 秀子         | 秀子         | 秀子         | 秀子         | 秀子         | 秀子         |  |  |  |  |              |              |              |              |              |              |  |  |  |  | 西村正雄   | 西村正雄   | 西村正雄   | 西村正雄   | 西村正雄   | 西村正雄   |  |  |  |  | 昭恵     | 昭恵     | 昭恵     | 昭恵     | 昭恵     | 昭恵     |  |  |          |          |          |          |          |          |  |  |                |                |                |                |                |                |              |              |              |              |
|  |  |            |            |            |            |            |            |  |  |  |  |            |            |            |            |            |            |  |  |  |  |              |              |              |              |              |              |  |  |  |  | 西村謙三     |              |              |              |              |              |  |  |  |  |            |            |            |            |            |            |  |  |  |  |          |          |          |          |          |          |  |  |          |          |          |          |          |          |  |  |                |                |                |                |                |                |              |              |              |              |
|  |  |            |            |            |            |            |            |  |  |  |  |            |            |            |            |            |            |  |  |  |  | 松崎半三郎   | 松崎半三郎   | 松崎半三郎   | 松崎半三郎   | 松崎半三郎   | 松崎半三郎   |  |  |  |  | 松崎一雄     | 松崎一雄     | 松崎一雄     | 松崎一雄     | 松崎一雄     | 松崎一雄     |  |  |  |  | 松崎昭雄   | 松崎昭雄   | 松崎昭雄   | 松崎昭雄   | 松崎昭雄   | 松崎昭雄   |  |  |  |  |          |          |          |          |          |          |  |  |          |          |          |          |          |          |  |  |                |                |                |                |                |                |              |              |              |              |
|  |  |            |            |            |            |            |            |  |  |  |  |            |            |            |            |            |            |  |  |  |  | 松崎半三郎   | 松崎半三郎   | 松崎半三郎   | 松崎半三郎   | 松崎半三郎   | 松崎半三郎   |  |  |  |  | 松崎一雄     | 松崎一雄     | 松崎一雄     | 松崎一雄     | 松崎一雄     | 松崎一雄     |  |  |  |  | 松崎昭雄   | 松崎昭雄   | 松崎昭雄   | 松崎昭雄   | 松崎昭雄   | 松崎昭雄   |  |  |  |  |          |          |          |          |          |          |  |  |          |          |          |          |          |          |  |  |                |                |                |                |                |                |              |              |              |              |

### その他
性格
- 西日本新聞東京報道部長の植田祐一は、嫌みがなく育ちの良さがにじみ出ていて、真面目で温厚な性格を「保守」の鎧で固めたような人物だが、本来の「優しさ」ゆえに、第1次政権時には郵政造反組を復党させ、スキャンダル閣僚を擁護した結果、傷口を広げることになり総理辞任の一因にもなったと評した[935]。
- 調べれば直ちに虚偽と分かるようなことであっても、その場その場の自身の都合に合わせて、何のためらいもなく偽りを述べることが、よく指摘される[936][937]。
- 第1次政権時代から経済財政政策のブレーンを務める高橋洋一は、ほとんどの政治家がマクロ経済政策に関心を持たない中、安倍は高い関心を持ち失業率の抑制を重要視していることから、まるで野党が主張するような政策を掲げる一風変わった人物だが、非常に人当たりがよく漫談をやらせたら天下一品であり、人たらしで、「世界一の肩揉み名人」と評した[938]。
- AFP通信は、生まれながらにして政治家になるためのレールが敷かれていた三世議員で温厚な性格だが、「美しい国」づくりをスローガンに「戦後レジームからの脱却」を掲げ、憲法改正を最重要課題に掲げて取り組み、第1次政権時代から一貫した北朝鮮に対する強硬路線は特筆すべきものがあると評した[939]。
- 政治ジャーナリストの野上忠興は、国会では強気な姿勢が目立つが本来は根が優しい、むしろ気弱ともいえる性格であり、とくに女性には強く言えないと評した[940]。
- 韓国のオピニオン誌「月刊朝鮮」元編集長趙甲濟は、北朝鮮による拉致問題などの人権問題に意欲的に取り組む姿勢は、韓国で貼られた「極右」というレッテルからは程遠く、韓国の保守層や北朝鮮の人権活動家からの評価は高かったと言及し、「日本政界のラスト・サムライ」と評した[941]。

座右の銘
- 吉田松陰の「至誠にして動かざるもの、これいまだあらざるなり」[942]。「初心忘るべからず」[943]。憲政記念館には至誠（真心）と揮毫している。

愛読書
- 古川薫の『留魂録の世界』（留魂録は吉田松陰の著作である）[942]。

尊敬する人物など
- 幕末期の思想家、吉田松陰を尊敬する。「晋三」の名は、松陰の松下村塾の門下生だった高杉晋作からとって付けられた[944]。
- 内閣官房副長官時代に仕えた小泉純一郎、森喜朗を尊敬する対象としている[945]。
- 石原慎太郎には「政治家にいないタイプ」「つねに挑戦的でかつイケメン」などの理由で嫉妬しており、学生時代には父にあうために来訪した石原に『太陽の季節』文庫本にサインを書いてもらった際にもっと新しいものを買えと全く媚びない言葉を掛けられて憧れを感じているという[945][946]。
- 2019年9月4日、喜多川擴（ジャニー喜多川）の逝去に際して東京ドームに於いてジャニーのお別れの会が開かれた。そこで業績を称賛し人徳を讃える弔電を送った[947]

ファッション
寒がりである。クール・ビズの一環である「国会内はワイシャツ・ノーネクタイ」が導入された当初は背広で通していた が、東京新聞の政治ネットモニター調査では、クールビズが似合う政治家第2位となった。2002年、清潔感を大切にしたファッションを心がけていることが評価され、政治経済部門でベストドレッサー賞を受賞。安倍は「いつも私の服をチェックしてくれる妻が受賞したようなもの」とコメントした。
アーチェリー
大学時代にアーチェリーをしていた安倍は、2005年に全日本アーチェリー連盟の第6代会長に就任している（前任は同じく首相経験者の海部俊樹、父の安倍晋太郎も第4代会長である）。2007年3月25日、連盟から再び会長に推薦され、これを受託したため、14日の理事会で2期目を務めることとなった。首相であるため、職務は副会長が代行することになっている。2020年10月1日、3度目の会長復帰。
2006年4月28日のフジテレビのバラエティ番組では、明石家さんまとアーチェリーで対決、その腕前をテレビで初めて披露した。
ゴルフ
ゴルフも趣味の一つであり、米国留学中も、現地で知り合った友人とプレーしていた。ドナルド・トランプ米大統領や加計孝太郎 とゴルフをプレーする仲である。
野球
少年時代、プロ野球・サンケイアトムズ（現：東京ヤクルトスワローズ）のファンだった。一方で、神戸製鋼所に勤務していたことから「あの会社は阪神ファンじゃなきゃ生きていけない」と冗談めかして語るように、2017年の第48回衆議院議員総選挙では公明党の赤羽一嘉の応援に神戸市北区の岡場駅前で行われた街頭演説にて「今日（10月14日）のクライマックスシリーズで阪神タイガースが勝ちました」と発言している。
かつてアンチ巨人であったことも公言しており、巨人出身で自民党の堀内恒夫が予算委員会に「初登板」した際には「応援しているチームが痛い目にあい、『本当に憎たらしいピッチャーだ』と思いながらも『この人はすごいな』と思った」と印象を述べた。
食べ物・調理
健啖家であり、激辛の食べ物と焼肉が大好物である。また有楽製菓のブラックサンダーが大好きと紹介されたこともあった。かつては寝る前にビデオを見ながらアイスクリーム やせんべいを食べるのが好きだったが、妻の助言でやめた。コース料理よりも自分で注文するアラカルトが好きと、2012年に語っている。得意料理はタバスコ入りの焼きそばと述べている。
映画
もし政治家になっていなかったら映画監督になりたかったと語るなど、大の映画好きとして知られる。
幼稚園から大学までを共に過ごした親友の馬場康夫がクリエイター集団ホイチョイ・プロダクションズを結成し映画監督となり、1987年（昭和62年）に映画「私をスキーに連れてって」を、さらに後年製作された映画「彼女が水着にきがえたら」（1989年）、「波の数だけ抱きしめて」（1991年）を商業的に大成功させ、当時の若者のライフスタイルにおけるイメージリーダーとなったことを誇りに思っていた。
芸能
20代から30代にかけてアグネス・チャンの熱心なファンであった。チャンとは親交がありたびたび食事をともにしている。
お笑いが好きであり、特にタモリのファンでフジテレビ系「ボキャブラ天国」をよく見ていた。2014年にはタモリが司会を務めるフジテレビ系バラエティー番組「笑っていいとも！」のトークコーナー「テレフォンショッキング」に現役首相として初めて生出演した。これもあり、自らと考えが一部異なる爆笑問題の番組に出演したり、桜を見る会で一緒に写真を撮ったりもしている。
疾患
国の指定難病の1つである潰瘍性大腸炎を患っており、中学卒業時より悩まされてきた。第1次政権時には病状の悪化に苦悩していたともいわれており、2007年及び2020年の突然の総理辞任の原因にもなったとされる。
喫煙
自らの喫煙歴について、「24、25歳ぐらいまでたばこを吸っていて、その後やめた」と打ち明けたうえで、「吸っている時には受動喫煙の立場に立たされる人が不愉快であるとは気づかないが、やめたとたんにそれがよく分かる」と述べた。
住居
地元の下関市に父・晋太郎から受け継いだ自宅があった。また、東京では渋谷区富ヶ谷の母・洋子が所有するマンションを別邸として普段暮らしていた。第1次内閣時は内閣総理大臣公邸に居住していたが、第2次内閣以降は基本、別宅から官邸に通っていた。2015年2月23日の衆議院予算委員会で、松木謙公に公邸に住まない理由を問われ、「自宅の方がゆっくりと休息できること」を挙げ、「危機管理対応にもほとんど支障がない」と答弁している。また、山梨県鳴沢村に別荘があり、インド首相のナレンドラ・モディを招いている。

## 選挙歴
| 当落 | 選挙                   | 執行日         | 年齢 | 選挙区    | 政党       | 得票数     | 得票率 | 定数 | 得票順位 /候補者数 | 政党内比例順位 /政党当選者数 |
| ---- | ---------------------- | -------------- | ---- | --------- | ---------- | ---------- | ------ | ---- | ------------------ | ---------------------------- |
| 当   | 第40回衆議院議員総選挙 | 1993年07月18日 | 38   | 旧山口1区 | 自由民主党 | 9万7647票  | 24.2   | 4    | 1/8                | /                            |
| 当   | 第41回衆議院議員総選挙 | 1996年10月20日 | 42   | 山口4区   | 自由民主党 | 9万3459票  | 54.3   | 1    | 1/3                | /                            |
| 当   | 第42回衆議院議員総選挙 | 2000年06月25日 | 45   | 山口4区   | 自由民主党 | 12万1835票 | 71.7   | 1    | 1/2                | /                            |
| 当   | 第43回衆議院議員総選挙 | 2003年11月09日 | 49   | 山口4区   | 自由民主党 | 14万347票  | 79.7   | 1    | 1/3                | /                            |
| 当   | 第44回衆議院議員総選挙 | 2005年09月11日 | 50   | 山口4区   | 自由民主党 | 13万7701票 | 73.6   | 1    | 1/3                | /                            |
| 当   | 第45回衆議院議員総選挙 | 2009年08月30日 | 54   | 山口4区   | 自由民主党 | 12万1365票 | 64.3   | 1    | 1/3                | /                            |
| 当   | 第46回衆議院議員総選挙 | 2012年12月16日 | 58   | 山口4区   | 自由民主党 | 11万8696票 | 78.2   | 1    | 1/3                | /                            |
| 当   | 第47回衆議院議員総選挙 | 2014年12月14日 | 60   | 山口4区   | 自由民主党 | 10万829票  | 76.3   | 1    | 1/3                | /                            |
| 当   | 第48回衆議院議員総選挙 | 2017年10月22日 | 63   | 山口4区   | 自由民主党 | 10万4825票 | 72.6   | 1    | 1/5                | /                            |
| 当   | 第49回衆議院議員総選挙 | 2021年10月31日 | 67   | 山口4区   | 自由民主党 | 8万448票   | 69.7   | 1    | 1/3                | /                            |

## 受賞・栄典
受賞
- 第31回ベストドレッサー賞（2002年） - 政治・経済部門
- GQ MEN OF THE YEAR 2006（2006年）
- 第42回ベストドレッサー賞（2013年） - 政治・経済部門
- FP Top 100 Global Thinkers（2013年）
- ハーマン・カーン賞（2013年）
- Asian of the Year award（2013年）
- タイム誌 - 世界で最も影響力のある100人（2014年、2018年） - Leader枠で選出
- 「オリンピック・オーダー」（国際オリンピック委員会（IOC）の功労章）の金章（2020年）
- ワールド・ステーツマン賞（世界政治家賞）（2021年）
- 経済界大賞（2022年）

叙位
- 従一位（2022年）

栄典
-  サウジアラビア：アブドゥラズィズ・アール・サウード勲章メンバー・スペシャル・クロス - （2007年）
-  ギリシャ：名誉勲章グランド・クロス - 
-  バーレーン：シェイク・イーサ・ビン・サルマン・アール・ハリーファ勲章メンバー・ファースト・クラス - （2013年）
-  コートジボワール：コートジボワール勲章グランド・クロス - 
-  オランダ：オラニエ＝ナッサウ勲章ナイト・グランド・クロス - （2014年）
-  フィリピン：シカツナ勲章グランド・カラー - （2015年）
-  アルゼンチン：解放将軍サン・マルティン勲章グランド・クロス - （2016年）
-  スペイン：イサベル・ラ・カトリカ勲章グランド・クロス - （2017年）
-  ウルグアイ：：ウルグアイ東方共和国勲章グランド・オフィサー- （2018年）
-  パラグアイ：：メリット国家勲章グランド・クロス- （2018年）
-  ルクセンブルク：オーク・クラウン勲章グランド・クロス - （2017年）
-  アメリカ合衆国：エリス島名誉勲章 - （2019年）
-  オリンピック：オリンピック勲章ゴールド - （2020年）
-  ブラジル：南十字星勲章グランド・クロス- （2020年）
-  アメリカ：レジオン・オブ・メリット勲章チーフ・コマンダー - （2020年） - インド太平洋構想への指導力とビジョン
-  インド：パドマ・ヴィブーシャン勲章 - （2021年）
-  セルビア：セルビア共和国勲章セカンド・クラス - （2022年）
-  日本：大勲位菊花章頸飾 - （2022年・没後）
-  日本：大勲位菊花大綬章 - （2022年・没後）
-  オーストラリア：オナラリー・コンパニオン勲章（AC） - （2022年・没後）
-  台湾：特種大綬卿雲勲章 - （2023年・没後）

名誉博士
- マレーシア国際イスラーム大学（政治経済学・2022年）

名誉教授
-  カザフスタン： ナザルバエフ大学（政治学・2015年）

## 著書
主著
- PHP研究所（編）、2006年4月『安倍晋三対論集 : 日本を語る』PHP研究所。ISBN 978-4569643632。
- 『美しい国へ』〈文春新書〉、文藝春秋、2006年7月。ISBN 978-4166605248。
- 『新しい国へ　: 美しい国へ 完全版』〈文春新書 903〉、文藝春秋、2013年1月。ISBN 978-4166609031。
- 『日本の決意』新潮社、2014年4月。ISBN 978-4103355915。
- 安倍晋三、橋本五郎（聞き手）、尾山宏（聞き手）、北村滋（監修）『安倍晋三 回顧録』中央公論新社、2023年2月8日。ISBN 978-4120056345。

共著・編著
- 安倍晋三（編）、1992年4月10日『吾が心は世界の架け橋 : 安倍外交の全記録』新外交研究会。{{cite book ja}}:  CS1メンテナンス: デフォルトと同じref (カテゴリ) - 安倍晋太郎外交対象。
- 安倍晋三、栗本慎一郎、衛藤晟一『「保守革命」宣言 : アンチ・リベラルへの選択』現代書林、1996年10月。ISBN 4876209391。
- 安倍晋三、岡崎久彦『この国を守る決意』扶桑社、2004年1月。ISBN 978-4594043315。
- 安倍晋三（編）、2006年12月『日中対話』〈言論ブログ・ブックレット 私ならこう考える　- 有識者の主張〉、言論NPO。ISBN 978-4903743011。
- 安倍晋三、百田尚樹『日本よ、世界の真ん中で咲き誇れ』ワック、2013年12月。ISBN 978-4898314180。

論文

- Asia's Democratic Security Diamond By Shinzo Abe PROJECT SYNDICATE

## 出演

### テレビ
- SMAP×SMAP（関西テレビ/フジテレビ） - 2005年3月14日[1001]
- 日経スペシャル カンブリア宮殿（テレビ東京）
  - 「総理に最も近い男に聞く、『ニッポンをどこに導くのか？』」- 2006年6月19日 - 出演時、官房長官[1002]。
  - 「ニッポンの次なるリーダーに聞く！ 〜あなたが総理になったら、 私たちの暮らしは、どう変わりますか？〜」- 2006年9月18日 - 出演時、官房長官[1003]。
- たかじんのそこまで言って委員会→そこまで言って委員会NP（読売テレビ）- 2009年4月29日、2011年5月1日、8月28日、2012年10月7日、2013年1月13日、6月30日、2014年4月20日、2015年9月6日※スタジオ出演のみ
- FNNスーパーニュースアンカー（関西テレビ）- 2012年12月19日、2015年1月14日
- BSフジLIVE プライムニュース（BSフジ）- 2011年10月18日、2014年4月8日、2015年4月20日、2017年2月13日、10月5日
- スッキリ!!（日本テレビ）- 2013年4月18日[1001]
- 報道ステーション（テレビ朝日）- 2005年1月13日、2012年9月12日、2013年12月20日、2017年9月25日など[1001]
- 森田一義アワー 笑っていいとも!（フジテレビ）- 2014年3月21日『テレフォンショッキング』コーナー[1001]
- 日曜討論（NHK総合）- 2013年1月20日、2017年1月8日[1001]
- みんなのニュース（フジテレビ）- 2015年7月20日[1001]
- 情報ライブ ミヤネ屋（読売テレビ）- 2015年9月4日[1001]
- ウェークアップ!ぷらす（読売テレビ）- 2018年6月18日[1001]
- プライムニュース イブニング（フジテレビ）- 2018年5月11日[1001]
- ワイドナショー（フジテレビ）- 2016年5月1日[1001][注釈 30]
- ニュースウオッチ9（NHK総合）- 2016年12月16日、2017年9月25日[1001]
- NEWS23（TBSテレビ）- 2016年12月16日、2017年9月25日[1001]
- ビートたけしの私が嫉妬したスゴい人（フジテレビ）- 2018年1月3日[1001]

### インターネット動画配信
- 徹の部屋（AbemaTV）- 2017年10月8日

### ラジオ
- ザ・ボイス そこまで言うか!（ニッポン放送） - 2014年9月11日、2015年7月23日
- 辛坊治郎ズーム そこまで言うか! （ニッポン放送） - 2016年2月20日
- 須田慎一郎のニュースアウトサイダー （ニッポン放送） - 2017年5月28日、6月4日
- 安倍晋三・櫻井よし子新春対談 強いニッポンの創り方（ニッポン放送） - 2018年1月1日

### 新聞
- 学生新聞 ※表紙[1007]

## 所属団体
- 最新型原子力リプレース推進議員連盟（顧問）
- 創生「日本」（会長）
- 神道政治連盟国会議員懇談会（会長[1008][1009]）
- 親学推進議員連盟（会長）
- 北朝鮮に拉致された日本人を早期に救出するために行動する議員連盟（顧問）
- 平和を願い真の国益を考え靖国神社参拝を支持する若手国会議員の会（顧問）
- 天皇陛下御即位二十年奉祝国会議員連盟（顧問）
- 地下式原子力発電所政策推進議員連盟（顧問）
- ラグビーワールドカップ2019日本大会成功議員連盟（顧問）
- ボーイスカウト振興国会議員連盟（顧問）
- 日本の前途と歴史教育を考える議員の会（事務局長）
- 日本会議国会議員懇談会（副会長）[1010]
- みんなで靖国神社に参拝する国会議員の会
- 公共放送のあり方について考える議員の会
- 真の人権擁護を考える懇談会（最高顧問）
- 将棋文化振興議員連盟
- 日韓議員連盟（副幹事長）[1011]
- 憲法20条を考える会
- 日本の水源林を守る議員勉強会
- 保守団結の会（顧問[注釈 31]）
- NAISの会
- NASAの会

## 関連作品
ドキュメンタリー映画
- 映画「立候補」（2013年、藤岡利充監督）
- 主戦場（2019年、ミキ・デザキ監督）
- i-新聞記者ドキュメント-（2019年、森達也監督）
- 教育と愛国（2022年、斉加尚代監督）
- 妖怪の孫（2023年、内山雄人監督）
- 劇場版 ヤジと民主主義（2023年、山崎裕侍監督）
  - ヤジと民主主義 劇場拡大版（2023年、山崎裕侍監督）
- 1.4BILLION（2023年、平野貴之監督）
- 国葬の日（2023年、大島新監督）

テレビ・ドキュメンタリー
- ヤジと民主主義〜警察が排除するもの〜（2020年、北海道放送）

劇映画
- 空母いぶき（2019年、若松節朗監督）※首相役を演じた佐藤浩市の発言が安倍を揶揄しているとしてネット上で炎上したが、出版元の小学館は「作品はフィクションであり、実在の人物ではございません」とする談話を出し、識者は「偏った思い込みによる全くの空騒ぎ」と指摘した[1013][1014]。
- REVOLUTION+1（2022年、足立正生監督）